# Musikjahr 1945
Liste der Musikjahre

◄◄ | ◄ | 1941 | 1942 | 1943 | 1944 | Musikjahr 1945 | 1946 | 1947 | 1948 | 1949 | ► | ►►

Weitere Ereignisse · Country-Musik
Dieser Artikel behandelt das Musikjahr 1945.

## Ereignisse

### Amerika

#### Vereinigte Staaten von Amerika

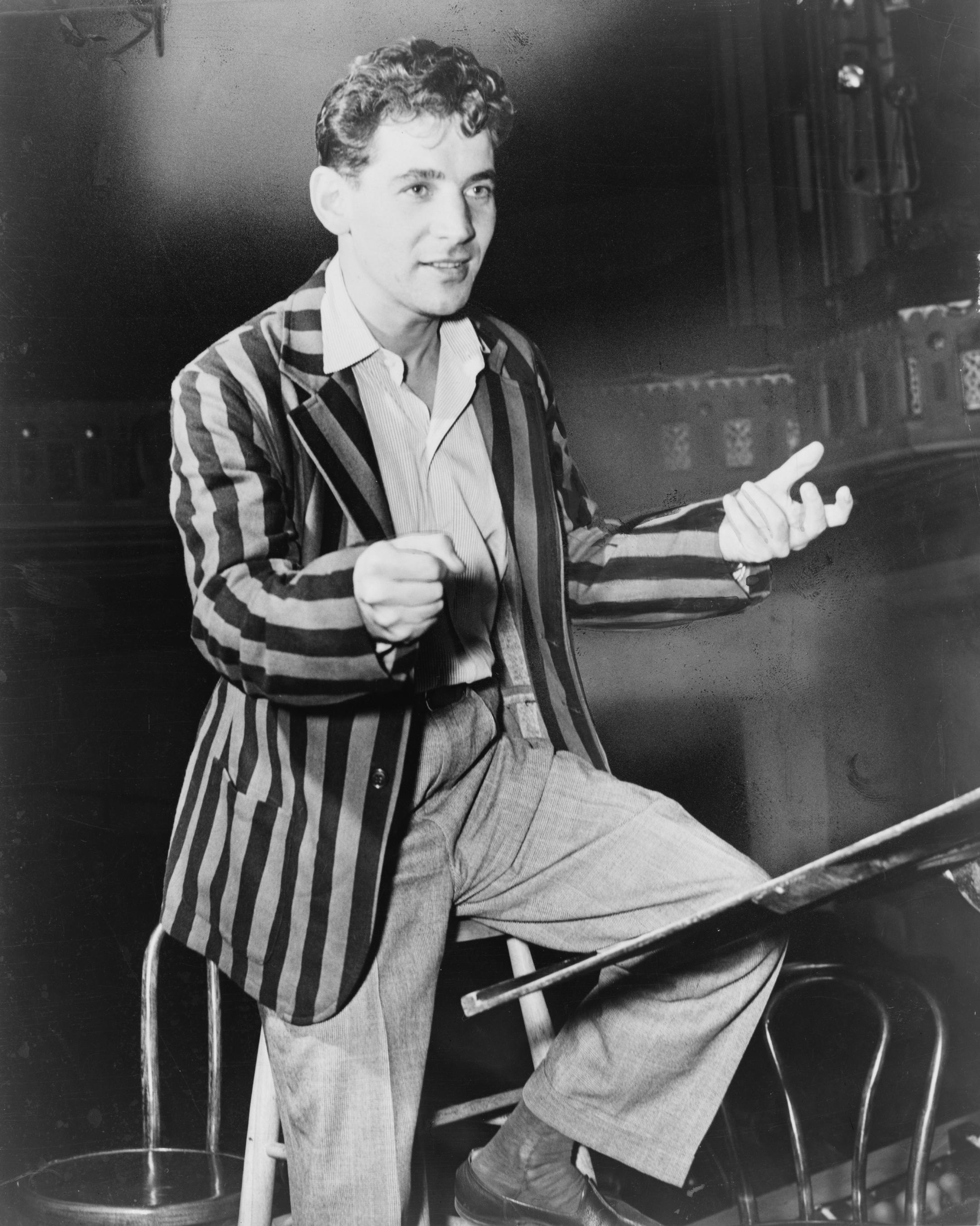
Leonard Bernstein (1945)

- 19. April: Das Musical Carousel, die musikalische Umsetzung des Bühnenstücks Liliom von Ferenc Molnár in der Fassung von Benjamin Glazer mit Musik von Richard Rodgers, Liedtexte und Buch von Oscar Hammerstein II, wird am Majestic Theatre in New York uraufgeführt.
- 19. August: Dick Powell heiratet June Allyson.
- 26. September: Béla Bartók, der seit 1939 im Exil in den Vereinigten Staaten lebt, stirbt in New York City an Leukämie.
- Oktober: Billy Eckstine gelingt mit dem Song A Cottage for Sale der erste von 28 Hits in den Billboard-Charts.
- 26. November: Charlie Parker nimmt in den sogenannten Koko-Sessions seine erste Schallplatte als Bandleader auf, die von Savoy Records unter dem Titel The Charlie Parker Story 1956 veröffentlicht wird. An der Session waren folgende Musiker beteiligt: Miles Davis, Curly Russell, Max Roach, Sadik Hakim und Dizzy Gillespie.
- 28. November: Uraufführung der Genesis Suite von Nathaniel Shilkret unter Mitarbeit von Arnold Schönberg, Alexandre Tansman, Darius Milhaud, Mario Castelnuovo-Tedesco, Ernst Toch und Igor Strawinsky im Wilshire Ebell Theatre in Los Angeles durch das Janssen Symphony Orchestra unter der Leitung von Werner Janssen.
- Leonard Bernstein ist 1945 bis 1946 Dirigent und musikalischer Leiter der New York City Symphony.

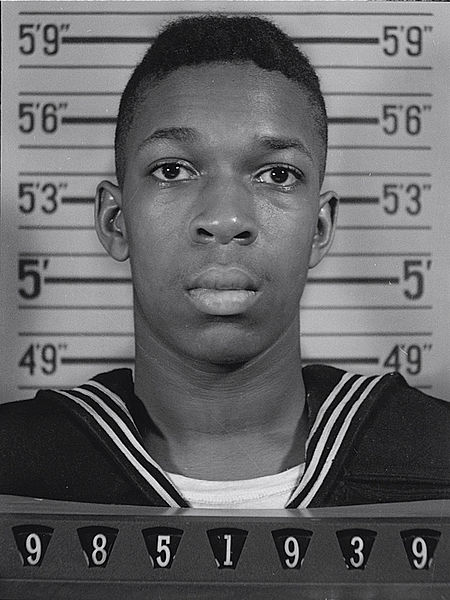
John Coltrane (1945)

- John Coltrane wird zum Militär eingezogen und spielt Klarinette bei einer Jazzband der US Navy auf Hawaii.
- Bing Crosby wird von The Motion Picture Daily Fame Poll zum neunten Mal als „Top Male Vocalist“ (Bester männlicher Sänger) ausgezeichnet.
- Miles Davis studiert an der Juilliard School in New York City und wird Mitglied im Charlie Parker Quintett. Im November 1945 macht er seine ersten Plattenaufnahmen gemeinsam mit Charlie Parker (Die „Koko“-Session).
- Marlene Dietrich ist im US-amerikanischen Radio CBS zu hören, begleitet von dem Akkordeon-Spieler John Serry senior.
- Antal Doráti wird Dirigent des Dallas Symphony Orchestra.
- Bohuslav Martinů komponiert seine Sonate für Flöte und Klavier im Juni und Juli 1945 während eines Urlaubsaufenthalts in South Orleans auf Cape Cod in Massachusetts.
- Frank Sinatra beendet seine Mitwirkung in der Radiosendung Your Hit Parade von CBS und ist im Jahr 1945 in der Sendung Max Factor Presents Frank Sinatra (CBS) und ab September 1945 Songs By Sinatra (CBS) zu hören.
- Ruth Weston läuft von zu Hause in Portsmouth weg, um den Trompeter Jimmy Brown zu heiraten und ihre Karriere als Sängerin zu starten.

### Europa

#### Deutsches Reich
- 03. Februar: Das Bühnenhaus und Teile des Zuschauersaales der Staatsoper Unter den Linden wird beim zweiten Luftangriff zerstört. Der Portikus blieb weitgehend verschont.
- 05. April: Die Villa Wahnfried wird bei einem der US-amerikanischen Luftangriffe auf Bayreuth durch den Einschlag einer Fliegerbrandbombe aus südlicher Richtung in den Saal zur Hälfte zerstört, der Saal samt Rotunde und darüberliegender Etage sowie der südöstliche Teil des Hauses werden weggesprengt. Dabei wird sämtliches originales Interieur und Mobiliar vernichtet, jedoch nicht die kurz zuvor ausgelagerte Bibliothek sowie Gemälde und Dokumente des Richard-Wagner-Familienarchivs mit den Partituren Wagners.
- 13.–15. Februar: Bei den Luftangriffen auf Dresden wird die Semperoper fast völlig zerstört.
- 27. Juli: Benjamin Britten und Yehudi Menuhin geben ein Konzert im DP-Camp Bergen-Belsen.

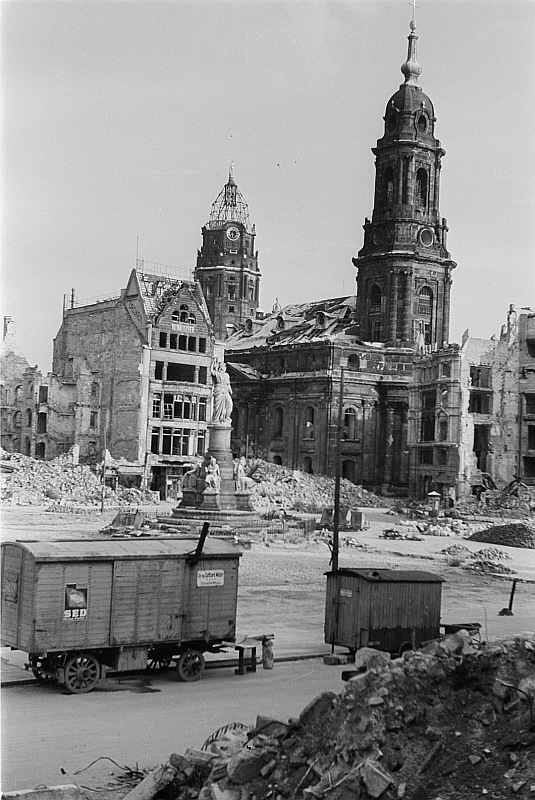
Blick auf die Dresdner Kreuzkirche nach den Luftangriffen 1945.

- 04. August: In der ersten Vesper des Dresdner Kreuzchores nach dem Krieg wird in der ausgebrannten Kreuzkirche die Trauermotette Wie liegt die Stadt so wüst von Rudolf Mauersberger uraufgeführt.
- 04. September: Fidelio von Beethoven ist die erste Oper die nach dem Zweiten Weltkrieg in Berlin aufgeführt wird.
- 08. September: Im Berliner Admiralspalast – dem Ausweichquartier der Staatsoper Unter den Linden – wird Orpheus und Eurydike von Christoph Willibald Gluck gegeben. Die Staatsoper spielt hier zehn Jahre und bringt es dabei auf insgesamt 55 Inszenierungen
- 00. November: Hans Schmidt-Isserstedt dirigiert das NDR Elbphilharmonie Orchester bei dessen erstem Konzert.
- Michael Bohnen ist nach dem Ende des Zweiten Weltkriegs bis 1947 Intendant der Deutschen Oper Berlin.
- Sergiu Celibidache leitet von 1945 bis 1952 als Nachfolger Wilhelm Furtwänglers ad interim die Berliner Philharmoniker.
- Rudolf Mauersberger vollendet sein Dresdner Te Deum.

#### Estland
- Juhan Aavik: Aastaajad [Die Jahreszeiten], Suite für Orchester; Violinkonzert. (beide im schwedischen Exil)[1]

#### Frankreich
- 26. März: In der Pariser Salle Gaveau spielt Yvonne Loriod die Uraufführung der ihr gewidmeten Vingt regards sur l’enfant-Jésus ihres Ehemannes Olivier Messiaen.
- Reynaldo Hahn wird Leiter der Opéra National de Paris.

#### Italien
- 02. August: Pietro Mascagni, der mit seinen Opern neben Ruggero Leoncavallo und Giacomo Puccini einer der wichtigsten Vertreter des Verismo war, stirbt in Rom.
- 01. September: Letztes Konzert des Trio Lescano im italienischen Radio.

#### Österreich
- 01. Mai: In ihrem Ausweichquartier in der Volksoper Wien nimmt die Wiener Staatsoper ihren Spielbetrieb nach dem Ende der Naziherrschaft mit Wolfgang Amadeus Mozarts Le nozze di Figaro wieder auf.
- 12. August – 1. September: Bei den ersten Salzburger Festspielen nach Kriegsende erfolgt eine Neuinszenierung von Wolfgang Amadeus Mozart Die Entführung aus dem Serail. Die Oper wird via Rundfunk sogar in die USA übertragen.[2]
- 06. Oktober: Das Theater an der Wien öffnet – ebenfalls als Ausweichquartier der Wiener Staatsoper – seine Pforten mit Fidelio von Ludwig van Beethoven.

#### Schweden
- 01. Februar: Die Uraufführung der Oper Lycksalighetens ö von Hilding Rosenberg erfolgt an der Königlichen Oper in Stockholm.
- Der Eric Ericson Kammerchor wird von dem schwedischen Chorleiter Eric Ericson als Stockholmer Kammerchor (schw. Stockholm Kammerkören) gegründet.

#### Schweiz
- 07. Mai: Uraufführung des Oratoriums In terra pax von Frank Martin in Genf mit dem Orchestre de la Suisse Romande unter Leitung von Ernest Ansermet.

#### Sowjetunion
- 13. Januar: In Moskau erfolgt die Uraufführung der patriotisch-heroischen 5. Sinfonie von Sergei Sergejewitsch Prokofjew.
- 21. November: Uraufführung des abendfüllenden Balletts in drei Akten, sieben Bildern und sechs Dekorationen Cinderella mit der Musik von Sergei Prokofjew in der Choreographie von Rostislaw Sacharow am Bolschoi-Theater in Moskau.
- Nikolai Jakowlewitsch Mjaskowski vollendet sein Violoncellokonzert c-moll, op. 66.
- Dmitri Schostakowitsch vollendet seine 9. Sinfonie.

#### Vereinigtes Königreich
- 07. Juni: Uraufführung der Oper Peter Grimes auf das Libretto von Montagu Slater nach dem Gedicht The Borough von George Crabbe im Sadler’s Wells in London.
- 26. Juli: Der Komponist Ernest John Moeran heiratet die Cellistin Peers Coetmore.
- 25. Oktober: Das Philharmonia Orchestra, gegründet von Walter Legge, gibt sein erstes Konzert in London.
- Benjamin Britten komponiert The Young Person’s Guide to the Orchestra.

## Musikcharts

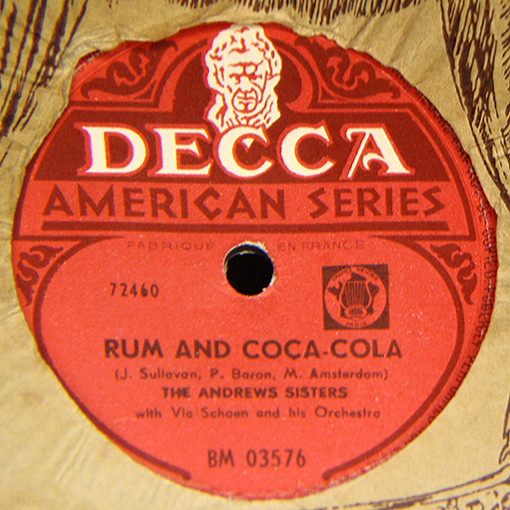
The Andrew Sisters – Rum and Coca-Cola

### Vereinigte Staaten
Die längsten Nummer-eins-Singles
Lieder, die die meiste Zeit während eines anderen Jahres auf Platz 1 der Charts verbrachten, werden hier nicht aufgeführt.
1. Perry Como with Russell Case & His Orchestra – Till the End of Time (10 Wochen)
2. Les Brown & His Orchestra with Doris Day – Sentimental Journey (9 Wochen)
3. Bing Crosby & The Andrews Sisters with Vic Schoen & His Orchestra – Don’t Fence Me In; The Andrews Sisters with Vic Schoen & His Orchestra – Rum and Coca-Cola (jeweils 8 Wochen)

Die längsten Nummer-eins-Alben
Alben, die die meiste Zeit während eines anderen Jahres auf Platz 1 der Charts verbrachten, werden hier nicht aufgeführt.
1. King Cole Trio – The King Cole Trio (12 Wochen)
2. Glenn Miller & His Orchestra – Glenn Miller - An Album of Outstanding Arrangements; Vaughn Monroe – On the Moonbeam (8 Wochen)
3. Richard Rodgers & Oscar Hammerstein with the Original Broadway Cast – Carousel – Selections from the Theatre Guild Musical Play; Bing Crosby – Going My Way (jeweils 6 Wochen)

Die Albumcharts wurden erstmals am 24. März erhoben.
Alle Nummer-eins-Hits und die Hits des Jahres

### Charts in weiteren Ländern
Siehe auch: Nummer-eins-Hits 1945 in  Australien und den Vereinigten Staaten.

## Musikpreisverleihungen

### Oscarverleihung
- Beste Filmmusik (Drama/Komödie): Max Steiner – Als du Abschied nahmst (Since You Went Away)
- Beste Filmmusik (Musikfilm): Carmen Dragon, Morris Stoloff – Es tanzt die Göttin (Cover Girl)
- Bester Filmsong: Jimmy Van Heusen, Johnny Burke – Swinging on a Star in Der Weg zum Glück (Going My Way)
- Beste Tonmischung: Edmund H. Hansen – Wilson

### Pulitzerpreis
- Pulitzerpreis/Musik: Aaron Copland – Appalachian Spring

## Neuveröffentlichungen (Auswahl)

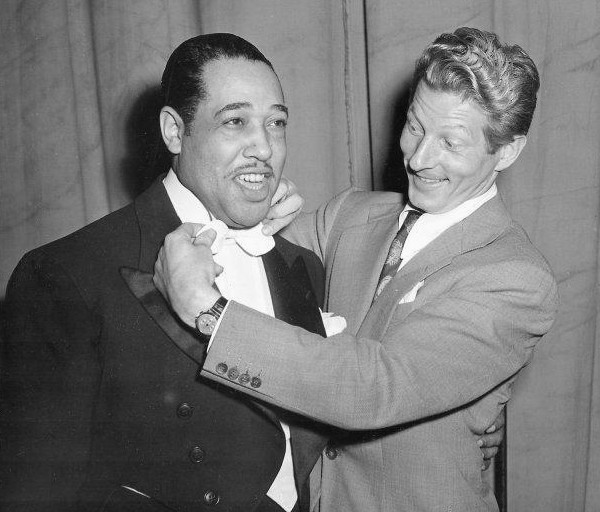
Duke Ellington und Danny Kaye (1945)

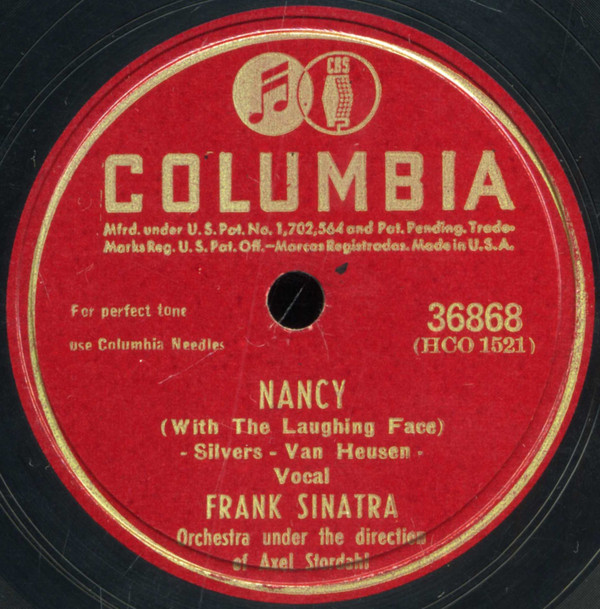
Frank Sinatra – Nancy (with the Laughing Face)

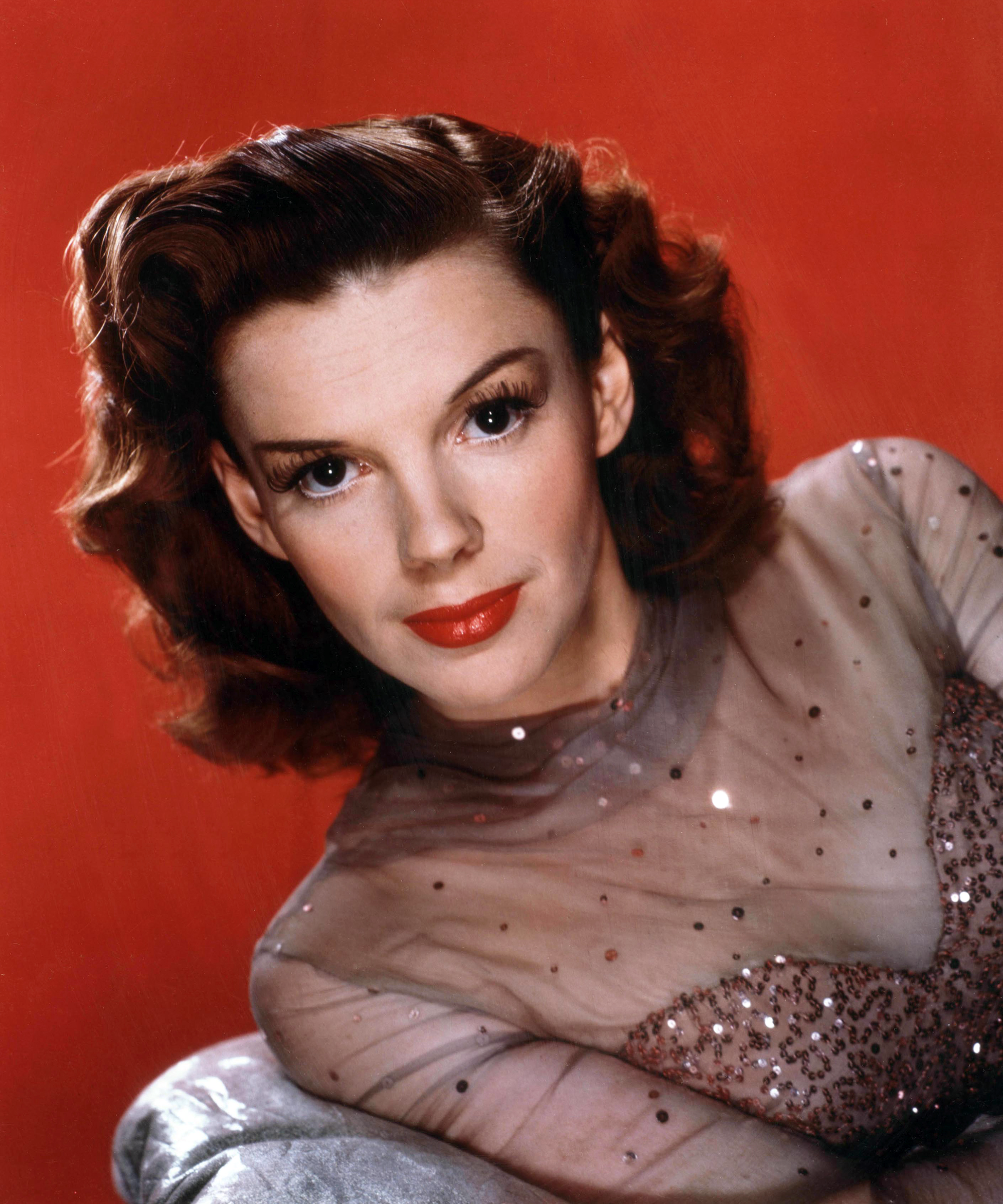
Judy Garland (1945)

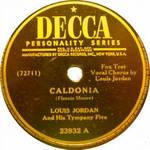
Louis Jordan – Caldonia

### Lieder und Kompositionen

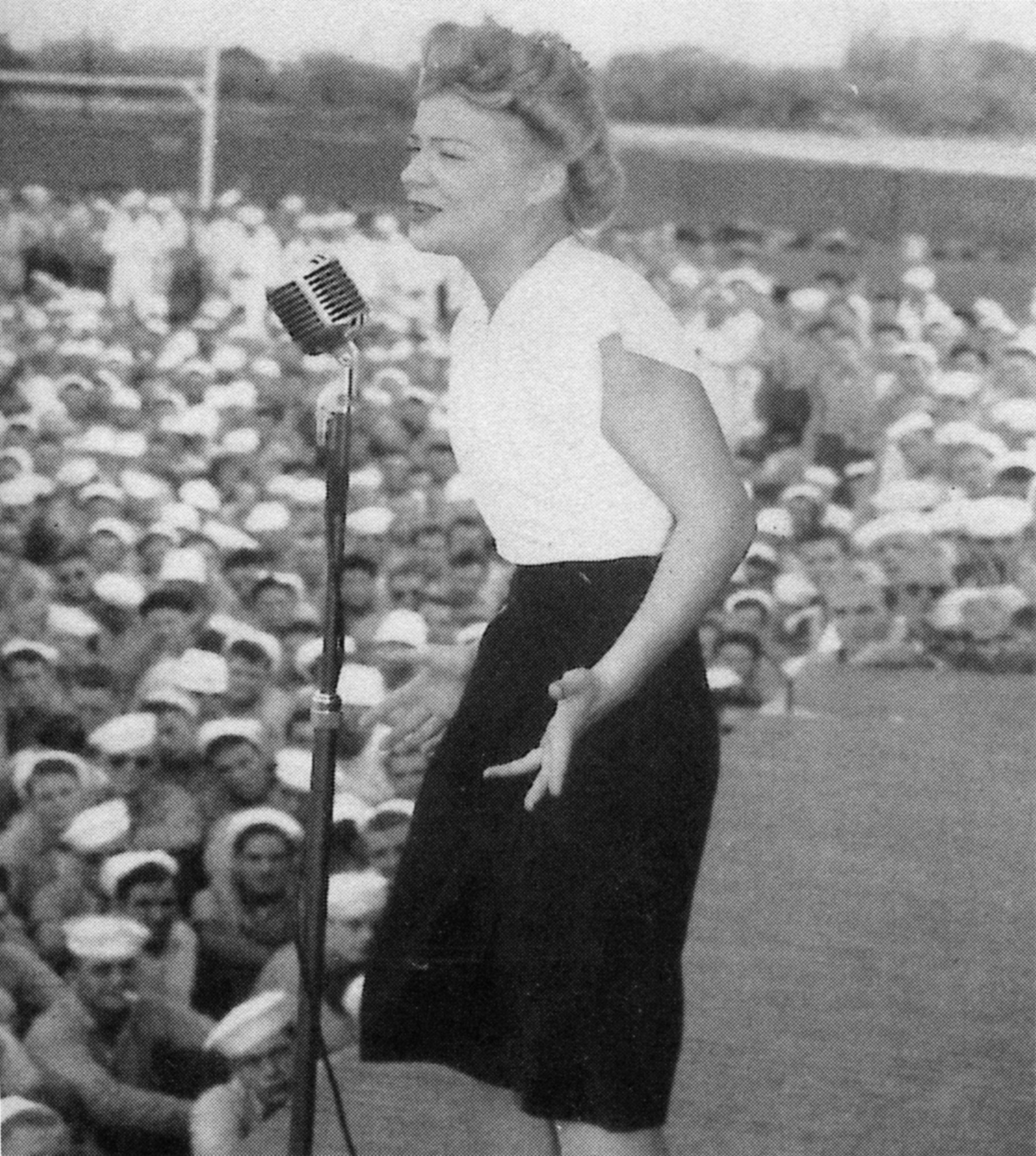
Betty Hutton (1945)

| Lied                                      | Text                                                  | Musik                                                 | Erstinterpret                     | Label             | Veröffentlichung  | Genre                        | Album                     | Weitere Informationen                                                                                                   |
| ----------------------------------------- | ----------------------------------------------------- | ----------------------------------------------------- | --------------------------------- | ----------------- | ----------------- | ---------------------------- | ------------------------- | --- |
| All of My Life                            | Irving Berlin                                         | Irving Berlin                                         |                                   |                   | 1945              |                              |                           | |
| All Through the Day                       | Oscar Hammerstein II                                  | Jerome Kern                                           |                                   |                   | 1945              | Filmsong                     |                           | für den Film Centennial Summer geschrieben, erhielt 1947 eine Oscar-Nominierung in der Kategorie „Bester Song“          |
| Along the Navajo Trail                    | Dick Charles, Eddie DeLange und Larry Markes          | Dick Charles, Eddie DeLange und Larry Markes          |                                   |                   | 1945              |                              |                           | |
| Anywhere                                  | Sammy Cahn                                            | Jule Styne                                            |                                   |                   | 1945              | Filmsong                     |                           | für den Musikfilm Tonight and Every Night geschrieben                                                                   |
| Aren’t You Glad You’re You                | Johnny Burke                                          | Jimmy Van Heusen                                      |                                   |                   | 1945              | Filmsong                     |                           | für den Film Die Glocken von St. Marien geschrieben, erhielt 1946 eine Oscar-Nominierung in der Kategorie „Bester Song“ |
| Autumn Leaves                             | Johnny Mercer                                         | Joseph Kosma                                          | Yves Montand                      |                   | 1945              | Jazz, Chanson                |                           | Jazzstandard |
| Billie’s Bounce                           |                                                       | Charlie Parker                                        |                                   | Savoy             | November 1945     |                              |                           | Jazzstandard |
| Blue Eyes Crying in the Rain              | Fred Rose                                             | Fred Rose                                             |                                   |                   | 1945              | Country                      |                           | |
| Caldonia                                  | Fleecie Moore                                         | Fleecie Moore                                         | Louis Jordan                      | Decca             | 1945              | Blues                        |                           | |
| Cruising Down the River                   | Eily Beadell und Nell Tollerton                       | Eily Beadell und Nell Tollerton                       |                                   |                   | 1945              |                              |                           | |
| Day By Day                                | Sammy Cahn                                            | Paul Weston und Axel Stordahl                         |                                   |                   | 1945              |                              |                           | |
| Detour                                    | Paul Westmoreland                                     | Paul Westmoreland                                     |                                   |                   | 1945              |                              |                           | |
| Doctor, Lawyer, Indian Chief              | Paul Francis Webster                                  | Hoagy Carmichael                                      |                                   |                   | 1945              |                              |                           | |
| Driftin’ Blues                            | Charles Brown, Johnny Moore, Eddie Williams           | Charles Brown, Johnny Moore, Eddie Williams           | Johnny Moore’s Three Blazers      | Philo Records     | Dezember 1945     | Blues                        |                           | Bluesstandard |
| Endlessly                                 | Kim Gannon                                            | Walter Kent                                           | Constance Moore                   |                   | 1945              | Filmmusik                    |                           | Oscarnominierung 1946 als „Bester Song“                                                                                 |
| Everything But You                        | Don George, Duke Ellington und Harry James            | Don George, Duke Ellington und Harry James            |                                   |                   | 1945              |                              |                           | Jazzstandard |
| For Sentimental Reasons                   | Deek Watson                                           | William Best                                          |                                   |                   | 1945              |                              |                           | |
| Give Me the Simple Life                   | Harry Ruby                                            |                                                       |                                   |                   | 1945              |                              |                           | |
| Guess I’ll Hang My Tears Out to Dry       | Sammy Cahn                                            | Jule Styne                                            |                                   |                   | 1945              |                              |                           | |
| Have I Told You Lately that I Love You?   | Scott Wiseman                                         | Scott Wiseman                                         |                                   |                   | 1945              |                              |                           | |
| Hey! Ba-Ba-Re-Bop                         | Lionel Hampton und Curley Hamner                      | Lionel Hampton und Curley Hamner                      |                                   |                   | 1945              |                              |                           | |
| Hot House                                 |                                                       | Tadd Dameron                                          |                                   |                   | 1945              |                              |                           | Jazzstandard |
| I Can’t Begin to Tell You                 | Mack Gordon                                           | James V. Monaco                                       | John Payne                        |                   | 1945              | Filmsong                     |                           | Erstmals gesungen von John Payne und wiederholt von Betty Grable im Film The Dolly Sisters                              |
| I Have But One Heart                      | Marty Symes, J. Farrow                                | Marty Symes, J. Farrow                                |                                   |                   | 1945              |                              |                           | |
| I Should Care                             | Axel Stordahl, Paul Weston und Sammy Cahn             | Axel Stordahl, Paul Weston und Sammy Cahn             |                                   |                   | 1945              | Popsong                      |                           | |
| If I Loved You                            | Oscar Hammerstein II                                  | Richard Rodgers                                       |                                   |                   | 1945              |                              |                           | Gesungen von John Raitt and Jan Clayton im Musical Carousel                                                             |
| I’ll Buy That Dream                       | Herb Magison                                          | Allie Wrubel                                          |                                   |                   | 1945              | Filmsong                     |                           | |
| I’m Just a Lucky So-and-So                | Mack David                                            | Duke Ellington                                        |                                   |                   | 1945              |                              |                           | Jazzstandard |
| Isn’t It Kinda Fun                        | Oscar Hammerstein II                                  | Richard Rodgers                                       |                                   |                   | 1945              |                              |                           | Gesungen von Dick Haymes und Vivian Blaine in dem Film Jahrmarkt der Liebe                                              |
| It Might as Well Be Spring                | Oscar Hammerstein II                                  | Richard Rodgers                                       |                                   |                   | 1945              |                              |                           | Gesungen von Dick Haymes und Vivian Blaine in dem Film Jahrmarkt der Liebe; Jazzstandard                                |
| It’s a Grand Night For Singing            | Oscar Hammerstein II                                  | Richard Rodgers                                       |                                   |                   | 1945              |                              |                           | |
| It’s Been a Long, Long Time               | Sammy Cahn                                            | Jule Styne                                            |                                   |                   | 1945              |                              |                           | |
| June is Bustin’ Out All Over              | Oscar Hammerstein II                                  | Richard Rodgers                                       |                                   |                   | 1945              |                              |                           | |
| Just a Blue Serge Suit                    | Irving Berlin                                         | Irving Berlin                                         |                                   |                   | 1945              |                              |                           | |
| La vie en rose                            | Édith Piaf                                            | Louiguy                                               |                                   | Columbia          | 1945              | Chanson                      | Chansons Parisiennes      | |
| Laura                                     | Johnny Mercer                                         | David Raksin                                          |                                   |                   | 1945              |                              |                           | Jazzstandard |
| Lavender Blue                             | Larry Morey                                           | Eliot Daniel                                          |                                   |                   | 1945              | Folk                         |                           | |
| Leone Jump                                | John Serry senior                                     |                                                       |                                   |                   | 1945              |                              |                           | |
| Let It Snow! Let It Snow! Let It Snow!    | Sammy Cahn                                            | Jule Styne                                            | Vaughn Monroe                     |                   | 1945              | Weihnachtslied               |                           | |
| Linda                                     | Ann Ronell                                            | Ann Ronell                                            | Pat Friday                        |                   | 1945              | Filmmusik, Ballade           |                           | Oscarnominierung 1946 als „Bester Song“                                                                                 |
| Love Letters                              | Edward Heyman                                         | Victor Young                                          |                                   | Paramount Picture | 1945              | Filmsong                     | Liebesbriefe (Soundtrack) | |
| Mister Snow                               | Oscar Hammerstein II                                  | Richard Rodgers                                       |                                   |                   | 1945              |                              |                           | |
| My Dreams Are Getting Better All the Time | Vic Mizzy                                             | Manny Curtis                                          |                                   |                   | 1945              |                              |                           | |
| Nach em Räge schint Sunne                 | Artur Beul                                            | Artur Beul                                            | Marthely Mumenthaler-Vrenely Pfyl |                   | 1945              | Volksmusik                   |                           | |
| Now’s the Time                            |                                                       | Charlie Parker                                        |                                   | Savoy             | 26. November 1945 | Jazzblues                    | The Charlie Parker Story  | Jazzstandard |
| Oh, What It Seemed to Be                  | Bennie Benjamin, George David Weiss und Frankie Carle | Bennie Benjamin, George David Weiss und Frankie Carle | Marjorie Hughes                   |                   | 1945              | Jazz                         |                           | |
| Personality                               | Johnny Burke                                          | Jimmy Van Heusen                                      |                                   |                   | 1945              |                              |                           | |
| Shoo-Fly Pie and Apple Pan Dowdy          | Sammy Gallop                                          | Guy Wood                                              |                                   |                   | 1945              |                              |                           | |
| Since I Fell for You                      |                                                       | Buddy Johnson                                         |                                   |                   | 1945              |                              |                           | Jazzstandard |
| Sioux City Sue                            | Ray Freedman                                          | Dick Thomas                                           |                                   |                   | 1945              |                              |                           | |
| So in Love                                | David Rose                                            | Leo Robin                                             | June Hutton                       |                   | 1945              | Filmmusik                    |                           | Oscarnominierung 1946 als „Bester Song“                                                                                 |
| Soliloquy                                 | Oscar Hammerstein II                                  | Richard Rodgers                                       |                                   |                   | 1945              |                              |                           | |
| Some Sunday Morning                       | Ted Koehler                                           | Jerome und Ray Heindorf                               | Helen Forrest                     |                   | 1945              | Filmsong                     |                           | 1946 für den Oscar in der Kategorie „Bester Song“ nominiert                                                             |
| Symphony                                  | Jack Lawrence                                         | Alex Alstone                                          |                                   |                   | 1945              |                              |                           | |
| Tampico                                   | Allan Roberts                                         | Doris Fisher                                          |                                   |                   | 1945              |                              |                           | |
| That Little Dream Got Nowhere             | Johnny Burke                                          | Jimmy Van Heusen                                      |                                   |                   | 1945              |                              |                           | |
| That’s for Me                             | Oscar Hammerstein II                                  | Richard Rodgers                                       |                                   |                   | 1945              |                              |                           | |
| The Carousel Waltz                        | Richard Rodgers                                       | Richard Rodgers                                       |                                   |                   | 1945              |                              |                           | |
| The Frim Fram Sauce                       | Joe Ricardel und Redd Evans                           | Joe Ricardel und Redd Evans                           |                                   |                   | 1945              |                              |                           | |
| The Gypsy                                 | Billy Reid                                            | Billy Reid                                            |                                   |                   | 1945              |                              |                           | |
| The Honeydripper                          | Joe Liggins                                           | Joe Liggins                                           | Joe Liggins                       | Exclusive Records | April 1945        | Rhythm and Blues             |                           | |
| The More I See You                        | Mack Gordon                                           | Harry Warren                                          |                                   |                   | 1945              |                              |                           | |
| The Wild, Wild West                       | Johnny Mercer                                         | Harry Warren                                          |                                   |                   | 1945              |                              |                           | |
| There! I’ve Said it Again                 | Redd Evans und David Mann                             | Redd Evans und David Mann                             |                                   |                   | 1945              |                              |                           | |
| This Land Is Your Land                    | Woody Guthrie                                         | Woody Guthrie                                         | Woody Guthrie                     |                   | 1. September 1945 | Folk                         |                           | |
| This Was a Real Nice Clambake             | Oscar Hammerstein II                                  | Richard Rodgers                                       |                                   |                   | 1945              |                              |                           | |
| Till the End of Time                      | Buddy Kaye und Ted Mossman                            | Buddy Kaye und Ted Mossman                            |                                   |                   | 1945              |                              |                           | |
| Two Silhouettes                           | Ray Gilbert                                           | Charles Wolcott                                       |                                   |                   | 1945              |                              |                           | |
| Waitin’ for the Train to Come In          | Sunny Skylar und Martin Block                         | Sunny Skylar und Martin Block                         |                                   |                   | 1945              |                              |                           | |
| We’ll Be Together Again                   | Frankie Laine                                         | Carl Fischer                                          |                                   |                   | 1945              |                              |                           | |
| We’ll Gather Lilacs                       | Ivor Novello                                          | Ivor Novello                                          |                                   |                   | 1945              |                              |                           | |
| What’s the Use of Wond’rin’?              | Oscar Hammerstein II                                  | Richard Rodgers                                       |                                   |                   | 1945              |                              |                           | |
| When the Children Are Asleep              | Oscar Hammerstein II                                  | Richard Rodgers                                       |                                   |                   | 1945              |                              |                           | |
| Who Threw the Whiskey in the Well         | Eddie DeLange und John Benson Brooks                  | Eddie DeLange und John Benson Brooks                  | Lucky Millinder                   |                   | April 1945        | Rhythm and Blues, Jump Blues |                           | |
| You’ll Never Walk Alone                   | Oscar Hammerstein II                                  | Richard Rodgers                                       |                                   |                   | 1945              | Musical                      |                           | aus dem Musical Carousel                                                                                                |
| You’re a Queer One, Julie Jordan          | Oscar Hammerstein II                                  | Richard Rodgers                                       |                                   |                   | 1945              |                              |                           | |
| Zel Etz Tamar                             | Chaim Kobrin                                          | Efraim Weinstein                                      |                                   |                   | 1945              |                              |                           | |

### Alben

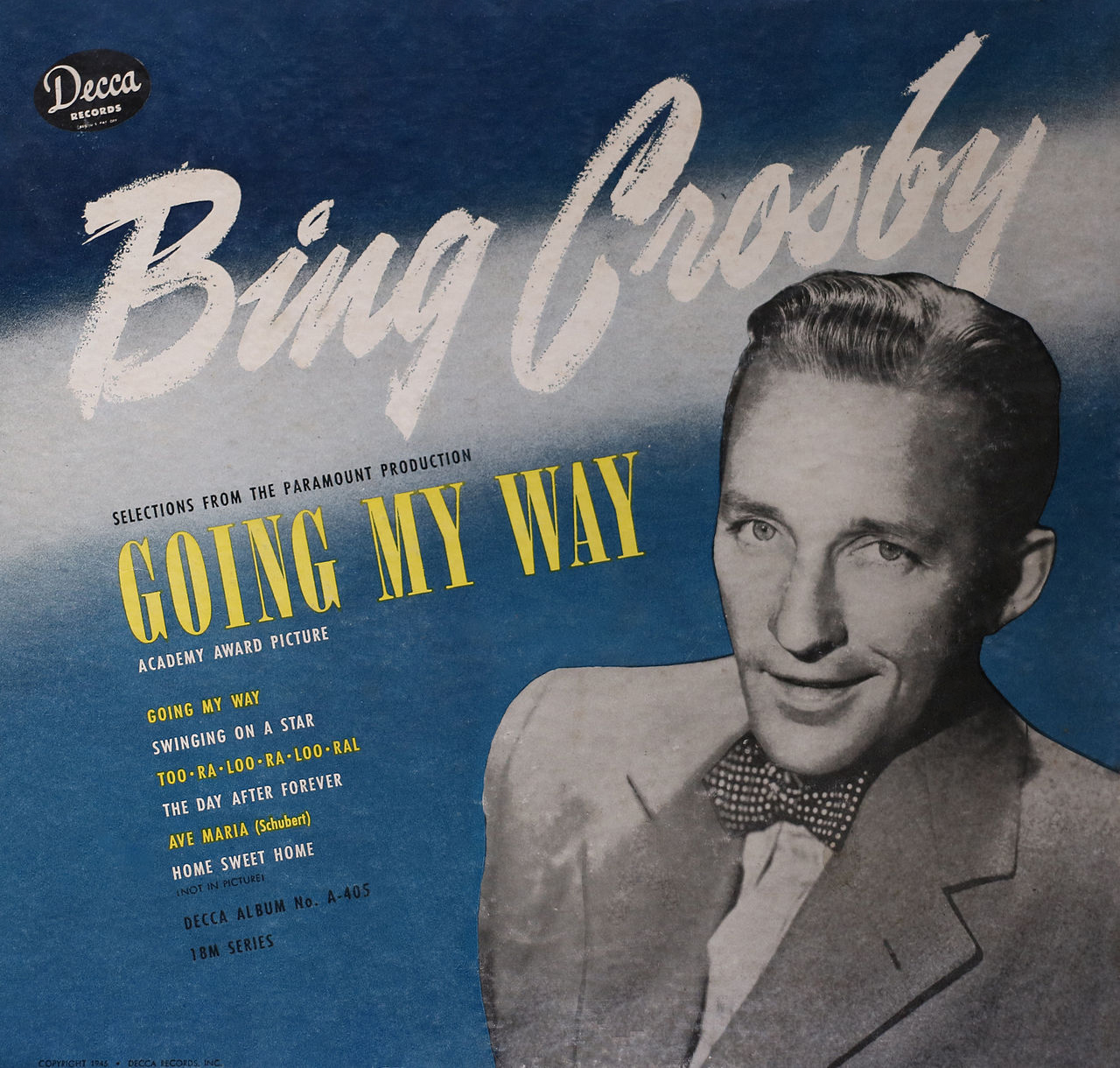
Bing Crosby – Selections from Going My Way

| Album                                     | Interpret         | Label                             | Veröffentlichung | Genre | Weitere Informationen |
| ----------------------------------------- | ----------------- | --------------------------------- | ---------------- | ----- | --------------------- |
| An American In Paris                      | George Gershwin   | Columbia Records                  | 1945             |       |                       |
| Documentary # 1: Struggle                 | Woody Guthrie     | Asch Records                      | 1945             |       |                       |
| Hot Jazz                                  | Louis Armstrong   | Victor                            | 1945             |       |                       |
| Hot Jazz                                  | Jelly Roll Morton | Victor                            | 1945             |       |                       |
| Hot Jazz Vol. III                         | Lionel Hampton    | Victor                            | 1945             |       |                       |
| Merry Christmas                           | Bing Crosby       | Decca Records                     | 1945             |       |                       |
| Piano Impressions                         | Art Tatum         | Ara                               | 1945             |       |                       |
| Playing the Music of Albeniz and Granados | Andrés Segovia    | Decca Records                     | 1945             |       |                       |
| Porgy And Bess A Symphonic Picture        | George Gershwin   | Columbia Records                  | 1945             |       |                       |
| Selections from Going My Way              | Bing Crosby       | Decca Records                     | 1945             |       |                       |
| Zodiac Suite                              | Mary Lou Williams | Asch Recordings, Folkways Records | 29. Juni 1945    | Jazz  |                       |

## Musiktheater

### Ballett
| Datum der Uraufführung | Musical     | Komponist        | Libretto                                               | Choreografie       | Theater          | Ort    | Weitere Informationen |
| ---------------------- | ----------- | ---------------- | ------------------------------------------------------ | ------------------ | ---------------- | ------ | --------------------- |
| 21. November           | Cinderella  | Sergei Prokofjew | Nikolai Wolkow nach einer Vorlage von Charles Perrault | Rostislaw Sacharow | Bolschoi-Theater | Moskau |                       |
|                        | Les forains | Henri Sauguet    |                                                        |                    |                  |        |                       |

### Musical
| Datum der Uraufführung | Musical                   | Komponist       | Buch & Lyrics                                                         | Theater                                                | Ort           | Weitere Informationen |
| ---------------------- | ------------------------- | --------------- | --------------------------------------------------------------------- | ------------------------------------------------------ | ------------- | --- |
| 27. Januar             | Up in Central Park        | Sigmund Romberg | Dorothy Fields, Herbert Fields und Dorothy Fields                     | Century Theatre                                        | New York City | Broadway-Produktion mit 504 Aufführungen                                                                                          |
| 22. März               | The Firebrand of Florence | Kurt Weill      | Ira Gershwin, Edwin Justus Mayer                                      | Alvin Theatre                                          | New York City | Broadway-Produktion mit 43 Aufführungen; Besetzung: Lotte Lenya, Earl Wrightson, Beverly Tyler und Melville Cooper                |
| 19. April              | Carousel                  | Richard Rodgers | Oscar Hammerstein II                                                  | Majestic Theatre                                       | New York City | Broadway-Produktion mit 890 Aufführungen                                                                                          |
| 21. April              | Perchance To Dream        | Ivor Novello    | Ivor Novello                                                          | London Hippodrome                                      | London        | Produktion mit 1022 Aufführungen                                                                                                  |
| 18. Juli               | Marinka                   | Emmerich Kálmán | George Marion junior und Karl Farkas                                  | Winter Garden Theatre, später: Ethel Barrymore Theatre | New York City | Broadway-Produktion mit 165 Aufführungen                                                                                          |
| 28. August             | Sigh No More              | Noël Coward     | Noël Coward, Joyce Grenfell, Richard Addinsell und Norman Hackforth   | Piccadilly Theatre                                     | London        | |
| 16. Oktober            | The Red Mill              | Victor Herbert  | Henry Blossom                                                         | Ziegfeld Theatre                                       | New York City | Broadway-Produktion mit 531 Aufführungen; Neuinszenierung                                                                         |
| 25. Oktober            | Follow The Girls          | Phil Charig     | Dan Shapiro, Milton Pascal, Guy Bolton, Eddie Davis und Fred Thompson | Her Majesty’s Theatre                                  | London        | Produktion mit 572 Aufführungen                                                                                                   |
| 10. November           | Are You With It?          | Harry Revel     | Arnold B. Horwitt, Sam Perrin und George Balzer                       | Century Theatre                                        | New York City | Broadway-Produktion mit 266 Aufführungen                                                                                          |
| 22. November           | The Day Before Spring     | Frederick Loewe | Alan Jay Lerner                                                       | National Theatre                                       | New York City | Broadway-Produktion mit 165 Aufführungen                                                                                          |
| 22. November           | Under the Counter         | Manning Sherwin | Arthur Macrae und Harold Purcell                                      | Phoenix Theatre                                        | London        | Produktion mit 665 Aufführungen                                                                                                   |
| 21. Dezember           | Billion Dollar Baby       | Morton Gould    | Betty Comden und Adolph Green                                         | Alvin Theatre                                          | New York City | Broadway-Produktion mit 220 Aufführungen; Besetzung: Mitzi Green, Joan McCracken, William Tabbert, Danny Daniels and Shirley Van. |

### Oper
| Datum der Uraufführung | Oper             | Komponist        | Libretto                                                      | Opernhaus                         | Ort     | Weitere Informationen |
| ---------------------- | ---------------- | ---------------- | ------------------------------------------------------------- | --------------------------------- | ------- | --------------------- |
| 00. Mai                | The Prodigal Son | Frederick Jacobi |                                                               | American Opera Society of Chicago | Chicago |                       |
| 07. Juni               | Peter Grimes     | Benjamin Britten | Montagu Slater nach dem Gedicht The Borough von George Crabbe | Sadler’s Wells Theatre            | London  |                       |

## Klassische Musik

### Premieren (Auswahl)
| Datum der Uraufführung | Komponist | Komposition                                   | Ort                 |
| ---------------------- | --- | --------------------------------------------- | ------------------- |
| 13. Januar             | Sergei Sergejewitsch Prokofjew                                                                                 | 5. Sinfonie                                   | Moskau              |
| 10. Februar            | André Jolivet                                                                                                  | Trois chansons de ménestrels                  | Paris               |
| 11. Februar            | Zoltán Kodály                                                                                                  | Missa brevis                                  | Budapest            |
| 12. Februar            | Pierre Boulez                                                                                                  | Trois Psalmodies für Klavier                  | Paris               |
| 23. März               | Aaron Copland                                                                                                  | Jubilee Variation on a Theme of Goossens      | Cincinnati          |
| 26. März               | Olivier Messiaen                                                                                               | Vingt regards sur l’enfant-Jésus              | Paris               |
| 07. April              | Alberto Ginastera                                                                                              | Psalm 150                                     | Buenos Aires        |
| 21. April              | Olivier Messiaen                                                                                               | Trois petites liturgies de la présence divine | Paris               |
| 30. Mai                | Heitor Villa-Lobos                                                                                             | Streichquartett Nr. 7                         | Rio de Janeiro      |
| 01. Juni               | André Jolivet                                                                                                  | Le chant de Linos                             | Paris               |
| 11. Juni               | Alberto Ginastera                                                                                              | Las horas de una estancia                     | Montevideo          |
| 13. Juni               | Benjamin Britten                                                                                               | Four Sea Interludes from Peter Grimes         | Cheltenham Festival |
| 02. Juli               | Gerald Finzi                                                                                                   | Earth and Air and Rain                        | London              |
| 29. August             | Benjamin Britten                                                                                               | Passacaglia from Peter Grimes                 | London              |
| 25. September          | Eduard Tubin                                                                                                   | Capriccio für Violine und Klavier Nr. 2       | Stockholm           |
| 12. Oktober            | Bohuslav Martinu                                                                                               | Sinfonie Nr. 3                                | Boston              |
| 03. November           | Dmitri Dmitrijewitsch Schostakowitsch                                                                          | 9. Sinfonie                                   | Leningrad           |
| 04. November           | Gian Francesco Malipiero                                                                                       | Sinfonie Nr. 3 delle campane                  | Florenz             |
| 10. November           | Michael Tippett                                                                                                | Sinfonie Nr. 1                                | Liverpool           |
| 18. November           | Verschiedene Komponisten (Castelnuovo-Tedesco / Milhaud / Schoenberg / Shilkret / Strawinsky / Tansman / Toch) | Genesis Suite                                 | Los Angeles         |
| 21. November           | Benjamin Britten                                                                                               | Streichquartett Nr. 2                         | London              |
| 30. November           | Walter Piston                                                                                                  | Sonatina for Violin and Harpsichord           | New York City       |
| 02. Dezember           | John Alden Carpenter                                                                                           | The Seven Ages                                | New York City       |
| 05. Dezember           | Vitezslav Novák                                                                                                | Maisinfonie                                   | Prag                |

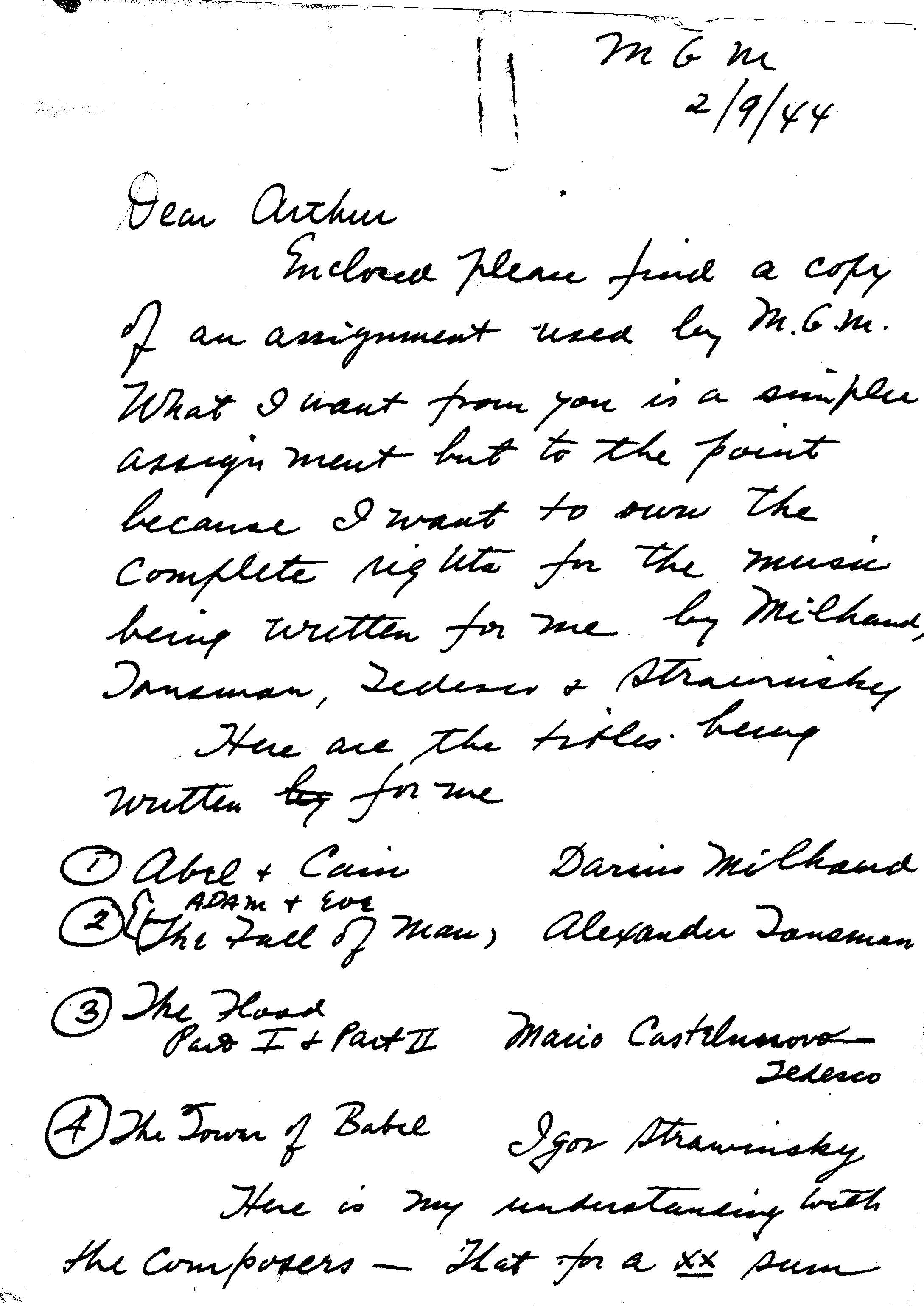
Schreiben zur Genesis Suite von Nathaniel Shilkret
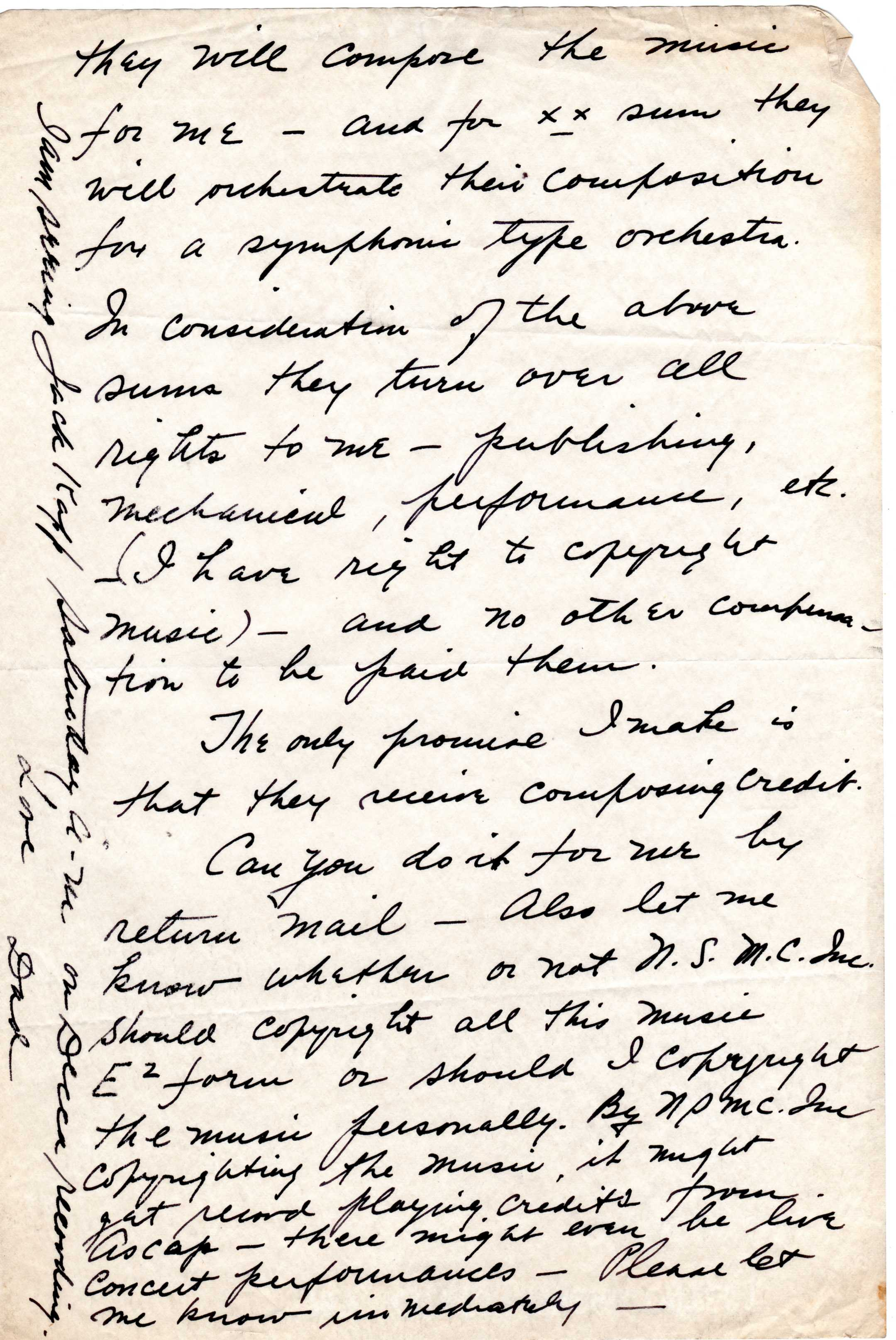
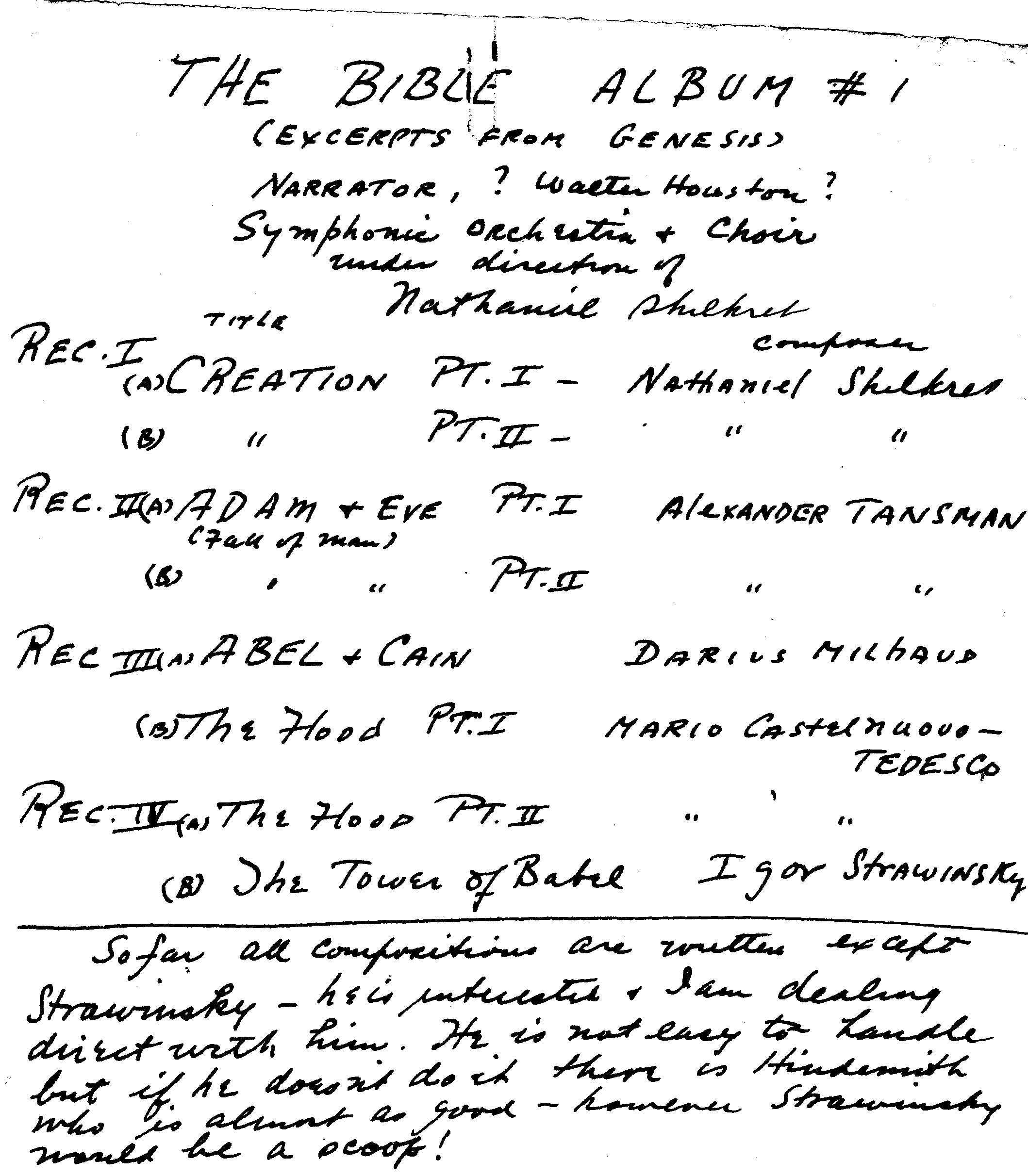
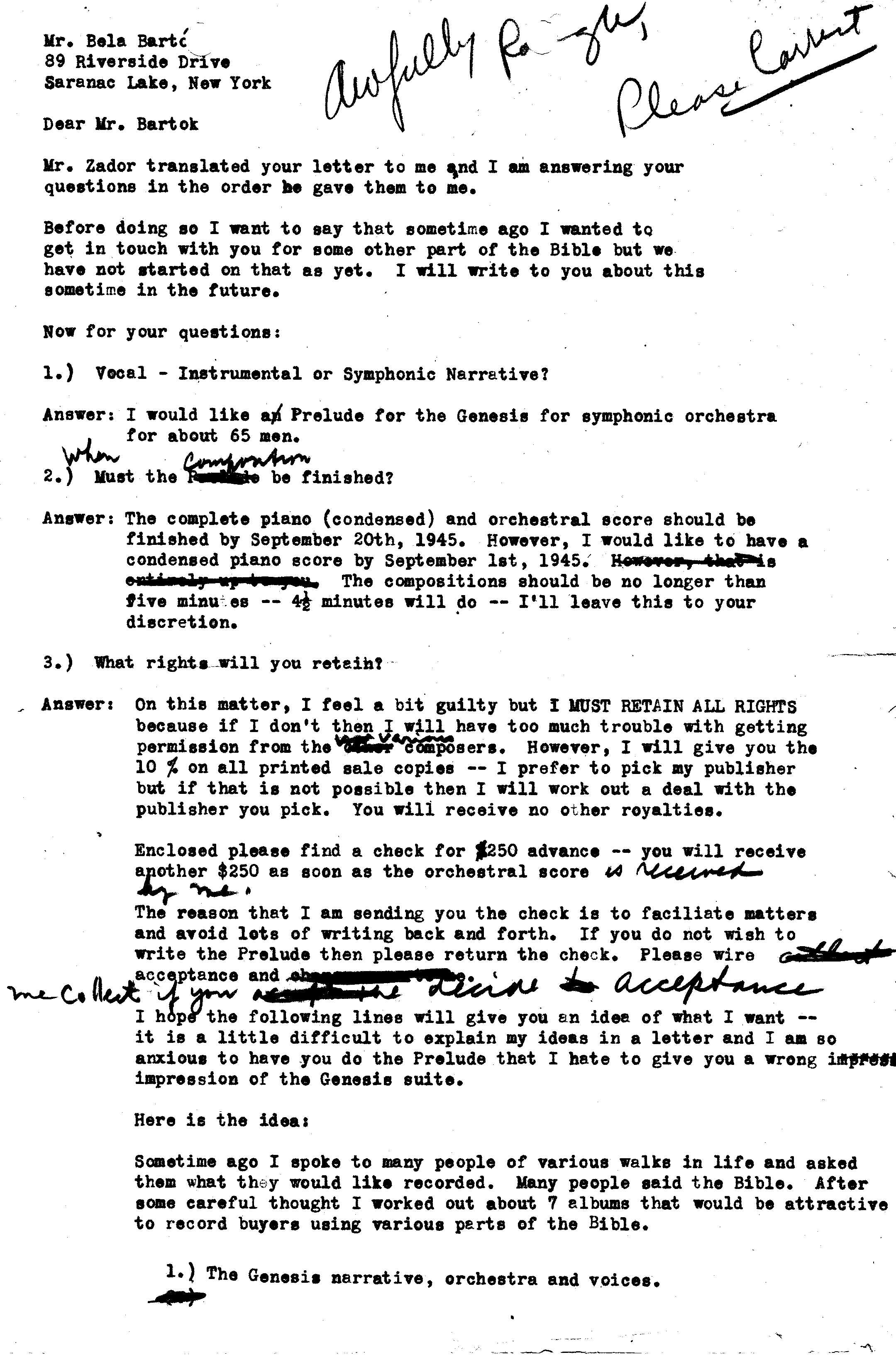
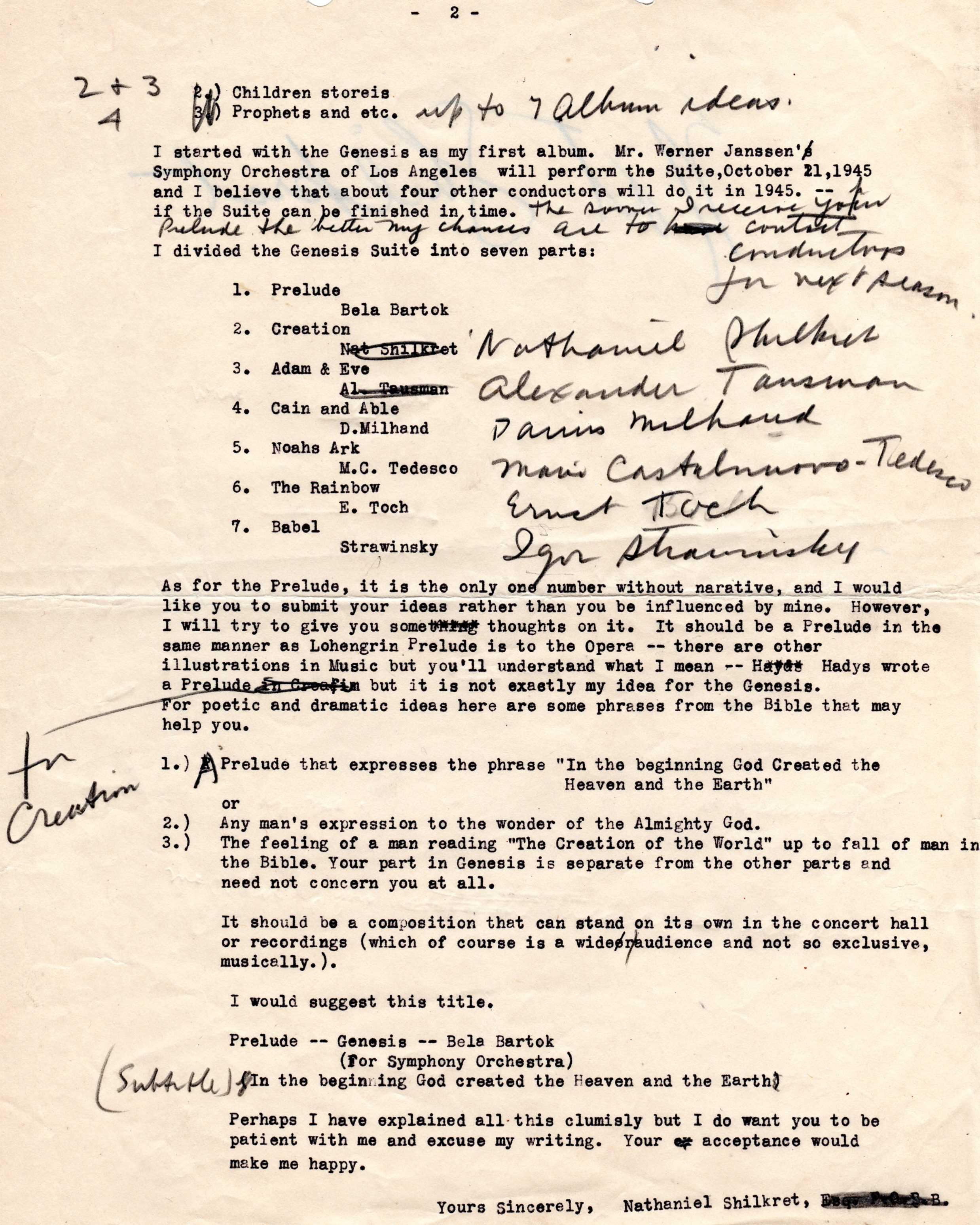
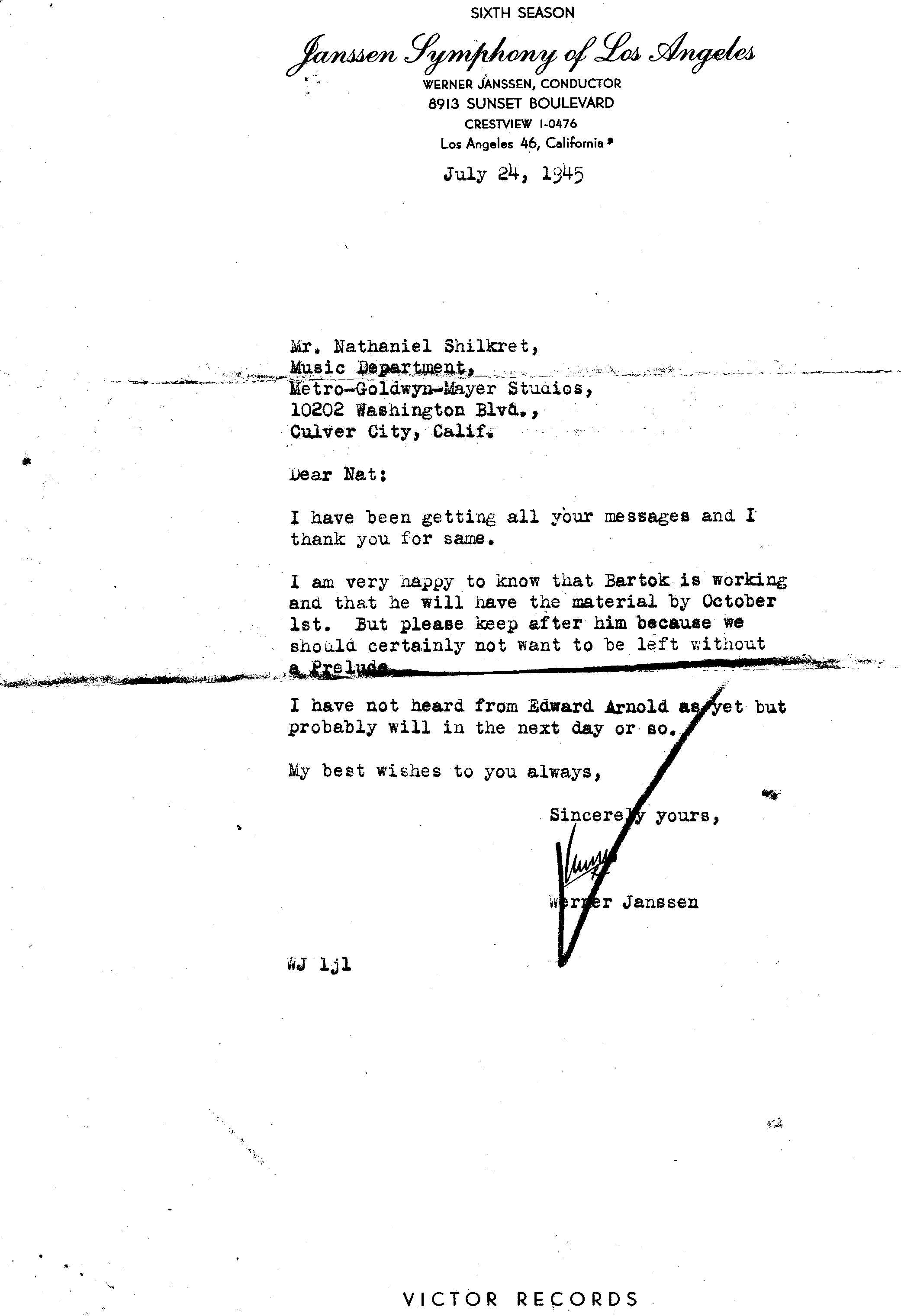
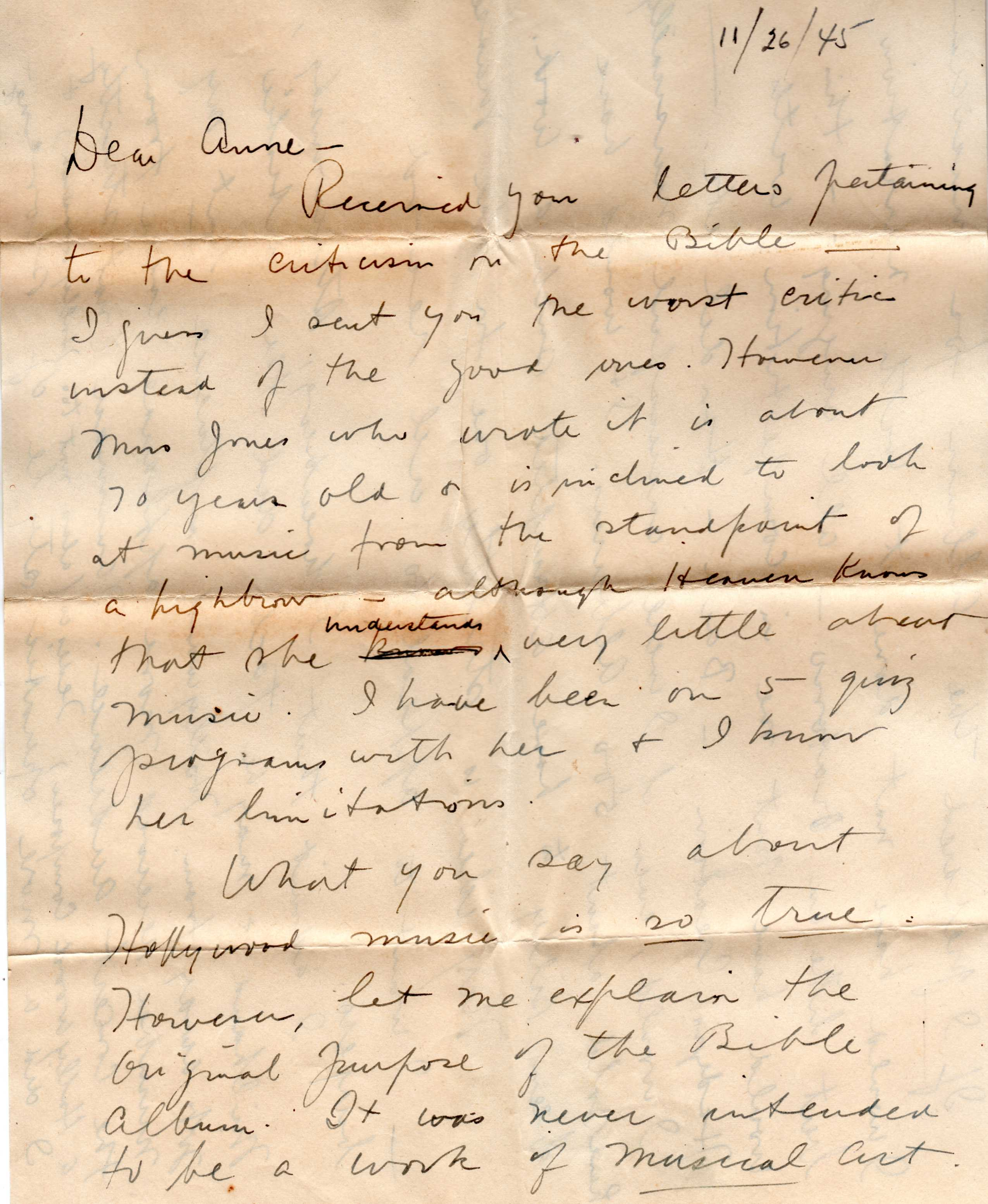
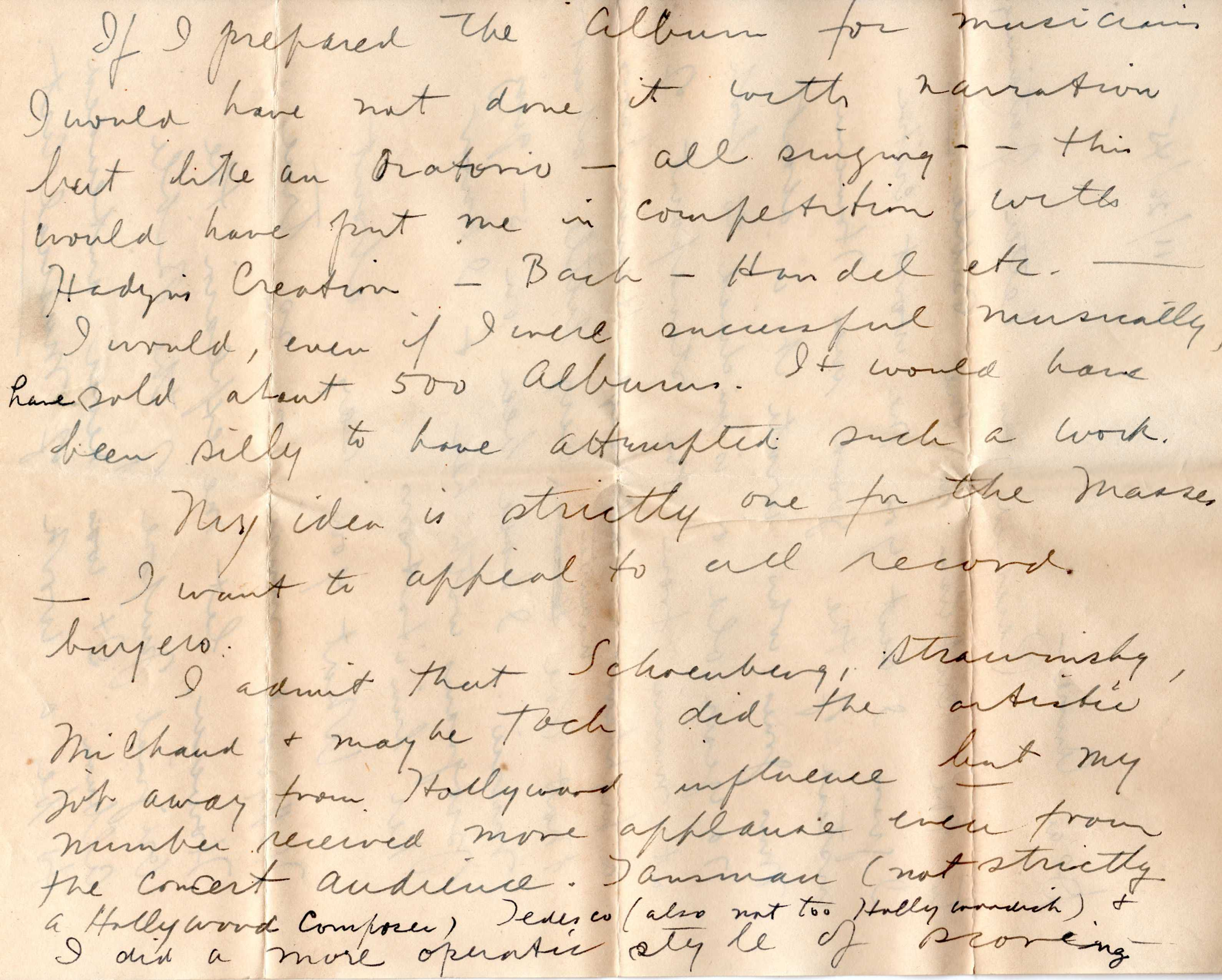
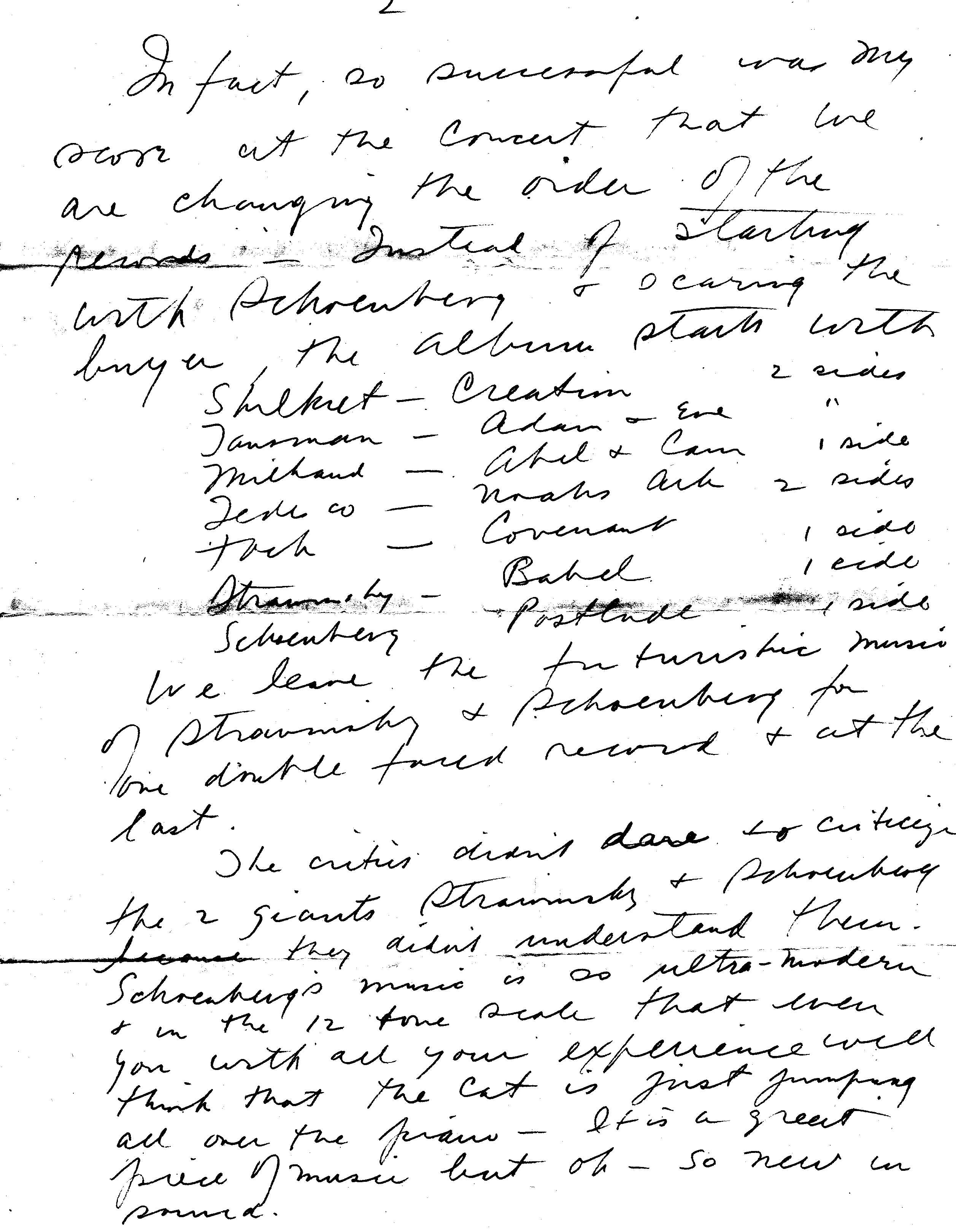
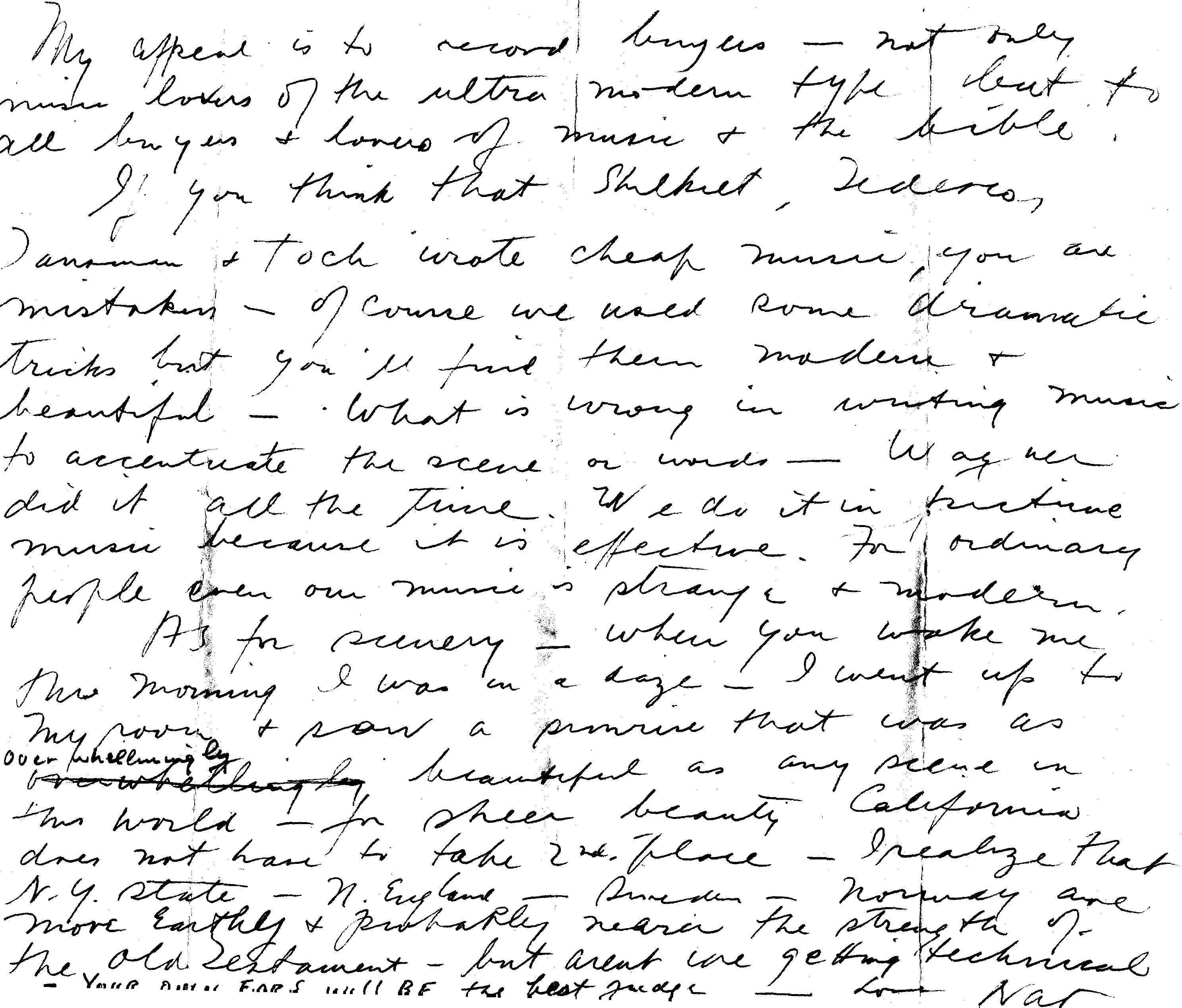

### Kompositionen (Auswahl)
- Samuel Barber – Cellokonzert op. 22
- Béla Bartók – 3. Klavierkonzert
- Benjamin Britten – The Young Person’s Guide to the Orchestra
- John A. Carpenter – The Seven Ages
- George Crumb
  - Four Pieces for violin and piano
  - Sonata for Piano
  - Four Songs for voice, clarinet and piano
- Wolfgang Fortner
  - Geistliche Abendmusik Herr, bleibe bei uns!
  - Streichermusik II
- Jesús Guridi – Sinfonía pirenaica
- Dmitri Kabalevsky
  - Streichquartett Nr. 2 g-Moll op. 44
  - Klaviersonate Nr. 2 es-Moll op. 45
- Paul von Klenau – Symphonie Nr. 9 für Chor und Orchester
- Erich W. Korngold
  - Streichquartett Nr. 3 D-Dur op. 34
  - Violinkonzert D-Dur op. 35
- Zoltán Kodály – Kindertänze für Klavier
- G. Francesco Malipiero – Sinfonie Nr. 3 delle campane
- Frank Martin – Petite symphonie concertante für Harfe, Cembalo, Klavier und zwei Streichorchester
- Bohuslav Martinů
  - Violoncellokonzert Nr. 2
  - Symphonie Nr. 4
  - Rhapsodie Tcheque
  - Etudes and Polkas
  - Sonate für Flöte und Klavier
- Rudolf Mauersberger – Dresdner Te Deum
- Olivier Messiaen
  - Harawi – Chant d’amour et de mort (Messiaen) für Sopran und Klavier
  - Chant des déportés für Chor und Orchester
- Nikolai Jakowlewitsch Mjaskowski – Cellokonzert
- Douglas Moore – Sinfonie Nr. 2
- Walter Piston – Sonatine für Violine und Cembalo
- Sergei Sergejewitsch Prokofjew – Filmmusik zu Iwan der Schreckliche (Iwan Grosny; Regie: Sergei Eisenstein), op. 116, Teil I (1942–1944), Teil II, unveröffentlicht (1945)
- Nico Richter – Serenade für Flöte, Violine und Viola
- Henri Sauguet
  - 1. Sinfonie (Symphonie expiatoire)
- Dmitri Dmitrijewitsch Schostakowitsch
  - 9. Sinfonie Es-Dur op. 70 für Orchester
  - Zwei Lieder für Singstimme und Klavier op. 72
- Richard Strauss
  - Metamorphosen für 23 Solostreicher
  - Konzert für Oboe und kleines Orchester D-Dur
- Igor Strawinsky – Sinfonie in drei Sätzen
- Michael Tippett – 1. Sinfonie
- Verschiedene Komponisten (Castelnuovo-Tedesco, Milhaud, Schoenberg, Shilkret, Strawinsky, Tansman and Toch) – Genesis Suite
- Heitor Villa-Lobos
  - Bachianas brasileiras Nr. 9 für Chor oder Streichorchester
  - Fantasia für Violoncello und Orchester
  - Klavierkonzert Nr. 1
  - Madona. Sinfonische Dichtung
  - Sinfonie Nr. 7 Odisséia da paz
  - Streichquartett Nr. 9
- William Walton – Memorial Fanfare for Henry Wood

## Musikfilme
| Originaltitel                                        | deutscher Titel            | Besetzung | Regie             |
| ---------------------------------------------------- | -------------------------- | --- | ----------------- |
| A Song for Miss Julie                                |                            | Shirley Ross | William Rowland   |
| Abbott and Costello in Hollywood                     |                            | Bud Abbott, Lou Costello, Frances Rafferty, Bob Stanton und Jean Porter                                                                 | S. Sylvan Simon   |
| Anchors Aweigh                                       | Urlaub in Hollywood        | Frank Sinatra, Kathryn Grayson und Gene Kelly                                                                                           | George Sidney     |
| Blithe Spirit                                        | Geisterkomödie             | Rex Harrison, Constance Cummings und Margaret Rutherford                                                                                | David Lean        |
| Blonde Ransom                                        |                            | Donald Cook und Virginia Grey | William Beaudine  |
| Bring on the Girls                                   |                            | Veronica Lake, Sonny Tufts, Eddie Bracken und Marjorie Reynolds sowie Spike Jones and his Orchestra                                     | Sidney Lanfield   |
| Delightfully Dangerous                               |                            | Jane Powell, Ralph Bellamy, Constance Moore, Arthur Treacher and Morton Gould & his Orchestra                                           | Arthur Lubin      |
| Diamond Horseshoe aka Billy Rose’s Diamond Horseshoe |                            | Betty Grable, Dick Haymes, Phil Silvers, William Gaxton und Beatrice Kay sowie Willie Solar                                             | George Seaton     |
| Duffy’s Tavern                                       |                            | Ed Gardner, Betty Hutton, Bing Crosby, Paulette Goddard, Dorothy Lamour, Eddie Bracken, Sonny Tufts, Barry Fitzgerald und Veronica Lake | Hal Walker        |
| Eadie Was a Lady                                     |                            | Ann Miller | Arthur Dreifuss   |
| Flight from Folly                                    |                            | Patricia Kirkwood und Hugh Sinclair | Herbert Mason     |
| Here Come the Co-eds                                 |                            | Bud Abbott, Lou Costello und Peggy Ryan                                                                                                 | Edgar Fairchild   |
| Hit the Hay                                          |                            | Judy Canova | Del Lord          |
| Home Sweet Home                                      |                            | rank Randle, mit Musik von Percival Mackey                                                                                              | John E. Blakeley  |
| I’ll Be Your Sweetheart                              |                            | Margaret Lockwood, Vic Oliver und Michael Rennie                                                                                        | Val Guest         |
| Let’s Go Steady                                      |                            | Pat Parrish und Jackie Moran sowie Mel Tormé und Skinnay Ennis                                                                          | Del Lord          |
| Nob Hill                                             |                            | George Raft, Joan Bennett und Vivian Blaine                                                                                             | Henry Hathaway    |
| Out of This World                                    |                            | Eddie Bracken, Veronica Lake und Cass Daley                                                                                             | Hal Walker        |
| Rhapsody In Blue                                     | Rhapsodie in Blau          | Robert Alda, Joan Leslie und Alexis Smith sowie Hazel Scott                                                                             | Irving Rapper     |
| State Fair                                           | Jahrmarkt der Liebe        | Dick Haymes, Jeanne Crain, Dana Andrews und Vivian Blaine                                                                               | Walter Lang       |
| The Bells of St. Marys                               | Die Glocken von St. Marien | Ingrid Bergman und Bing Crosby | Leo McCarey       |
| The Blonde from Brooklyn                             |                            | Lynn Merrick und Richard Stanton; Gwen Verdon in einer Nebenrolle                                                                       | Del Lord          |
| The Dolly Sisters                                    | Dolly Sisters              | Betty Grable, June Haver und John Payne                                                                                                 | Irving Cummings   |
| The Stork Club                                       |                            | Betty Hutton, Barry Fitzgerald, Don DeFore, Andy Russell und Robert Benchley                                                            | Hal Walker        |
| Thrill of a Romance                                  | Flitterwochen zu dritt     | Van Johnson und Esther Williams sowie Lauritz Melchior                                                                                  | Richard Thorpe    |
| Tonight and Every Night                              |                            | Rita Hayworth, Lee Bowman und Janet Blair                                                                                               | Victor Saville    |
| Waltz Time                                           |                            | Carol Raye, Peter Graves und Patricia Medina mit Musik von Hans May                                                                     | Paul L. Stein     |
| Yolanda and the Thief                                |                            | Fred Astaire, Lucille Bremer, Frank Morgan, Mildred Natwick und Mary Nash                                                               | Vincente Minnelli |

## Geboren

### Januar
- 01. Januar: Luigi Alberto Bianchi, italienischer Geiger und Bratschist († 2018)
- 01. Januar: Antoine Oomen, niederländischer Pianist, Komponist und Dirigent
- 02. Januar: Terje Bjørklund, norwegischer Komponist und Jazzpianist († 2024)
- 03. Januar: Gustavo Beytelmann, argentinischer Tangopianist und -komponist

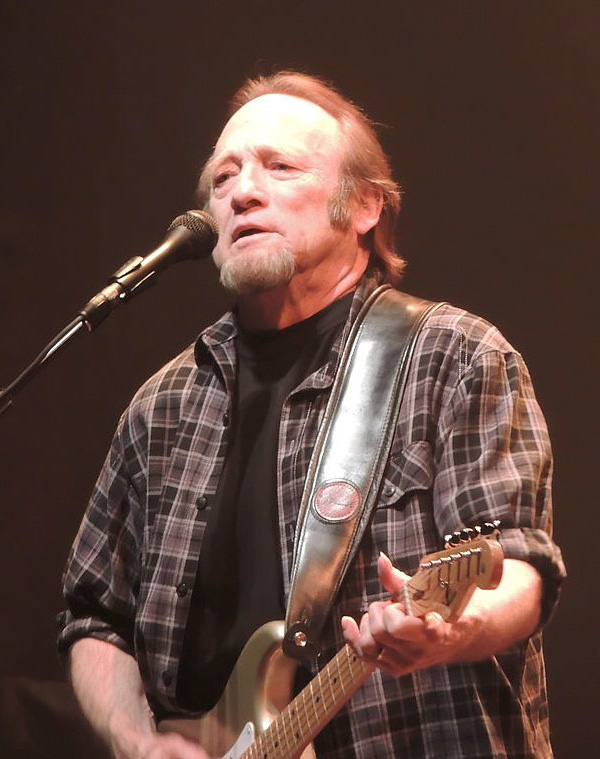
Stephen Stills; * 3. Januar

- 03. Januar: Stephen Stills, US-amerikanischer Sänger, Songwriter, Multi-Instrumentalist und Musikproduzent
- 04. Januar: Vesa-Matti Loiri, finnischer Schauspieler, Musiker und Kabarettist († 2022)
- 06. Januar: Anatol Regnier, Schriftsteller, Chansonsänger und Gitarrist
- 07. Januar: Dave Cousins, britischer Sänger und Songwriter († 2025)
- 08. Januar: Terry Sylvester, britischer Musiker

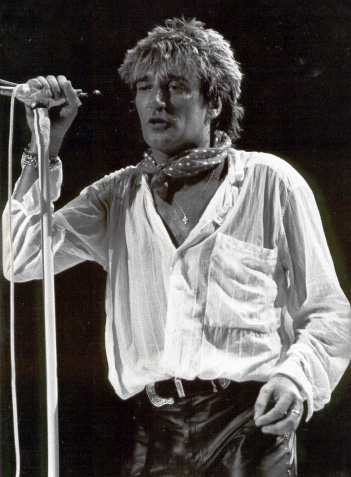
Rod Stewart; * 10. Januar

- 10. Januar: Rod Stewart, britischer Rock- und Pop-Sänger
- 12. Januar: Maggie Bell, britische Sängerin
- 15. Januar: Christian Anders, österreichischer Autor und Schlagersänger, Musiker und Komponist
- 15. Januar: Bob Maize, US-amerikanischer Jazzmusiker († 2004)
- 17. Januar: Javed Akhtar, indischer Drehbuchautor, Poet und Liedtexter
- 17. Januar: Lenny Baker, US-amerikanischer Bühnenschauspieler und Musicaldarsteller († 1982)
- 17. Januar: Ivan Karabyts, ukrainischer Dirigent und Komponist († 2002)
- 18. Januar: Hugh Hartwell, kanadischer Komponist und Musikpädagoge
- 18. Januar: José Luis Perales, spanischer Sänger, Songschreiber und Komponist
- 20. Januar: Eric Stewart, britischer Rocksänger, Gitarrist und Songwriter
- 21. Januar: Pete Kircher, britischer Schlagzeuger
- 21. Januar: Marco Paulo, portugiesischer Schlager-/Pop-Sänger († 2024)
- 23. Januar: Renate Kern, deutsche Schlagersängerin († 1991)
- 25. Januar: Dave Walker, britischer Musiker
- 26. Januar: Ulrich Gumpert, deutscher Jazzmusiker
- 26. Januar: Ashley „Tyger“ Hutchings, britischer Sänger und Musiker
- 26. Januar: Jacqueline du Pré, britische Cellistin († 1987)
- 27. Januar: Henri Texier, französischer Jazz-Kontrabassist, Multi-Instrumentalist, Sänger, Orchesterleiter und Komponist
- 28. Januar: Karen Lynn Gorney, US-amerikanische Schauspielerin und Sängerin

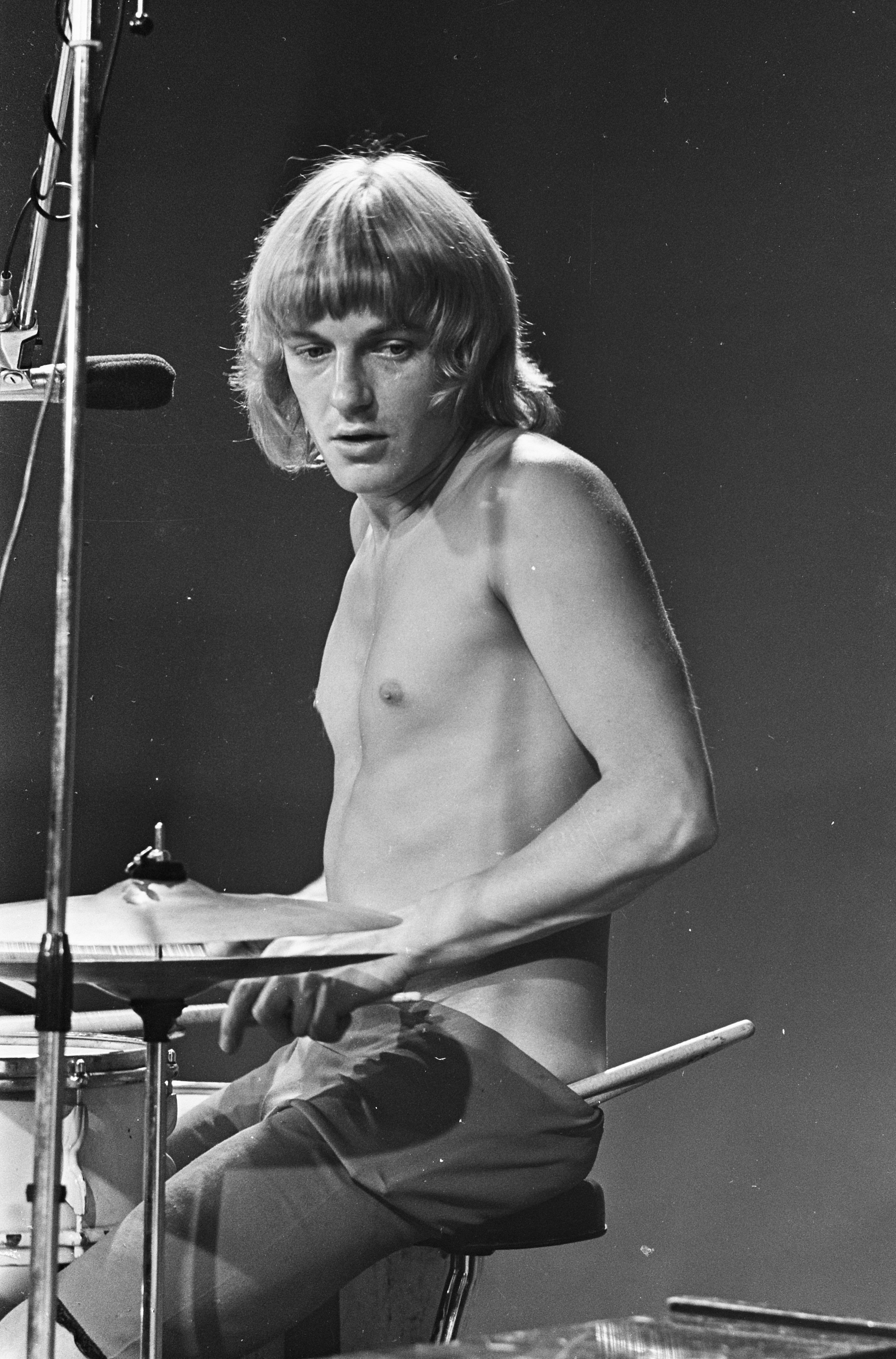
Robert Wyatt; * 28. Januar

- 28. Januar: Robert Wyatt, britischer Sänger und Schlagzeuger
- 29. Januar: Aschot Sohrabjan, armenischer Komponist († 2023)
- 30. Januar: Bernd Aust, deutscher Rockmusiker und Konzertveranstalter
- 31. Januar: Noah Creshevsky, US-amerikanischer Komponist und Musikpädagoge († 2020)

### Februar
- 01. Februar: Luisito Martí, dominikanischer Musiker, Schauspieler, Filmproduzent und Fernsehmoderator († 2010)
- 03. Februar: Willeke Alberti, niederländische Sängerin und Fernsehschauspielerin
- 03. Februar: Ekard Lind, österreichischer Musiker und Hundepädagoge
- 03. Februar: Bob Stewart, US-amerikanischer Tubist
- 04. Februar: Julio Racine, haitianischer Komponist und Flötist
- 04. Februar: John Stubblefield, US-amerikanischer Jazz-Tenorsaxophonist und Flötist († 2005)

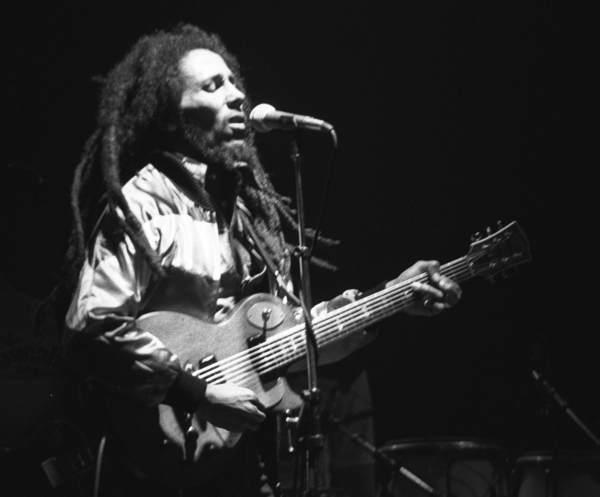
Bob Marley; * 6. Februar

- 06. Februar: Bob Marley, jamaikanischer Sänger, Gitarrist und Songwriter († 1981)
- 07. Februar: Fredric Kroll, US-amerikanischer Komponist und Schriftsteller
- 08. Februar: Louise Cordet, britische Pop-Sängerin
- 09. Februar: Gérard Lenorman, französischer Sänger und Chansonnier
- 13. Februar: King Floyd, US-amerikanischer Soulsänger und Songwriter († 2006)
- 13. Februar: Keith Nichols, britischer Jazzmusiker, Arrangeur und Bandleader († 2021)

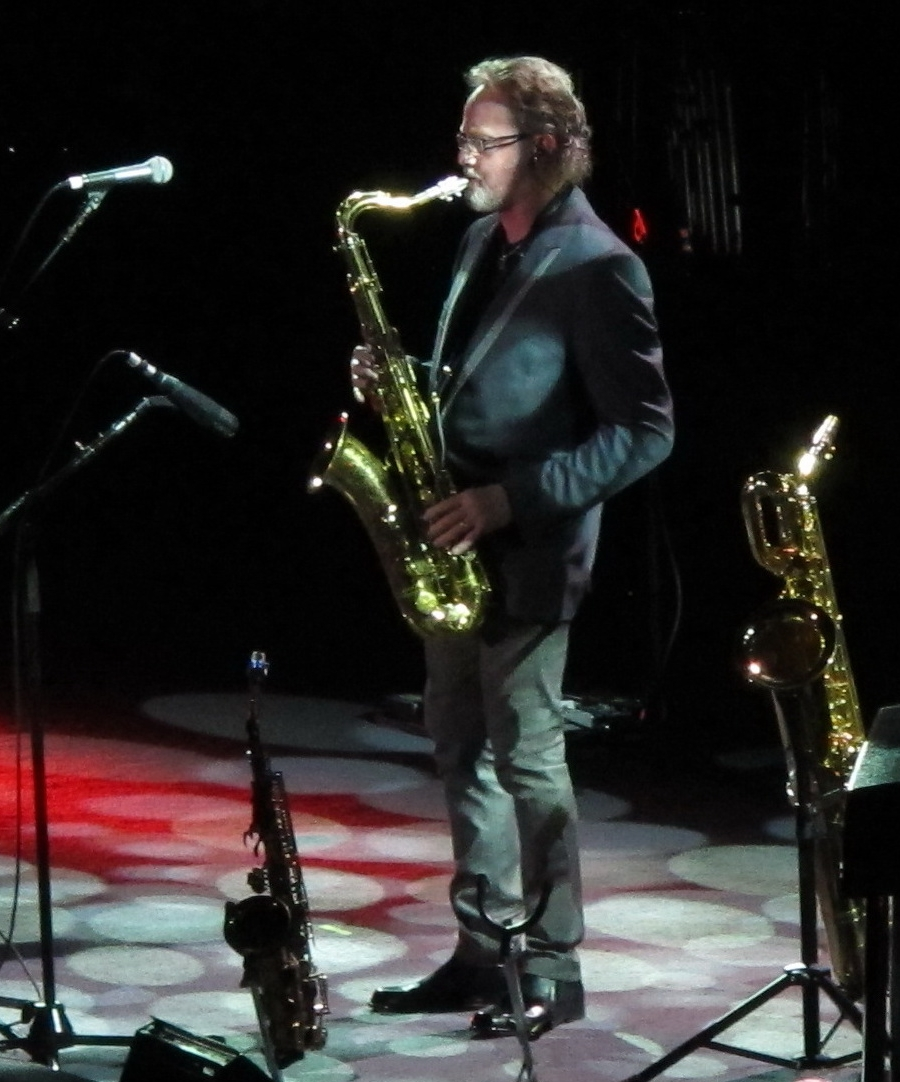
John Helliwell; * 15. Februar

- 15. Februar: John Helliwell, britischer Musiker (Saxophon, Klarinette und Keyboard)
- 15. Februar: Ricardo Ray, US-amerikanisch-puerto-ricanischer Pianist, Komponist und Bandleader
- 15. Februar: Pekka Sarmanto, finnischer Jazzbassist
- 15. Februar: Edward Vesala, finnischer Jazzmusiker († 1999)
- 16. Februar: Rolf-Dieter Arens, deutscher Hochschullehrer und Pianist
- 16. Februar: Pete Christlieb, US-amerikanischer Jazzmusiker
- 17. Februar: Les Brown, US-amerikanischer Motivationsredner, Autor, Politiker und Moderator
- 17. Februar: Ulla Pia, dänische Schlagersängerin († 2020)
- 20. Februar: Johannes Biebl, deutscher Rockmusiker
- 20. Februar: Alan Hull, britischer Singer-Songwriter († 1995)
- 21. Februar: Hanns-Friedrich Kunz, deutscher Chorleiter
- 21. Februar: Akira Sakata, japanischer Jazzmusiker
- 22. Februar: María del Carmen Aguilar, argentinische Musikpädagogin und -wissenschaftlerin
- 24. Februar: Steve Berrios, US-amerikanischer Jazzmusiker († 2013)
- 24. Februar: Billy Boyle, irischer Theater- und Filmschauspieler sowie Sänger
- 24. Februar: Collin Walcott, US-amerikanischer Perkussionist und Sitarspieler († 1984)
- 25. Februar: Elkie Brooks, britische Sängerin
- 25. Februar: Claude Lombard, belgische Sängerin († 2021)

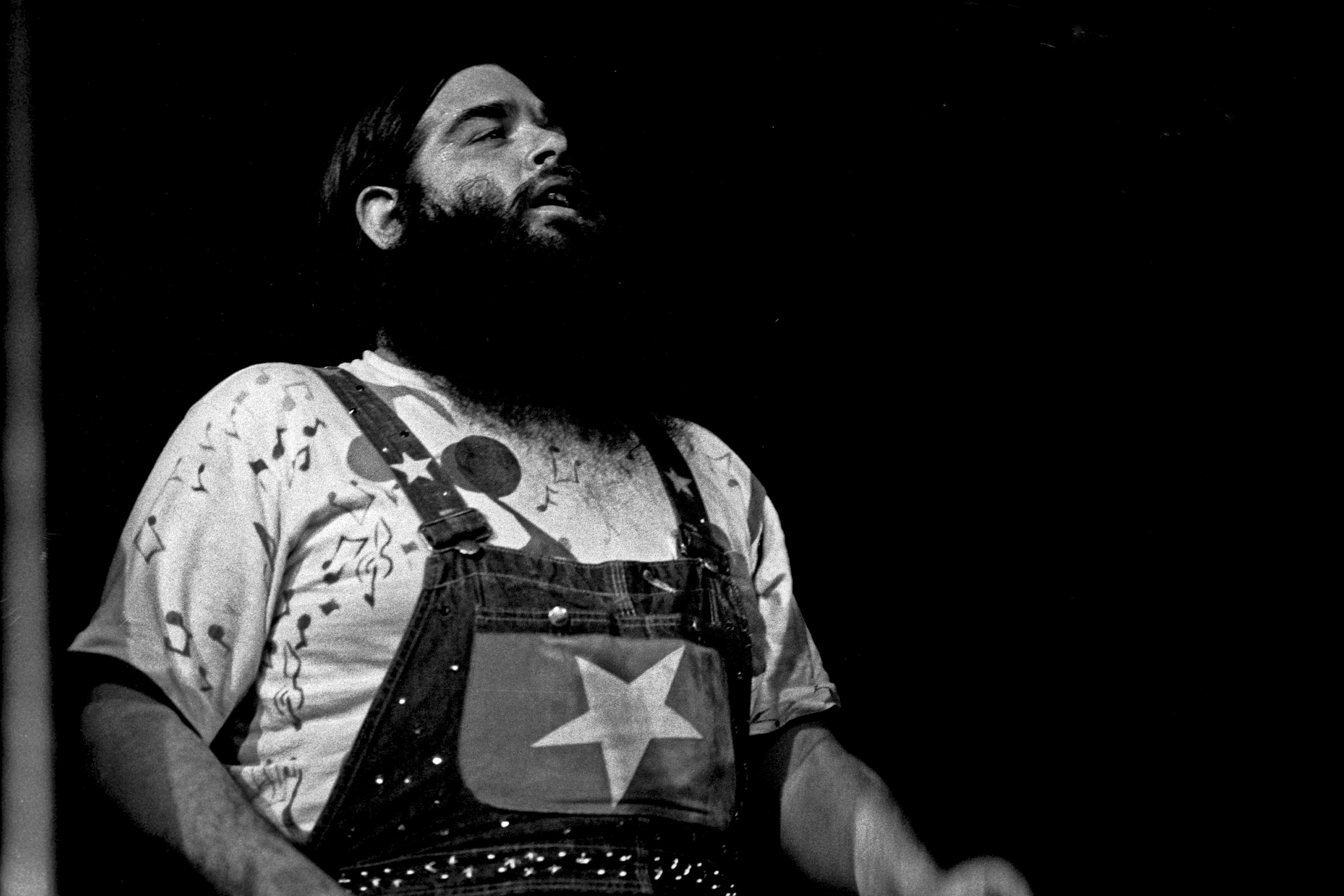
Bob Hite; * 26. Februar

- 26. Februar: Bob Hite, US-amerikanischer Sänger und Gründungsmitglied von Canned Heat († 1981)
- 26. Februar: Mitch Ryder, US-amerikanischer Rockmusiker und Sänger
- 27. Februar: Carl Anderson, US-amerikanischer Sänger und Schauspieler († 2004)
- 27. Februar: André Marchand, deutscher Pianist und Hochschullehrer († 2021)
- 27. Februar: Danny Rivera, puerto-ricanischer Sänger
- 00. Februar: Stephen Katz, US-amerikanischer Toningenieur und Tontechniker († 2023)

### März
- 01. März: Svenne Hedlund, schwedischer Rock- und Popsänger († 2022)
- 02. März: Michel Eustache Vilaire, venezolanischer Chordirigent, Musikpädagoge und Komponist
- 03. März: Bruno Filippini, italienischer Sänger († 2023)
- 03. März: Kniri Knaus, Schweizer Jazz- und Blues-Musiker
- 04. März: Tony Hendrik, deutscher Musikproduzent, Komponist und Inhaber eines Plattenlabels
- 04. März: Fred Leeflang, niederländischer Jazzmusiker († 2018)

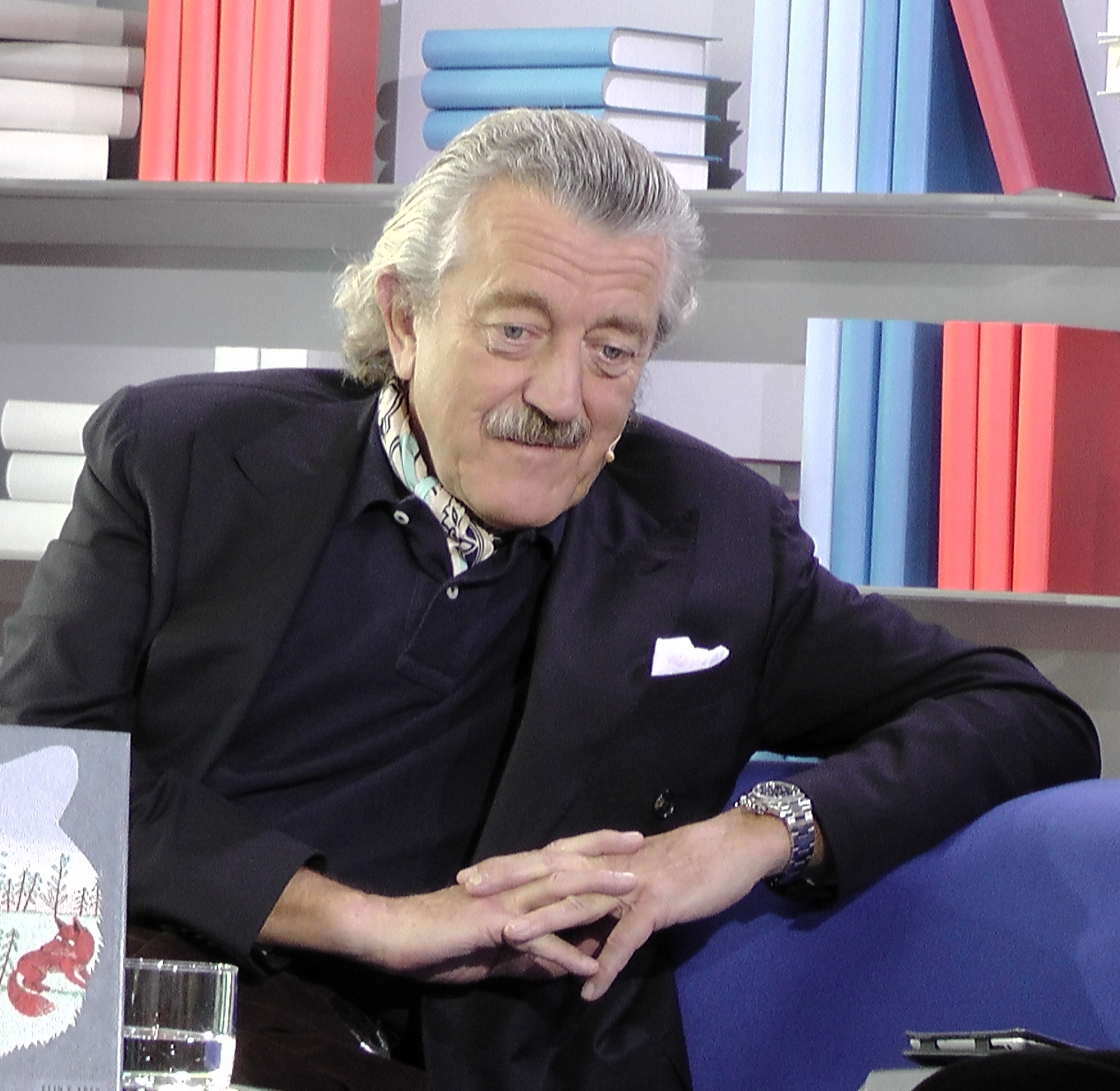
Dieter Meier; * 4. März

- 04. März: Dieter Meier, Schweizer Konzeptkünstler und Musiker
- 07. März: Brunetta, italienische Pop-Sängerin
- 07. März: Arthur Lee, US-amerikanischer Rockmusiker († 2006)
- 08. März: Micky Dolenz, US-amerikanischer Musiker und Schauspieler
- 08. März: Marty Fogel, US-amerikanischer Fusionmusiker

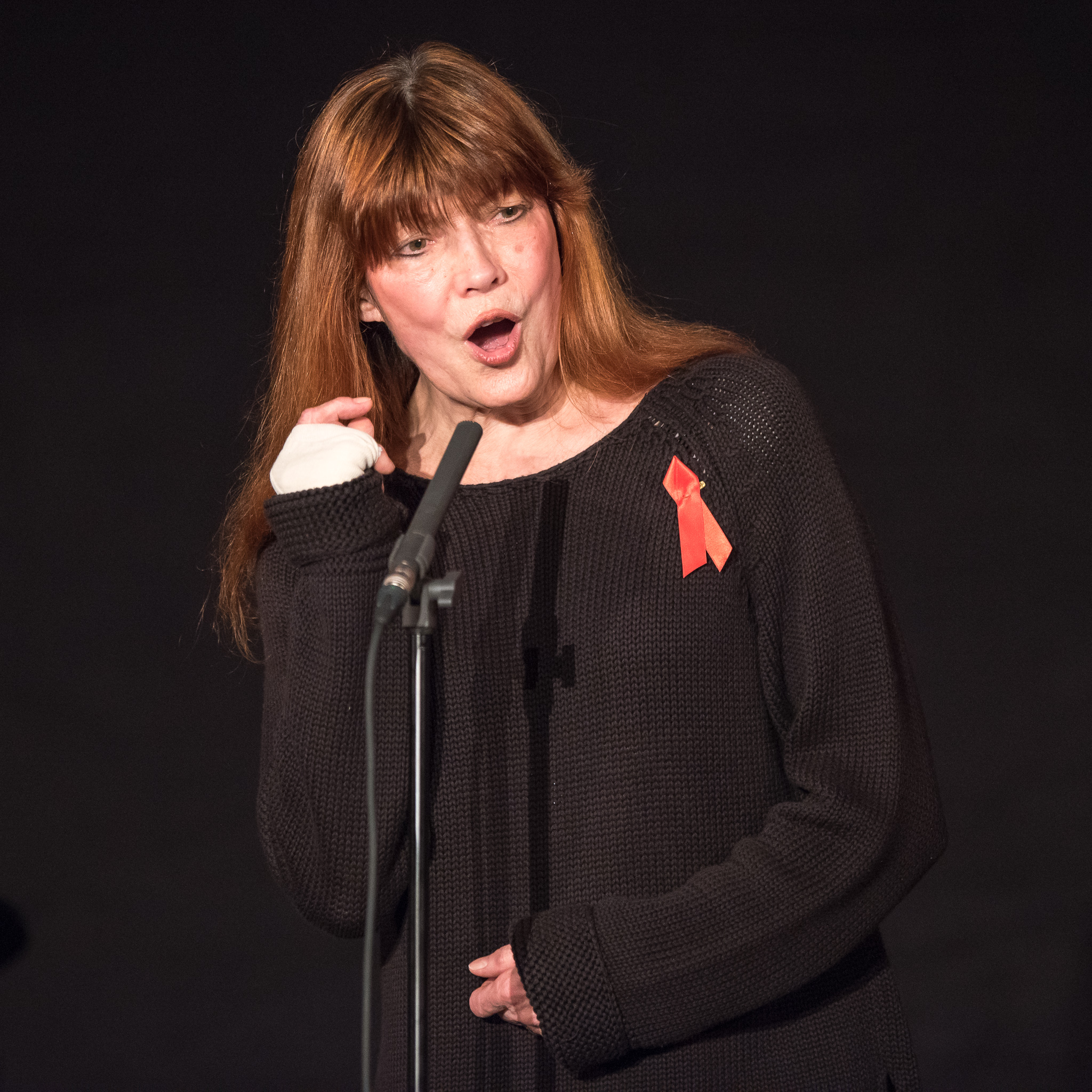
Katja Ebstein; * 9. März

- 09. März: Katja Ebstein, deutsche Sängerin und Schauspielerin
- 09. März: Robin Trower, britischer Rock-Gitarrist
- 11. März: Harvey Mandel, US-amerikanischer Bluesmusiker und Gitarrist
- 12. März: Bernard Arcadio, französischer Unterhaltungs- und Jazzmusiker († 2022)
- 12. März: Kurt Grämiger, Schweizer Jazzmusiker (Saxophone, Komposition) und Architekt († 2020)
- 13. März: Sayuri Yoshinaga, japanische Filmschauspielerin und Sängerin
- 14. März: Michael Martin Murphey, US-amerikanischer Country-Sänger und Songwriter

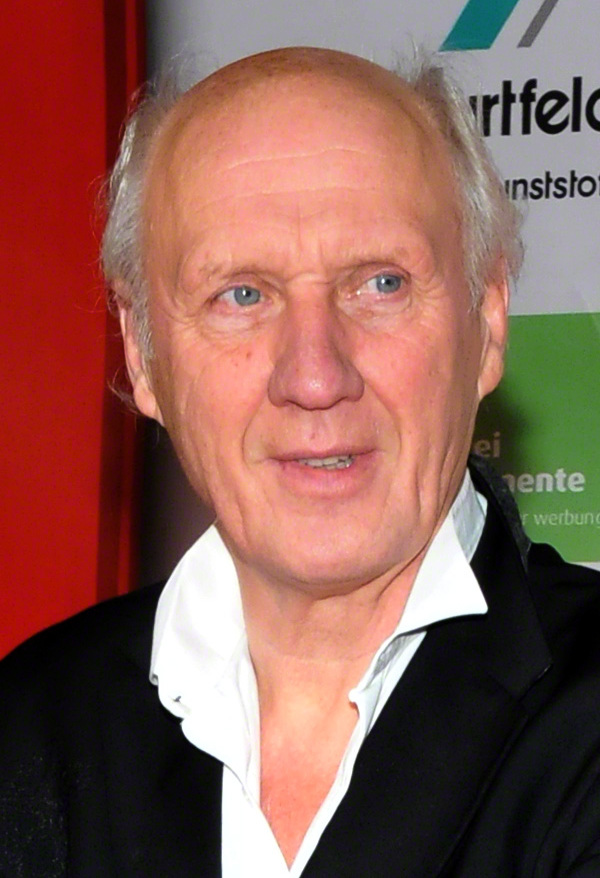
Herman van Veen; * 14. März

- 14. März: Herman van Veen, niederländischer Sänger, Schriftsteller, Liedertexter und Liederkomponist
- 16. März: Polo Hofer, schweizerischer Rock-Sänger († 2017)
- 17. März: Homeyra, iranische Sängerin
- 17. März: Elis Regina, brasilianische Sängerin († 1982)
- 18. März: Bobby Solo, italienischer Rock-’n’-Roll-Musiker und Schlagersänger
- 20. März: Thomas J. Huelsmann, US-amerikanischer Posaunist und Musikpädagoge
- 21. März: Ed Soph, US-amerikanischer Jazzschlagzeuger und -lehrer
- 22. März: Jorge Ben, brasilianischer Popmusiker
- 23. März: Franco Battiato, italienischer Cantautore, Komponist, Filmregisseur und parteiloser Politiker († 2021)
- 23. März: David Grisman, US-amerikanischer Mandolinenspieler
- 23. März: Antoni Krupa, polnischer Blues- und Jazzmusiker (Gitarre, Banjo), Musikjournalist und Hörfunkmoderator († 2024)
- 24. März: Ax Genrich, deutscher Gitarrist
- 26. März: Adriano Pappalardo, italienischer Cantautore und Schauspieler
- 26. März: Volker Scherliess, deutscher Musikwissenschaftler († 2022)
- 28. März: Sally Carr, britische Sängerin („Middle of the Road“)
- 28. März: Ronald Steckel, deutscher Autor, Komponist, Regisseur und Multimediakünstler († 2024)
- 30. März: Swapan Chaudhuri, indischer Tablaspieler, Komponist und Musikpädagoge

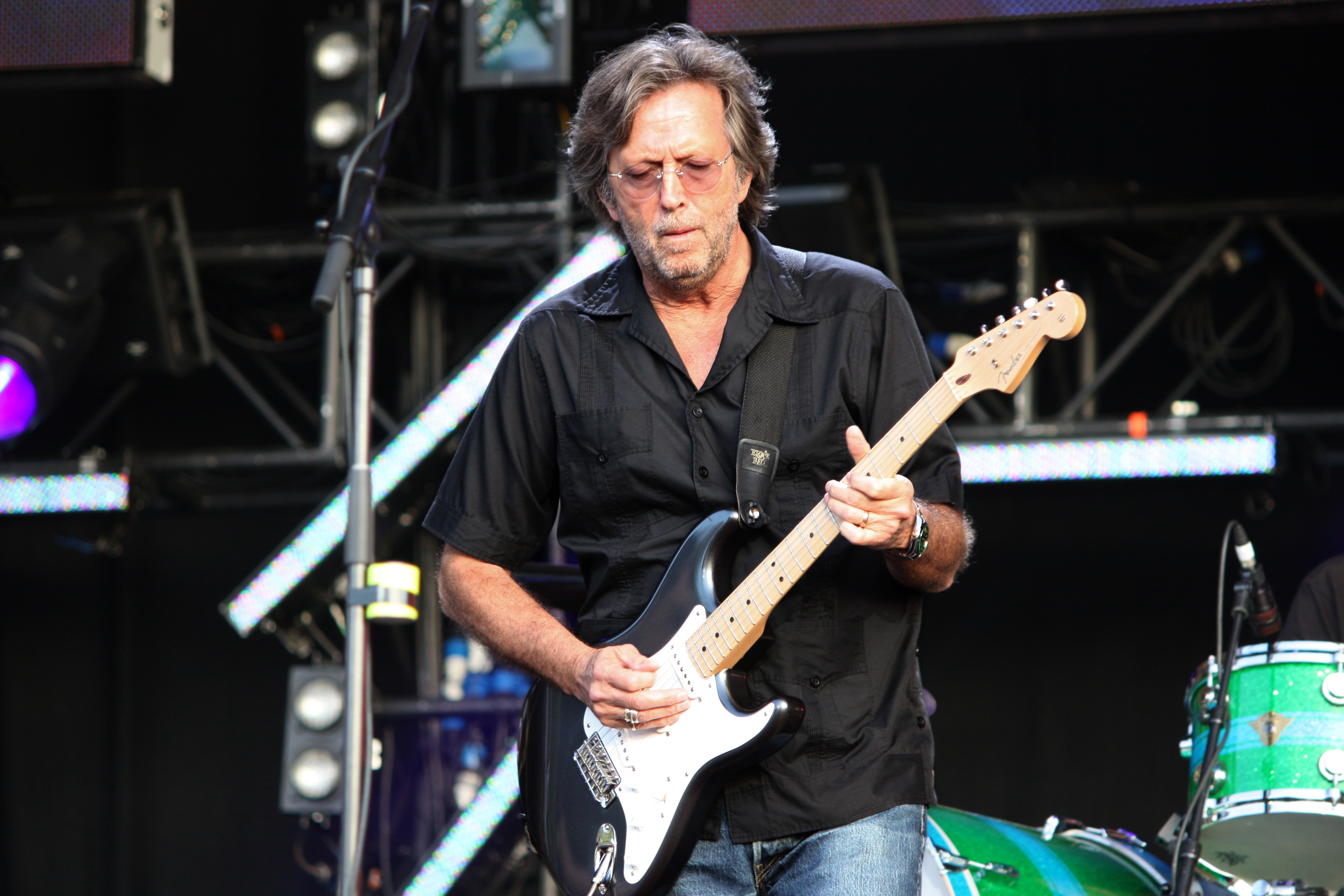
Eric Clapton; * 30. März

- 30. März: Eric Clapton, britischer Blues- und Rock-Gitarrist sowie -Sänger
- 30. März: Alexander Iljitsch Rabinowitsch-Barakowski, sowjetisch-russischer Komponist
- 00. März: Rhina Ramírez, dominikanische Sängerin

### April
- 01. April: Bjørnar Andresen, norwegischer Jazz-Musiker († 2004)
- 02. April: Jürgen Drews, deutscher Schlagersänger und Gastronom
- 02. April: Richard Taruskin, US-amerikanischer Musikwissenschaftler und Musikkritiker († 2022)
- 03. April: Wolfgang Pampel, deutscher Theaterschauspieler, Schauspieler, Sänger und Synchronsprecher
- 03. April: Catherine Spaak, französisch-italienische Schauspielerin und Sängerin († 2022)
- 04. April: Leszek Zadlo, polnischer Jazzmusiker und Hochschullehrer
- 05. April: Cem Karaca, türkischer Rockmusiker und Vertreter der Anadolu-Rock-Bewegung († 2004)
- 06. April: Montserrat Alavedra i Comas, katalanische Sopranistin und Musikpädagogin († 1991)
- 06. April: Marianne Schroeder, Schweizer Komponistin und Pianistin
- 09. April: Steve Gadd, US-amerikanischer Schlagzeuger
- 09. April: Omar Khorshid, ägyptischer Gitarrist († 1981)
- 10. April: Shirley Walker, US-amerikanische Komponistin, Dirigentin, Pianistin und Produzentin († 2006)
- 10. April: Róbert Wittinger, deutscher Komponist
- 12. April: Miller Anderson, britischer Blues- und Rockmusiker
- 12. April: Felipe Lara, spanischer Flamencosänger
- 12. April: Doug Riley, kanadischer Jazzmusiker und Komponist († 2007)
- 12. April: Peter Tschernig, deutscher Musiker († 2017)
- 13. April: Lowell George, US-amerikanischer Rockmusiker (Little Feat) († 1979)
- 13. April: Richard Rigan, deutscher Entertainer, Musiker, Sänger und Schauspieler († 2023)
- 13. April: Gonzalo Romeu, kubanischer Dirigent, Pianist und Arrangeur

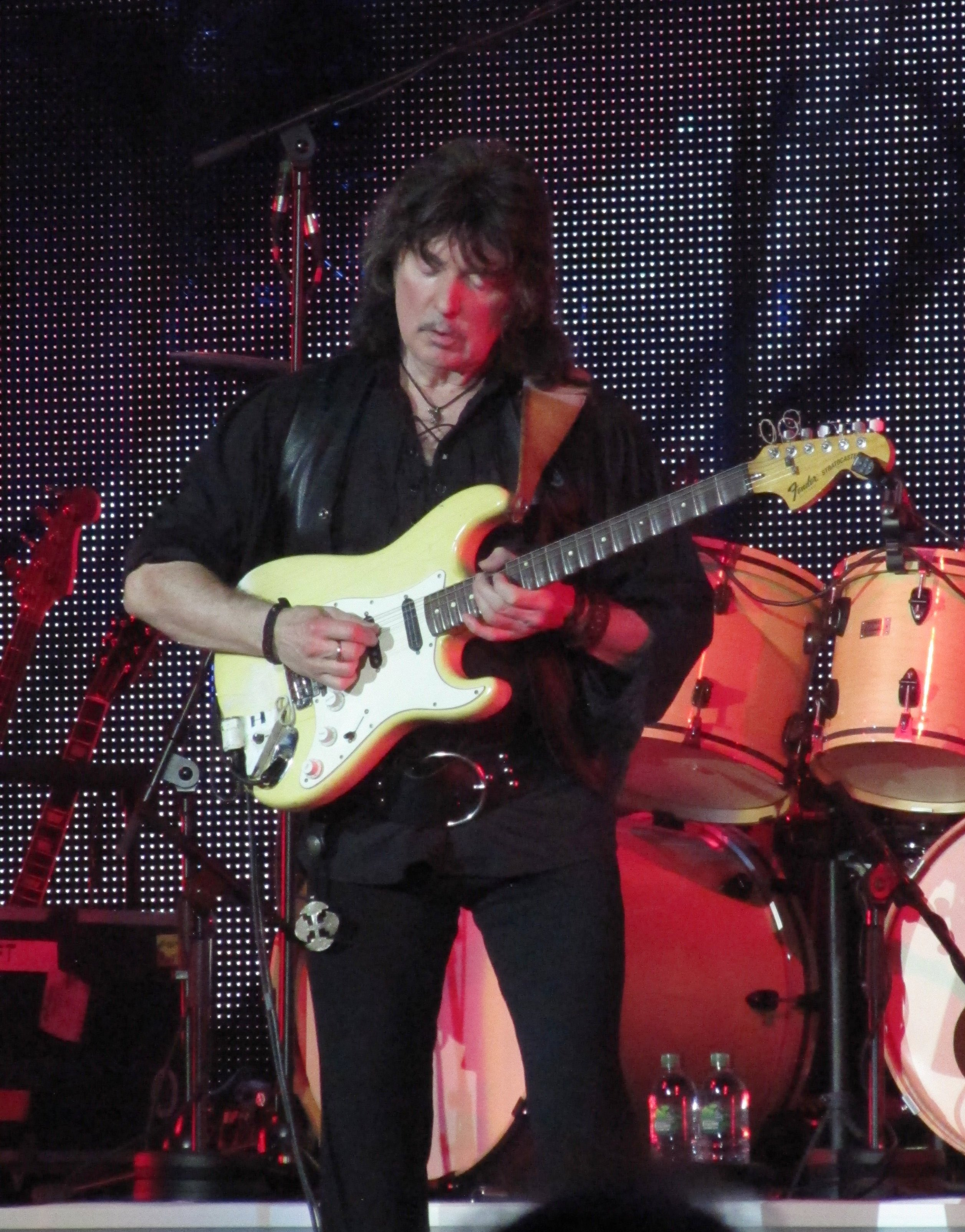
Ritchie Blackmore; * 14. April

- 14. April: Ritchie Blackmore, britischer Hardrock-Gitarrist (Deep Purple)
- 15. April: Dagmar Frederic, deutsche Sängerin und Moderatorin
- 15. April: Milton Peláez, dominikanischer Rockmusiker, Komponist und Komiker († 2006)
- 16. April: Joseph Burke, US-amerikanischer Schauspieler und Sänger
- 16. April: Stefan Grossman, US-amerikanischer Gitarrist, Lehrbuchautor und Produzent
- 18. April: Ulf Adåker, schwedischer Jazzmusiker
- 18. April: Maya Badian, kanadische Komponistin und Musikwissenschaftlerin
- 19. April: Ole Kock Hansen, dänischer Jazzpianist, Komponist und Orchesterleiter
- 19. April: Henner Hoier, deutscher Komponist, Sänger und Gitarrist
- 19. April: Cleo Sylvestre, britische Schauspielerin und Musikerin († 2024)
- 21. April: Ronnie Tober, niederländischer Schlagersänger
- 22. April: Demetrio Stratos, griechischer Dichter und Multi-Instrumentalist († 1979)
- 23. April: Jorge Taveras, dominikanischer Komponist, Arrangeur und Dirigent († 2021)
- 24. April: Robert Knight, US-amerikanischer Sänger († 2017)
- 24. April. Johnny McEvoy, irischer Folk-Musiker

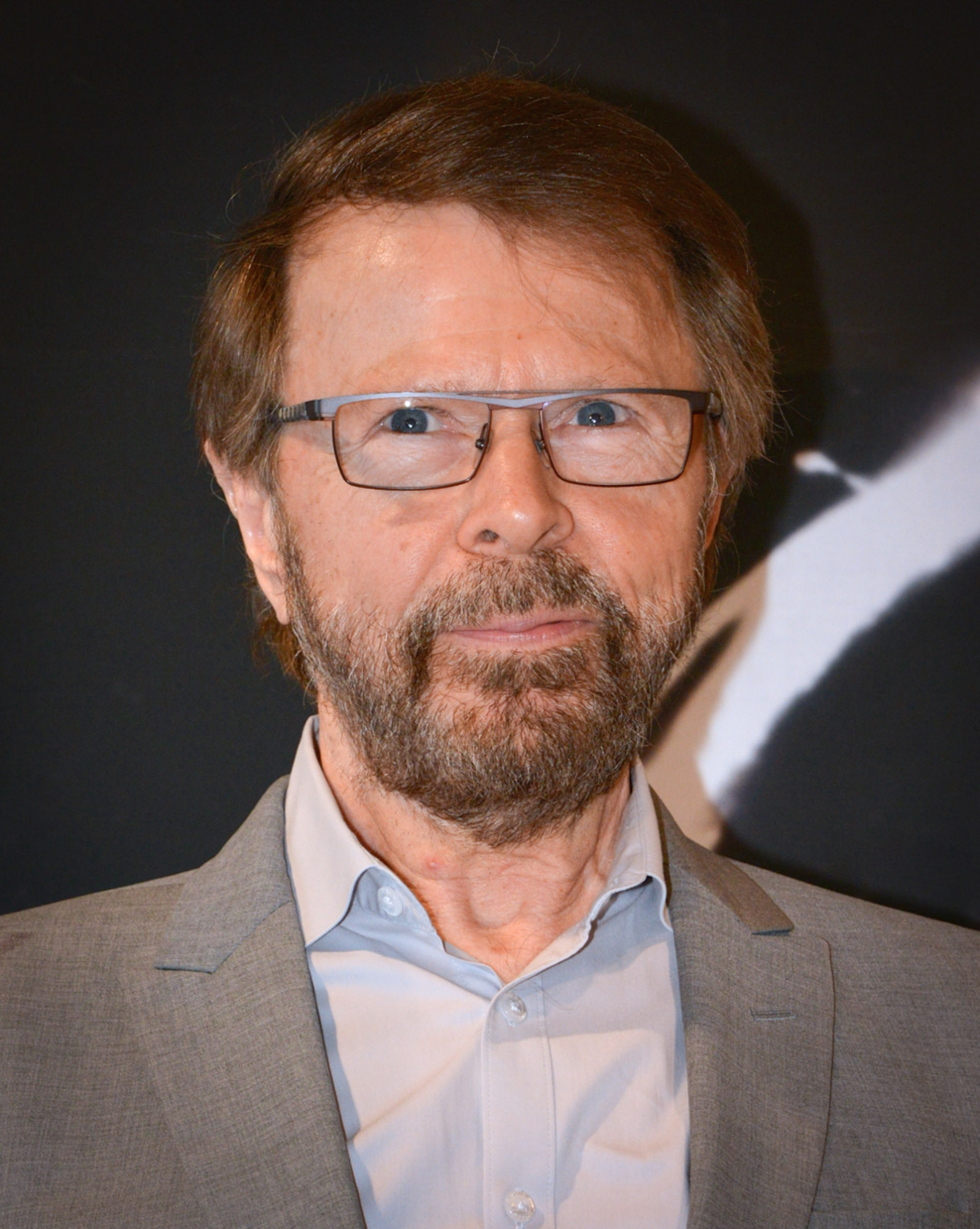
Björn Ulvaeus; * 25. April

- 25. April: Björn Ulvaeus, schwedischer Musiker, Sänger, Komponist und Musikproduzent
- 27. April: Dominic Duval, US-amerikanischer Jazzbassist († 2016)
- 29. April: Hugh Hopper, britischer Bassist und Komponist († 2009)
- 29. April: Tammi Terrell, afro-amerikanische Soul- und Rhythm-and-Blues-Sängerin († 1970)
- 29. April: Zdeněk Tylšar, tschechischer Hornist und Professor († 2006)
- 30. April: Michel Bühler, Schweizer Chansonnier und Schriftsteller († 2022)

### Mai
- 01. Mai: Rita Coolidge, US-amerikanische Musikerin indianischer Abstammung
- 02. Mai: Judge Dread, britischer Reggae- und Ska-Musiker († 1998)
- 02. Mai: Bob Rockwell, US-amerikanischer Saxophonist
- 04. Mai: Georg Wadenius, schwedischer Fusionmusiker und Musikproduzent
- 06. Mai: Bob Seger, US-amerikanischer Rockmusiker
- 06. Mai: Jimmie Dale Gilmore, US-amerikanischer Country-Singer-Songwriter
- 07. Mai: Christy Moore, irischer Sänger, Musiker und Songschreiber

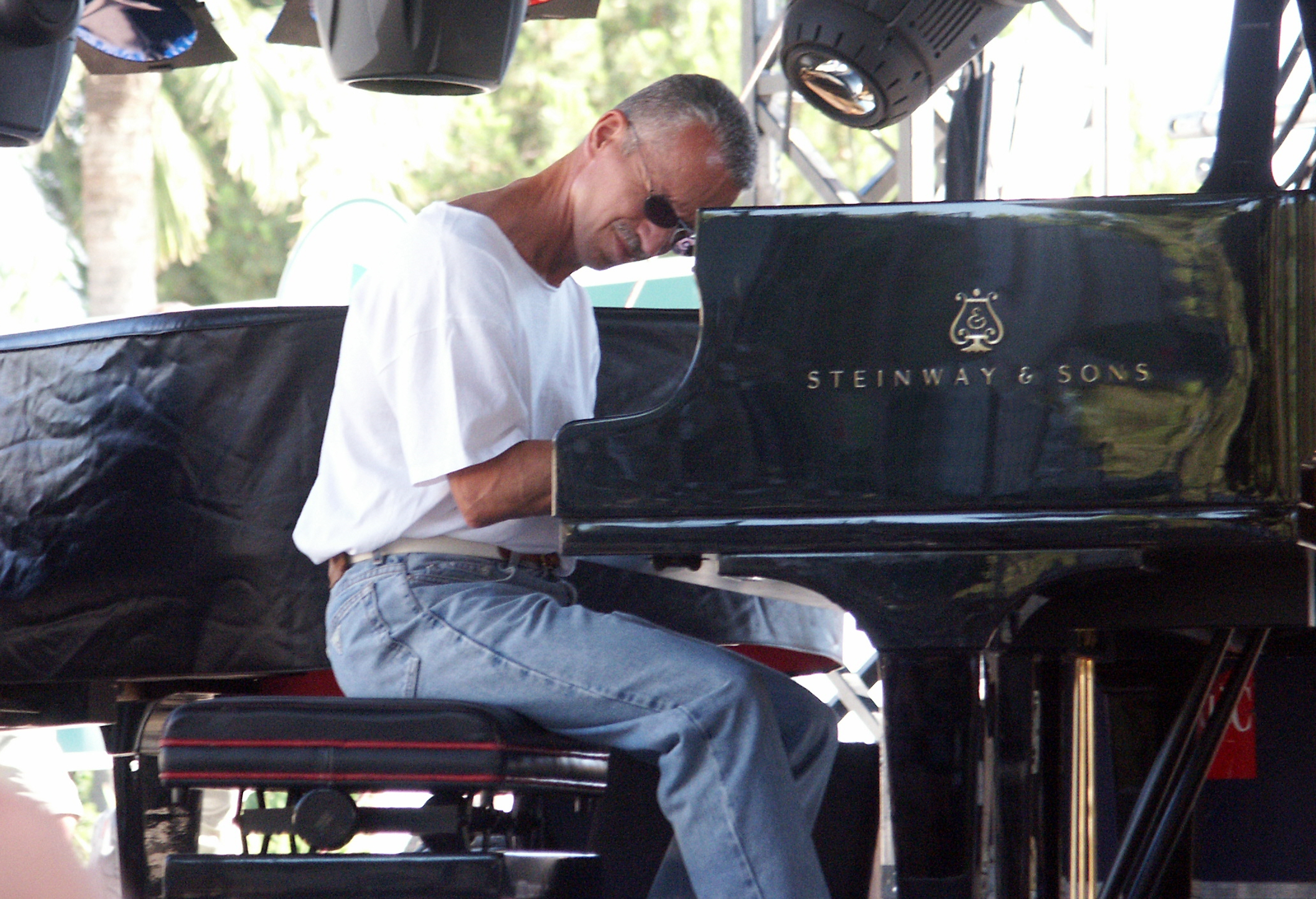
Keith Jarrett; * 8. Mai

- 08. Mai: Keith Jarrett, US-amerikanischer Jazz- und Klassikpianist
- 09. Mai: Steve Katz, US-amerikanischer Musiker
- 10. Mai: Little Bob, französischer Sänger
- 12. Mai: Ian McLagan, britischer Rockmusiker († 2014)
- 13. Mai: Lasse Berghagen, schwedischer Musiker († 2023)
- 13. Mai: Magic Dick, US-amerikanischer Musiker
- 13. Mai: Lou Marini, US-amerikanischer Jazzmusiker und Filmkomponist
- 14. Mai: Ernst Ehrler, Schweizer Klavierspieler, Sänger und Alleinunterhalter († 2024)
- 16. Mai: Michael Moore, US-amerikanischer Jazz-Bassist

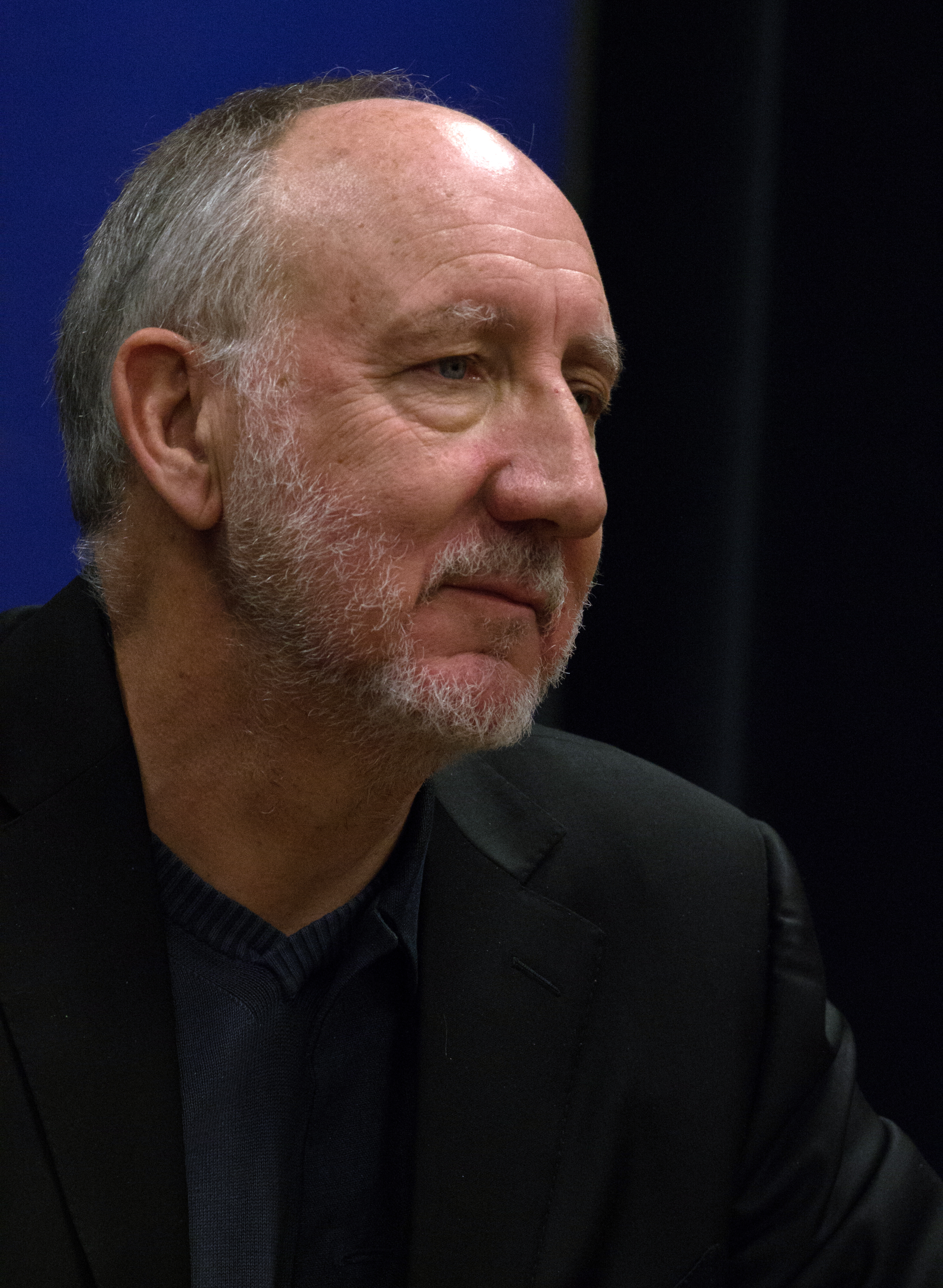
Pete Townshend; * 19. Mai

- 19. Mai: Pete Townshend, britischer Musiker und musikalischer Kopf der Rockband The Who
- 24. Mai: Terry Callier, US-amerikanischer Jazz-, Soul- und Folk-Gitarrist, Sänger und Komponist († 2012)
- 24. Mai: Priscilla Presley, US-amerikanische Schauspielerin und Frau von Elvis Presley
- 26. Mai: Donald Steven, kanadischer Komponist
- 27. Mai: Bruce Cockburn, kanadischer Folkgitarrist und Sänger
- 28. Mai: John Fogerty, US-amerikanischer Sänger, Songwriter und Rockgitarrist
- 29. Mai: Gary Brooker, britischer Rockmusiker († 2022)
- 29. Mai: Catherine Lara, französische Sängerin, Violonistin, Komponistin und Schriftstellerin
- 30. Mai: Gladys Horton, US-amerikanische Sängerin („The Marvelettes“) († 2011)

### Juni
- 01. Juni: Julia León, spanische Sängerin und Musikforscherin
- 01. Juni: Linda Scott, US-amerikanische Sängerin
- 01. Juni: Frederica von Stade, US-amerikanische Opernsängerin
- 02. Juni: Lord David Dundas, britischer Komponist, Popmusiker und Schauspieler
- 03. Juni: Bjørn Alterhaug, norwegischer Jazzbassist und Komponist
- 04. Juni: Gordon Waller, schottischer Sänger, Songwriter und Gitarrist († 2009)

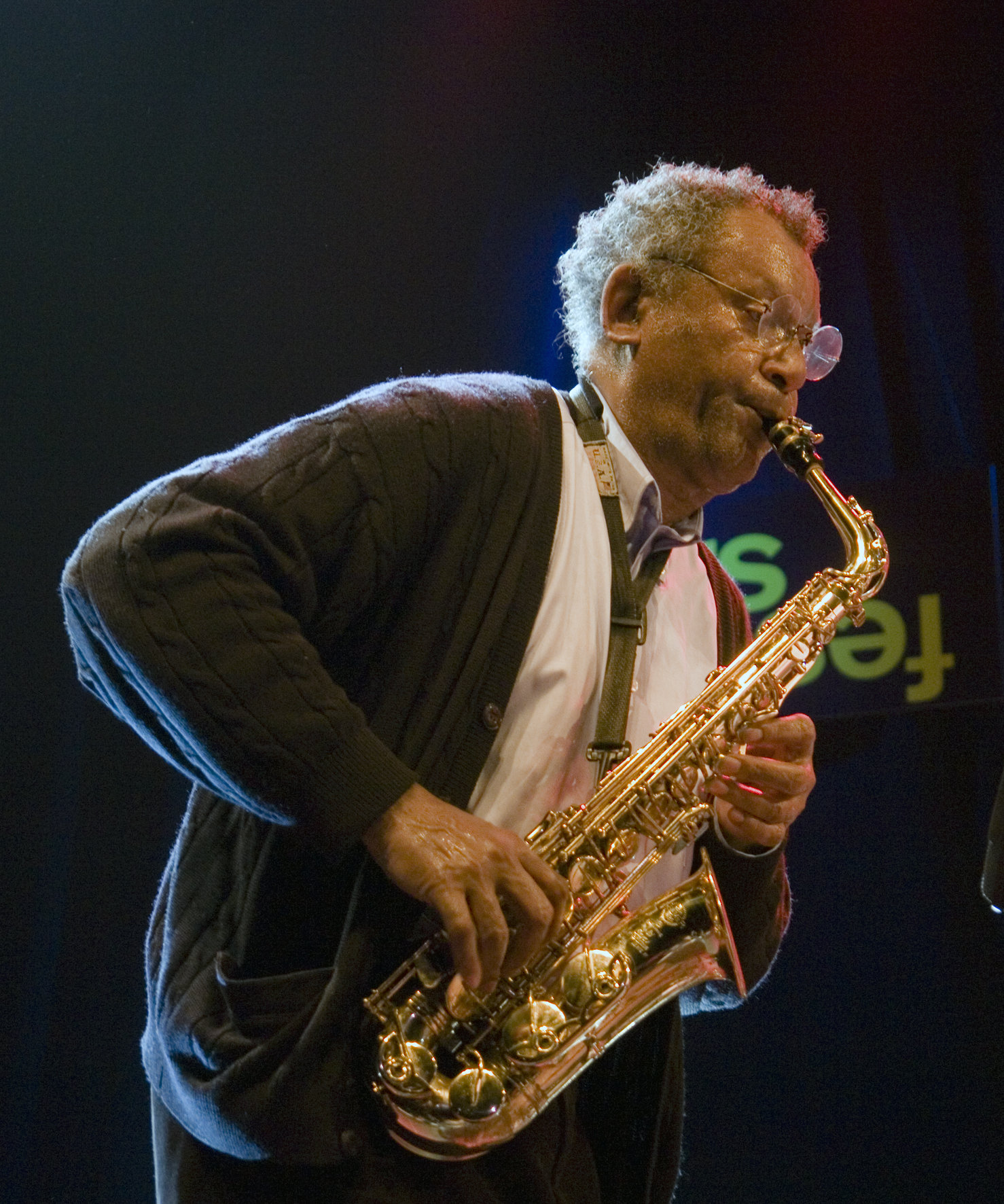
Anthony Braxton; * 4. Juni

- 04. Juni: Anthony Braxton, US-amerikanischer Jazz-Komponist und Saxophonist
- 06. Juni: Tom Coppola, US-amerikanischer Fusionmusiker (Piano, Arrangements)
- 09. Juni: Mick Goodrick, US-amerikanischer Jazzgitarrist und -lehrer († 2022)
- 12. Juni: Nadia Turbide, kanadische Musikwissenschaftlerin und -pädagogin
- 14. Juni: Rod Argent, britischer Rockmusiker
- 17. Juni: Arthur Verocai, brasilianischer Musiker, Sänger, Dirigent und Musikproduzent
- 20. Juni: Claude Bessy, französischer Autor, Sänger und Musikvideoproduzent († 1999)

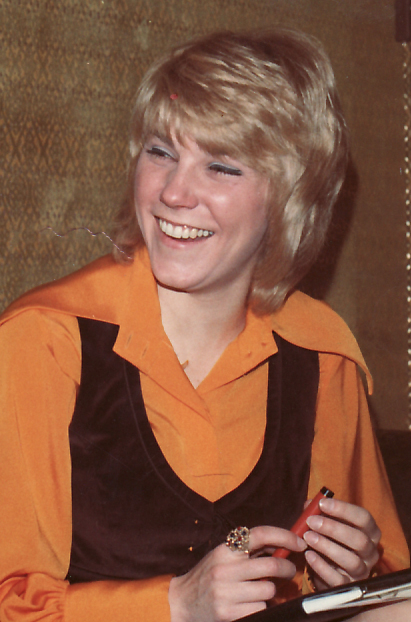
Anne Murray; * 20. Juni

- 20. Juni: Maria Guinot, portugiesische Sängerin († 2018)
- 20. Juni: Anne Murray, kanadische Sängerin
- 21. Juni: Philippe Sarde, französischer Komponist
- 24. Juni: Colin Blunstone, britischer Popmusiker
- 24. Juni: Sy Brandon, US-amerikanischer Komponist und Musikpädagoge
- 24. Juni: Monika Dannemann, deutsche Freundin des Musikers Jimi Hendrix († 1996)
- 25. Juni: Labi Siffre, britischer Dichter, Sänger und Songwriter
- 25. Juni: Carly Simon, US-amerikanische Sängerin und Songschreiberin
- 28. Juni: Roland Horvath, österreichischer Hornist
- 28. Juni: Magni Wentzel, norwegische Sängerin und Gitarristin

### Juli

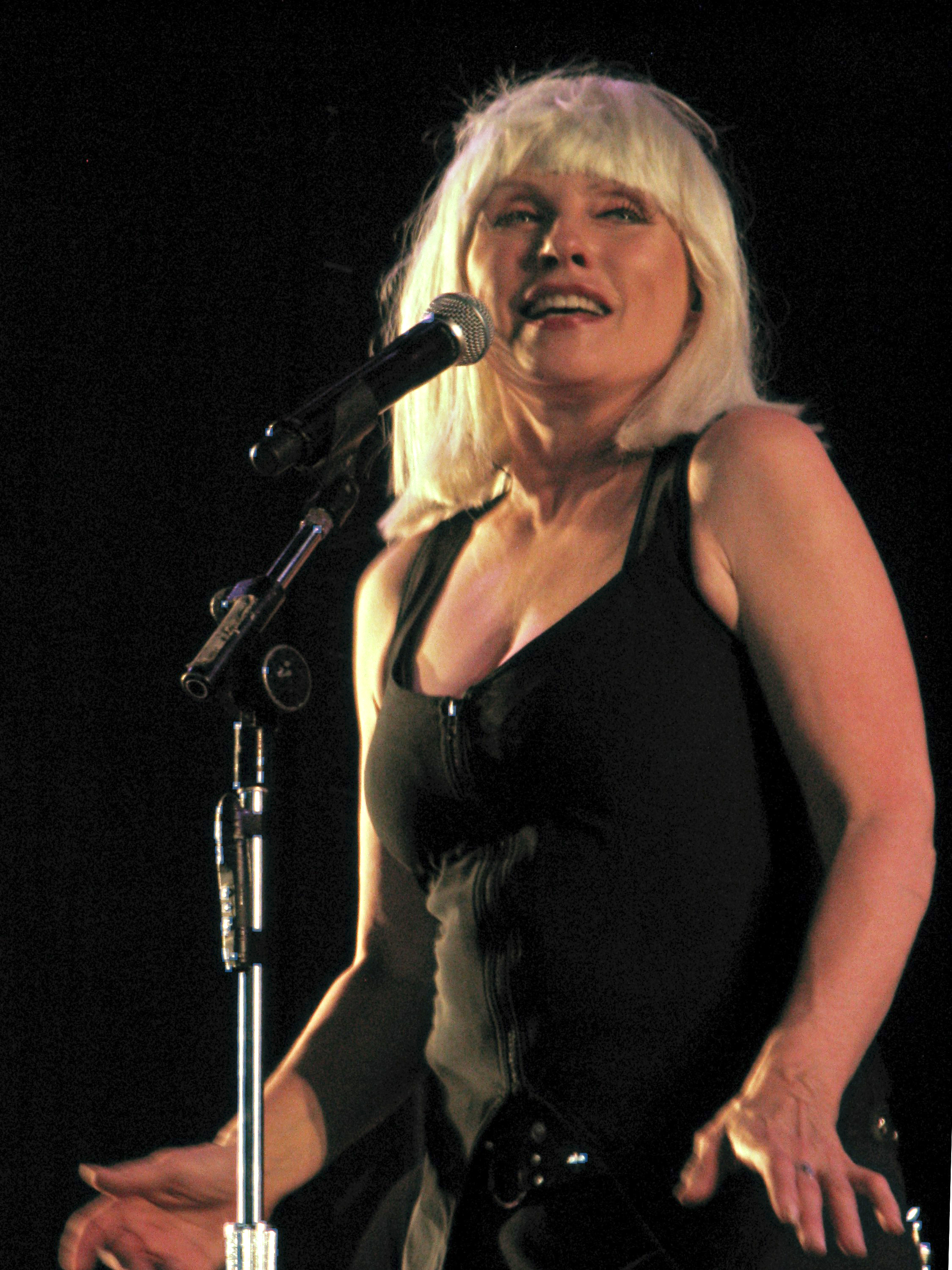
Debbie Harry; * 1. Juli

- 01. Juli: Debbie Harry, US-amerikanische Sängerin und Schauspielerin
- 02. Juli: Thomas Mapfumo, simbabwischer Singer-Songwriter und Bandleader
- 03. Juli: Mickey Rooney Jr., US-amerikanischer Schauspieler und Musiker († 2022)
- 04. Juli: David McWilliams, nordirischer Musiker († 2002)
- 06. Juli: Harry J, jamaikanischer Musikproduzent, Pionier des Reggae († 2013)
- 07. Juli: Matti Salminen, finnischer Opernsänger
- 09. Juli: Erik van der Wurff, niederländischer Komponist, Pianist, Produzent, Dirigent und Arrangeur († 2014)
- 10. Juli: Dina Straat, deutsche Schlagersängerin
- 10. Juli: Ifan Williams, kanadischer Cellist und Musikpädagoge
- 12. Juli: Bernard Lubat, französischer Jazz-Musiker
- 13. Juli: Walid Akl, französischer Pianist libanesischer Herkunft († 1997)
- 13. Juli: Faramarz Aslani, iranischer Singer-Songwriter, Gitarrist und Produzent († 2024)
- 14. Juli: Jim Gordon, US-amerikanischer Schlagzeuger und Songwriter († 2023)
- 20. Juli: Kim Carnes, US-amerikanische Musikerin und Songwriterin
- 20. Juli: Fernando Grillo, italienischer Kontrabassist und Komponist († 2013)
- 25. Juli: Juli Jewgenjewitsch Galperin, russischer Pianist und Komponist († 2019)
- 28. Juli: Heinz Kreidl, österreichischer Theater- und Opernregisseur und Intendant
- 29. Juli: Joe Beck, US-amerikanischer Jazzgitarrist († 2008)
- 30. Juli: Thomas Ott, deutscher Musikpädagoge

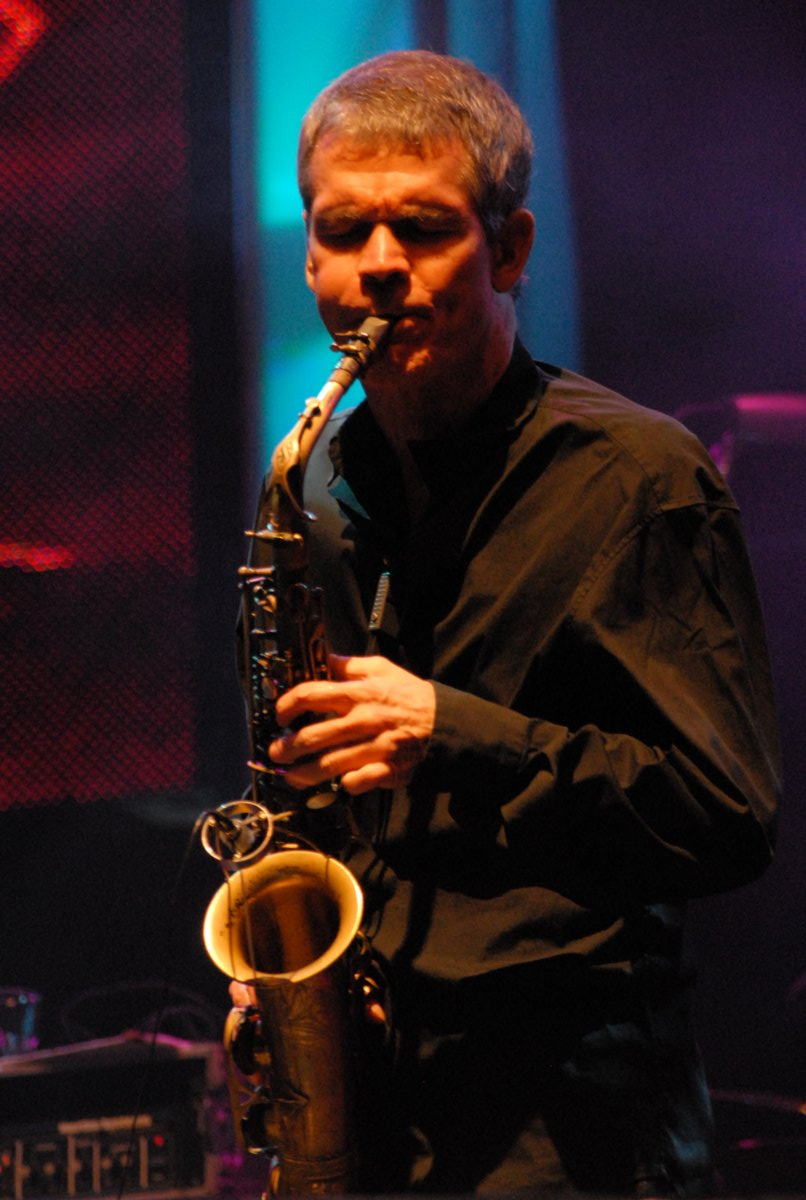
David Sanborn; * 30. Juli

- 30. Juli: David Sanborn, US-amerikanischer Saxophonist († 2024)
- 31. Juli: Hans Schavernoch, österreichischer Bühnenbildner
- 31. Juli: Tomáš Vačkář, tschechischer Komponist († 1963)

### August
- 03. August: Ottmar-Wolfram Vogel, deutscher Fagottist und Komponist († 2021)
- 05. August: Stojka Milanowa, bulgarische Violinistin und Musikpädagogin († 2024)
- 06. August: Frank Cassenti, französischer Filmschaffender († 2023)
- 06. August: Geraldo Flach, brasilianischer Musiker († 2011)
- 09. August: Joe Manser, Schweizer Dialekt- und Volksmusikforscher
- 10. August: Milagros Beras Dalmasí, dominikanischer Pianist und Musikpädagoge († 1996)
- 13. August: Wess, italienischer Sänger und Bassist († 2009)
- 14. August: Steve Martin, US-amerikanischer Schriftsteller, Produzent, Schauspieler, Musiker und Komponist
- 14. August: Eliana Pittman, brasilianische Sängerin

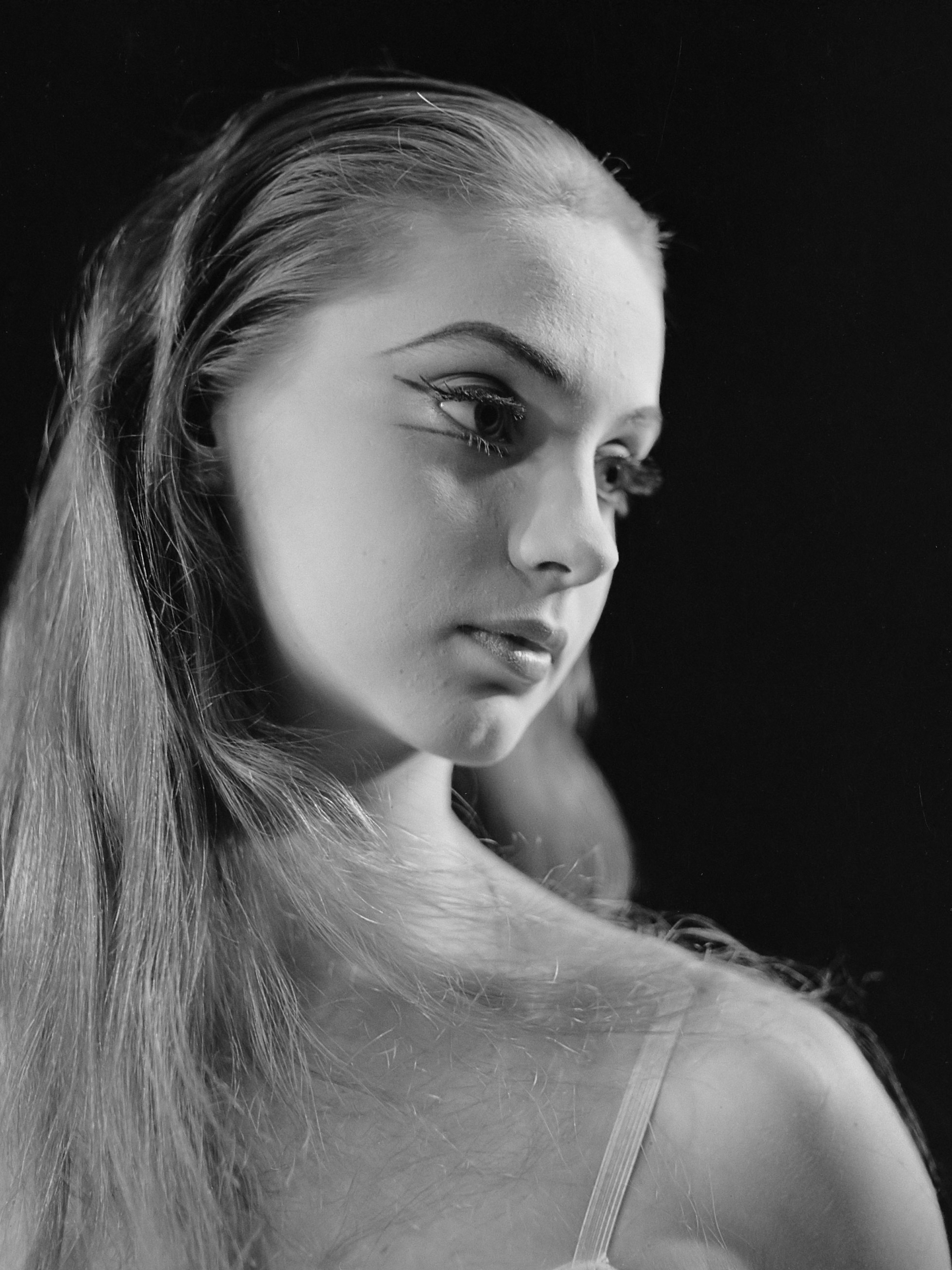
Suzanne Farrell; * 16. August

- 16. August: Suzanne Farrell, US-amerikanische Balletttänzerin
- 16. August: Sheila, französische Pop-Sängerin
- 17. August: Katri Helena, finnische Schlagersängerin
- 19. August: Ian Gillan, britischer Rocksänger
- 19. August: Brian Godding, britischer Gitarrist († 2023)
- 19. August: Rolf Junghanns, deutscher Pianist und Musikwissenschaftler († 1993)
- 21. August: Takehiro Honda, japanischer Jazzpianist und Keyboarder († 2006)
- 21. August: Basil Poledouris, US-amerikanischer Filmkomponist und Filmregisseur († 2006)
- 22. August: Sylvia Vrethammar, schwedische Sängerin
- 23. August: Stein Ingersen, norwegischer Sänger, Gitarrist und Komponist
- 23. August: Rita Pavone, italienische Sängerin
- 24. August: Ronee Blakley, US-amerikanische Sängerin, Songschreiberin, Schauspielerin, Filmregisseurin und Drehbuchautorin
- 24. August: Ken Hensley, britischer Keyboarder, Gitarrist und Sänger († 2020)
- 24. August: Bryan Spring, britischer Schlagzeuger
- 25. August: Jan Minařík, tschechisch-deutscher Tänzer und Fotograf († 2022)
- 28. August: Milan Pospíšil, tschechischer Musikwissenschaftler
- 28. August: Frank Wolff, deutscher Cellist
- 29. August: Trevor Richards, deutscher Jazzmusiker und Bandleader
- 30. August: Siegfried Lorenz, deutscher Opern-, Oratorien- und Liedsänger († 2024)
- 31. August: Van Morrison, nordirischer Musiker, Sänger und Komponist

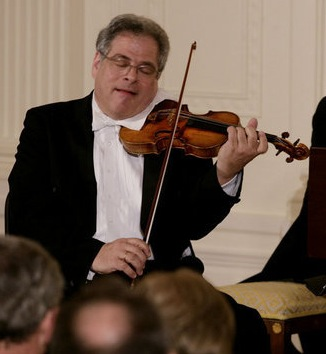
Itzhak Perlman; * 31. August

- 31. August: Itzhak Perlman, israelisch-amerikanischer Geiger, Dirigent und Musikpädagoge
- 31. August: Bob Welch, US-amerikanischer Musiker (Fleetwood Mac) († 2012)

### September
- 02. September: Henry Arland, deutscher Musiker und Komponist
- 04. September: Danny Gatton, US-amerikanischer Gitarrist († 1994)
- 04. September: Bill Kenwright, britischer Theaterproduzent und Filmproduzent

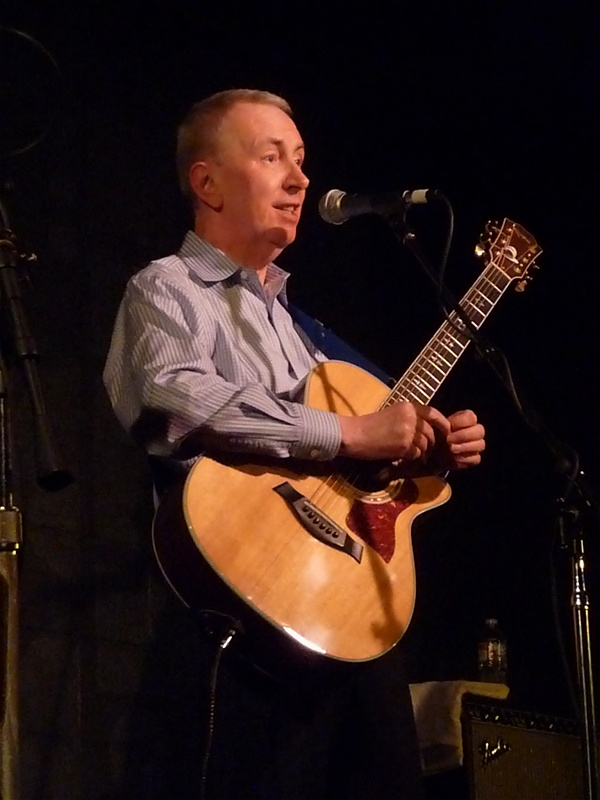
Al Stewart; * 5. September

- 05. September: Al Stewart, britischer Singer-Songwriter
- 07. September: Karen Philipp, US-amerikanische Sängerin, Songschreiberin und Schauspielerin
- 08. September: Ron „Pigpen“ McKernan, US-amerikanischer Keyboarder, Organist und Mundharmonikaspieler († 1973)
- 08. September: Kelly Groucutt, britischer Rockmusiker († 2009)
- 09. September: Doug Ingle, US-amerikanischer Rockmusiker (Iron Butterfly) († 2024)
- 09. September: Dee Dee Sharp, US-amerikanische Pop- und Rhythm-&-Blues-Sängerin

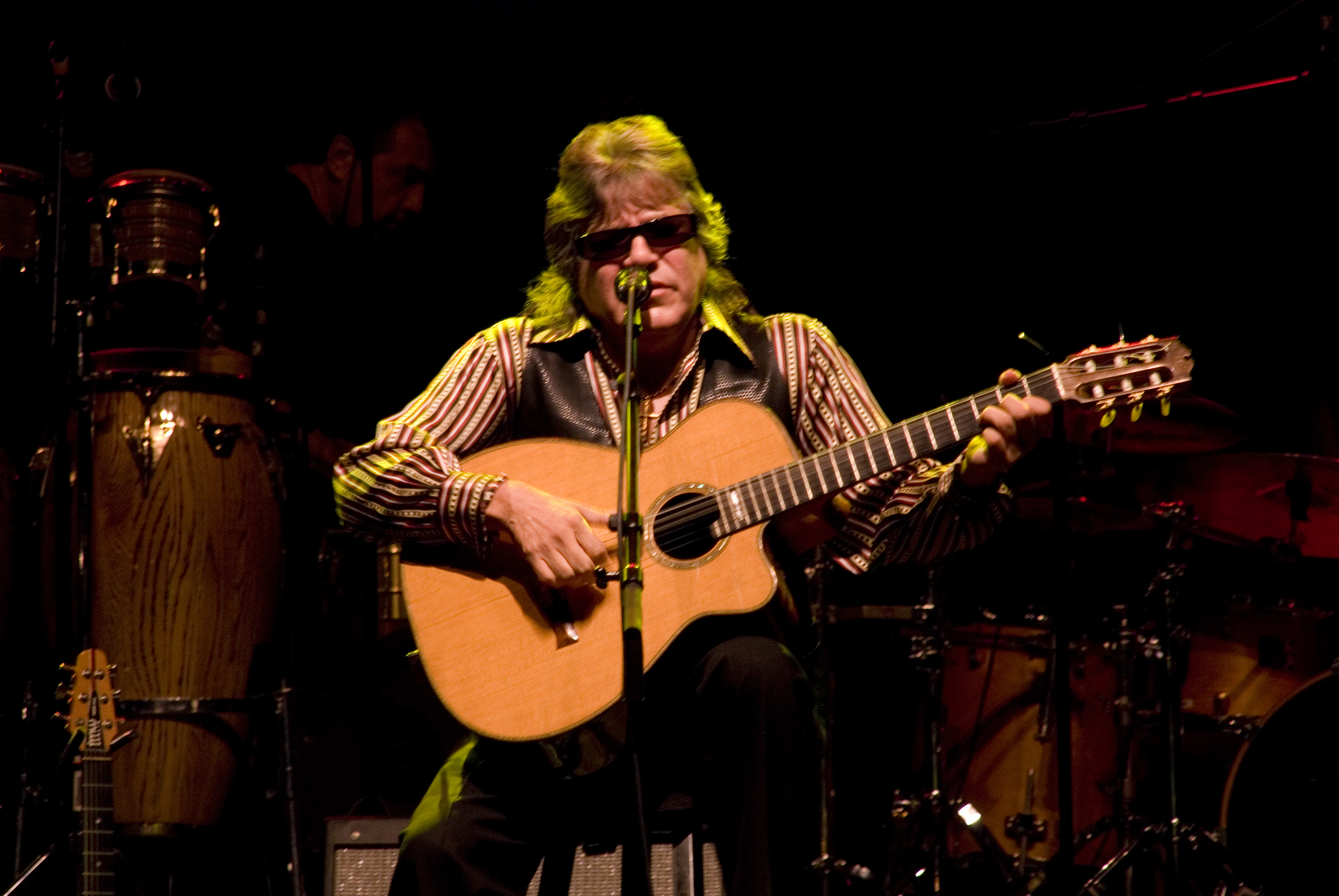
José Feliciano; * 10. September

- 10. September: Jose Feliciano, puerto-ricanischer Sänger und Gitarrist
- 10. September: Harry Pepl, österreichischer Jazz-Gitarrist und Komponist († 2005)
- 12. September: Norbert Berger, deutscher Sänger († 2012)
- 12. September: David Garrick, britischer Opern- und Popsänger († 2013)
- 13. September: Brigitte Ahrens, deutsche Schlagersängerin
- 13. September: Alain Louvier, französischer Komponist

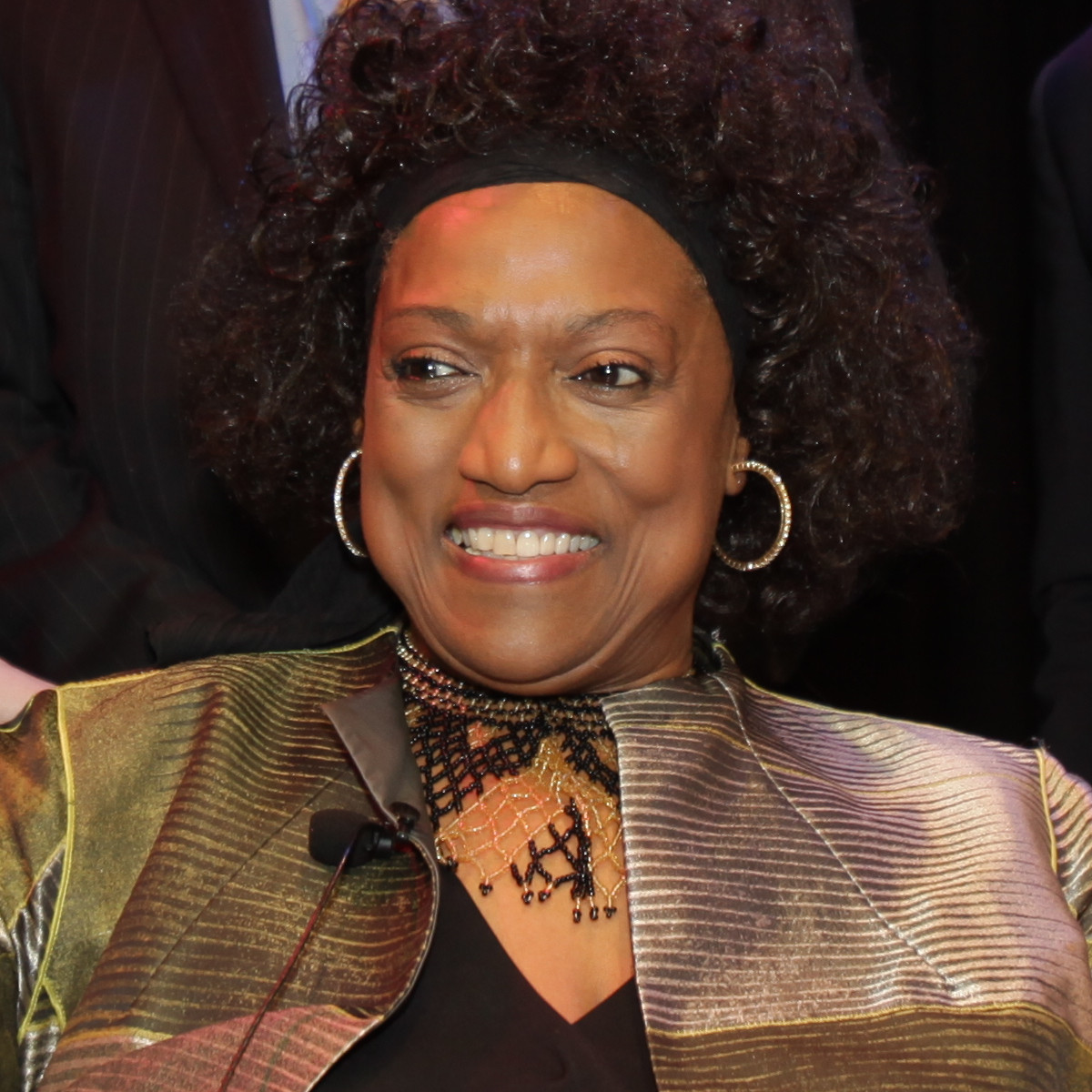
Jessye Norman; * 15. September

- 15. September: Jessye Norman, US-amerikanische Opernsängerin († 2019)
- 16. September: Jewhen Mohylewskyj, ukrainischer klassischer Pianist und Klavierpädagoge († 2023)
- 18. September: Roman Jabłoński, polnischer Cellist und Musikpädagoge
- 19. September: David Bromberg, US-amerikanischer Multiinstrumentalist und Sänger
- 20. September: Laurie Spiegel, US-amerikanische Komponistin
- 22. September: Ann Christy, belgische Sängerin († 1984)
- 23. September: Paul Petersen, US-amerikanischer Sänger und Schauspieler
- 24. September: John Rutter, britischer Komponist und Chorleiter
- 24. September: Janne Erik Tage Schaffer, schwedischer Komponist und Gitarrist
- 26. September: Gal Costa, brasilianische Sängerin († 2022)
- 26. September: Bryan Ferry, britischer Sänger und Songschreiber
- 27. September: Peter Ecklund, US-amerikanischer Jazztrompeter und Jazzforscher († 2020)
- 28. September: Murray Wall, australischer Jazzmusiker († 2022)
- 29. September: Marianne Mendt, österreichische Sängerin und Schauspielerin
- 30. September: Ralph Siegel, deutscher Musiker, Komponist und Musikproduzent

### Oktober
- 01. Oktober: Donny Hathaway, US-amerikanischer Soul-Musiker († 1979)

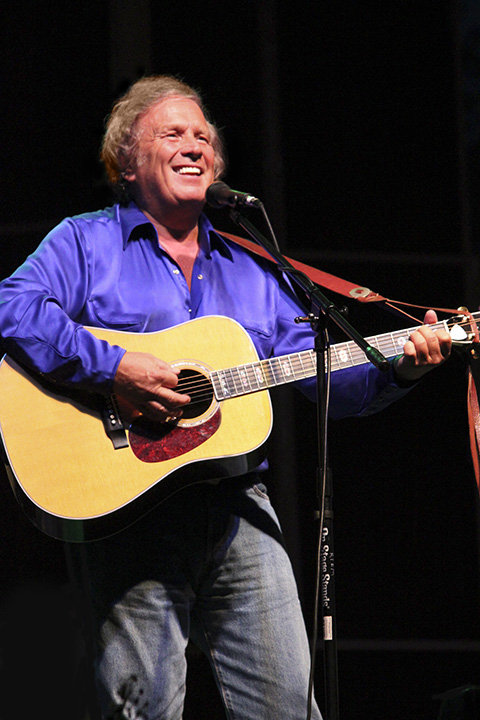
Don McLean; * 2. Oktober

- 02. Oktober: Don McLean, US-amerikanischer Sänger und Songwriter
- 03. Oktober: Jean-Jacques Kantorow, französischer Geiger und Dirigent
- 04. Oktober: Alex Pauk, kanadischer Komponist, Dirigent und Musikpädagoge
- 05. Oktober: Brian Connolly, schottischer Musiker († 1997)
- 05. Oktober: Inga Juuso, norwegisch-samische Musikerin († 2014)
- 06. Oktober: Ivan Graziani, italienischer Cantautore und Rockgitarrist († 1997)
- 07. Oktober: Kevin Godley, britischer Musiker und Musikvideo-Regisseur
- 08. Oktober: John Betsch, US-amerikanischer Jazzdrummer
- 08. Oktober: Gerhard Zachar, deutscher Rockmusiker († 1978)
- 09. Oktober: Amjad Ali Khan, indischer Sarodspieler, Komponist und Musikpädagoge
- 10. Oktober: Alan Cartwright, britischer Rockmusiker († 2021)
- 13. Oktober: Karen Akers, US-amerikanische Schauspielerin und Sängerin
- 13. Oktober: Christophe, französischer Sänger († 2020)
- 14. Oktober: Colin Hodgkinson, britischer Bassist
- 16. Oktober: Pascal Sevran, französischer Autor, Sänger und Fernsehshowmaster († 2008)
- 18. Oktober: Vilmos Jávori, ungarischer Jazzmusiker († 2007)
- 19. Oktober: Carol Kidd, britische Jazz-Sängerin
- 19. Oktober: Rozanne Levine, US-amerikanische Jazzklarinettistin und Fotografin († 2013)
- 19. Oktober: Jeannie C. Riley, US-amerikanische Country-Sängerin
- 20. Oktober: Claes-Göran Hederström, schwedischer Sänger († 2022)
- 20. Oktober: Thomas Pasatieri, US-amerikanischer Komponist
- 22. Oktober: Leslie West, Gründer, Sänger und Gitarrist der Rockband Mountain († 2020)

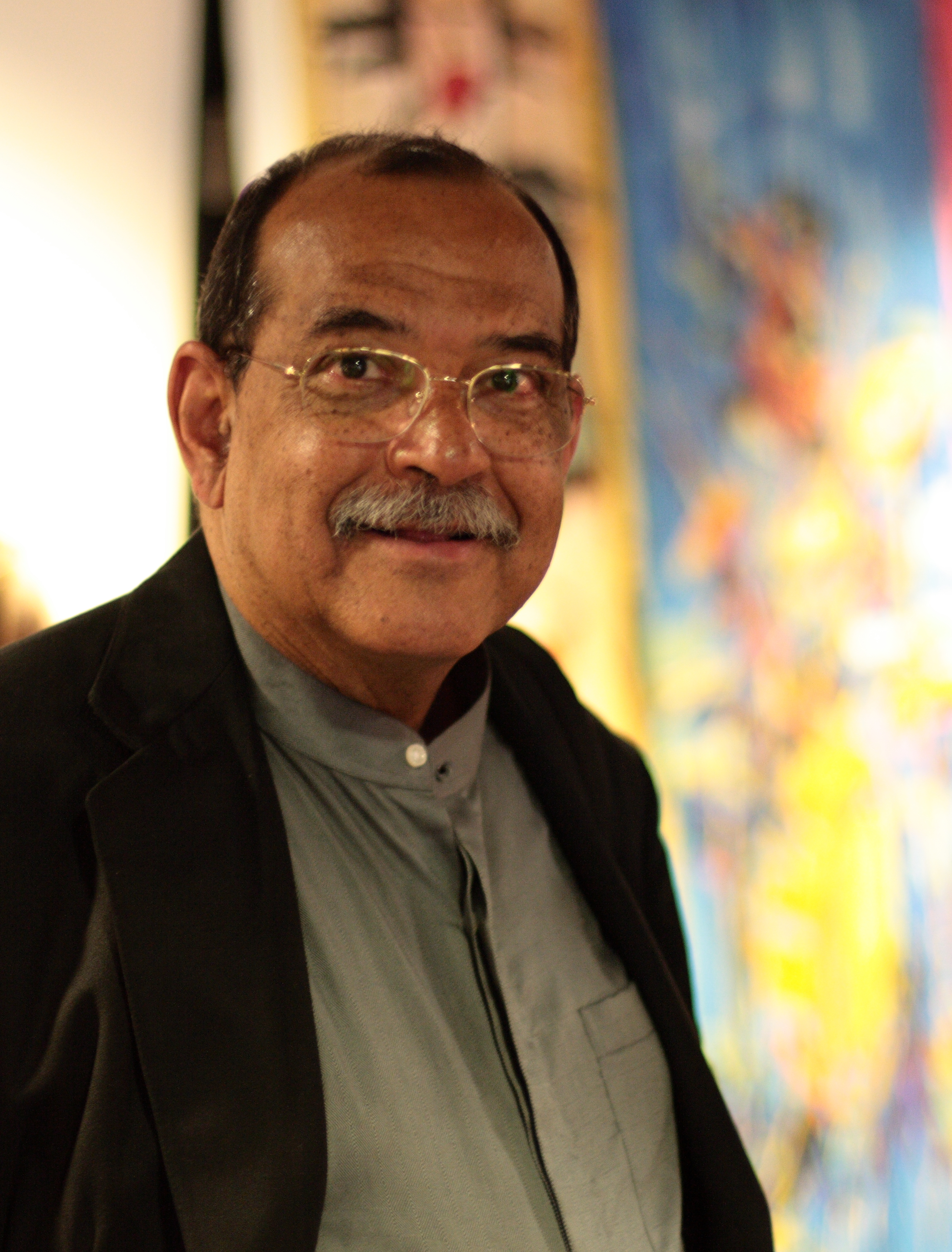
Ernie Watts; * 23. Oktober

- 23. Oktober: Ernie Watts, US-amerikanischer Jazz-Saxophonist und Flötist
- 27. Oktober: Arild Andersen, norwegischer Jazz-Bassist und Komponist
- 28. Oktober: Elton Dean, britischer Jazzmusiker († 2006)
- 28. Oktober: Michel Pilz, luxemburgischer Jazzmusiker († 2023)
- 28. Oktober: Alan Titus, US-amerikanischer Opernsänger (Bariton)
- 29. Oktober: Melba Moore, US-amerikanische R&B-Sängerin und Schauspielerin
- 30. Oktober: Christian Rentsch, Schweizer Kulturjournalist, Jazzautor und Publizist († 2025)
- 31. Oktober: Russ Ballard, britischer Rockmusiker, Komponist, Musikproduzent, Sänger und Gitarrist

### November
- 01. November: Rob Crocker, US-amerikanischer Rundfunkmoderator und Musikproduzent († 2024)
- 02. November: Eckart Haupt, deutscher Flötist, Hochschulprofessor und Orchestermusiker
- 02. November: Stig Møller, dänischer Musiker, Songschreiber, Komponist
- 02. November: J. D. Souther, US-amerikanischer Singer-Songwriter, Countryrock-Sänger und Schauspieler († 2024)
- 03. November: Nick Simper, britischer Bassist
- 09. November: Jos van Immerseel, belgischer Cembalist, Pianist und Dirigent
- 10. November: Donna Fargo, US-amerikanische Country-Sängerin und -Songschreiberin
- 11. November: Andrzej Bieżan, polnischer Komponist und Pianist († 1983)
- 11. November: Chris Dreja, britischer Musiker und Fotograf

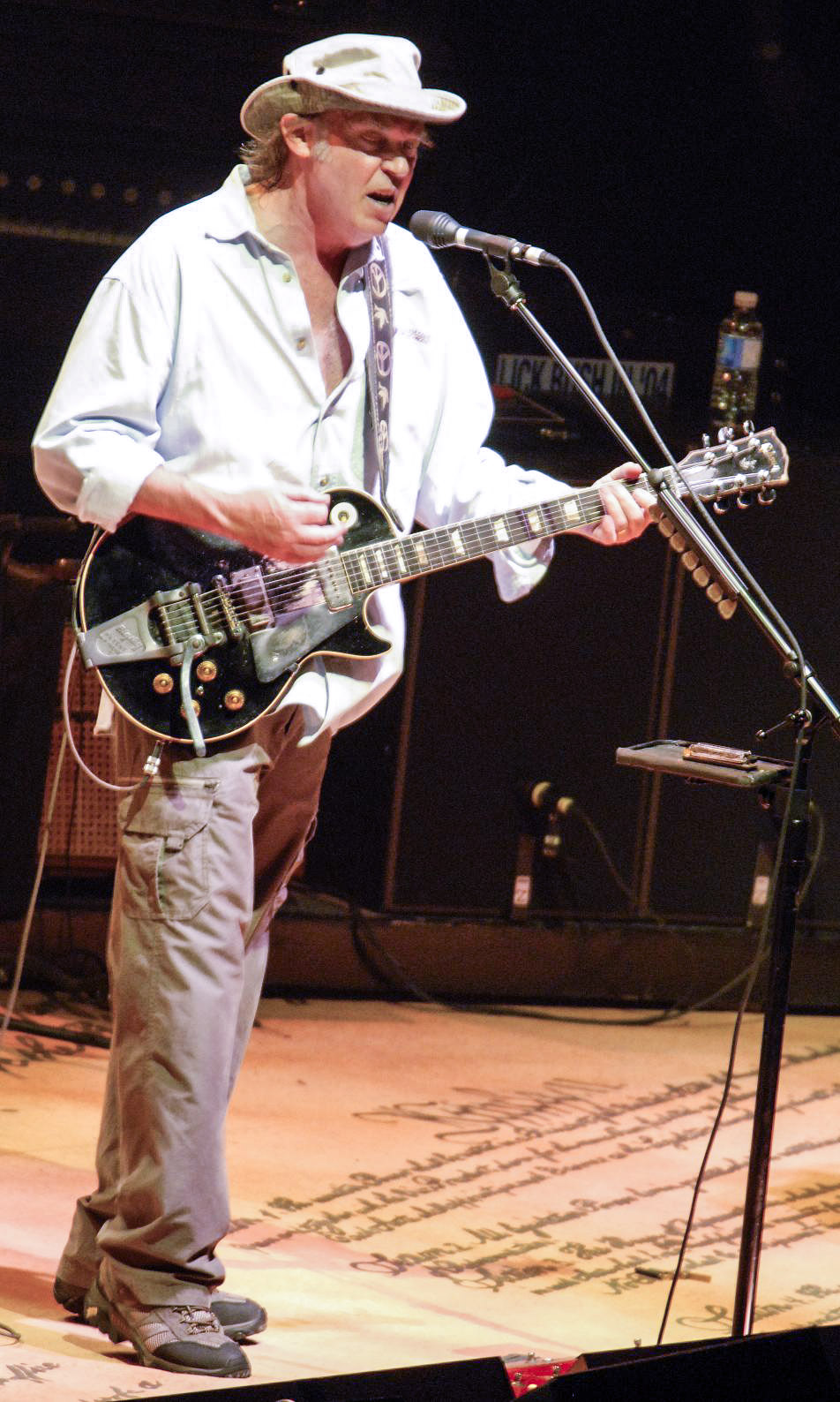
Neil Young; * 12. November

- 12. November: Neil Young, kanadischer Musiker, Singer-Songwriter und Filmemacher
- 13. November: Benny Borg, schwedischer Sänger
- 13. November: Knut Riisnæs, norwegischer Jazzmusiker († 2023)
- 13. November: Lilly Scheuermann, österreichische Balletttänzerin († 2024)
- 15. November: Anni-Frid Lyngstad, schwedische Sängerin, Mitglied der Popgruppe ABBA
- 15. November: Ljudmila Rapazkaja, sowjetische bzw. russische Musikwissenschaftlerin, Kulturologin und Hochschullehrerin
- 15. November: Ferdi Tayfur, türkischer Texter, Komponist und Sänger († 2025)
- 19. November: Gustavo Yepes, kolumbianischer Komponist, Pianist, Dirigent, Opernregisseur und Musikpädagoge
- 24. November: Carlos Malcolm, kubanischer Komponist und Pianist
- 24. November: Lee Michaels, Keyboarder und Sänger
- 25. November: Bev Bevan, britischer Schlagzeuger (Electric Light Orchestra, Black Sabbath)
- 26. November: John McVie, britischer Rockmusiker
- 26. November: Jim Mullen, schottischer Jazz- und Jazz-Rock-Gitarrist

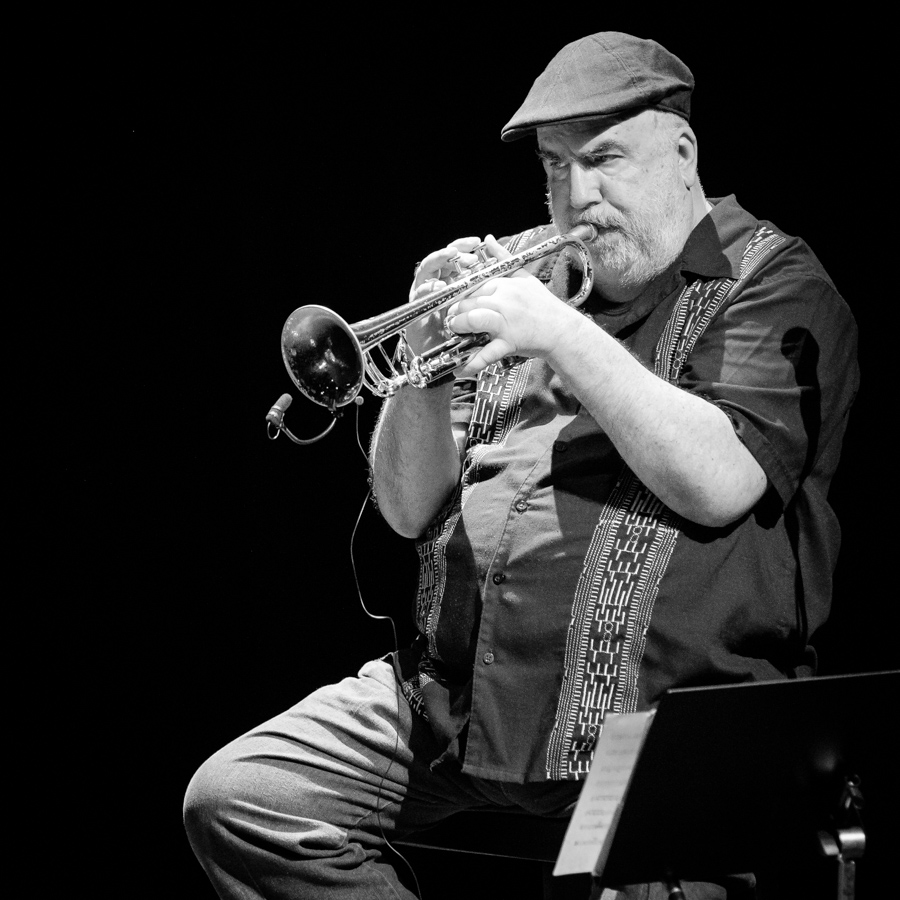
Randy Brecker; * 27. November

- 27. November: Randy Brecker, US-amerikanischer Jazzmusiker
- 27. November: Waterloo (Hans Kreuzmayr), österreichischer Popmusiker und Schlagersänger
- 30. November: Roger Glover, britischer Bassist und Musikproduzent
- 30. November: Carter Jefferson, US-amerikanischer Jazz-Saxophonist († 1993)
- 30. November: Radu Lupu, rumänischer Pianist († 2022)

### Dezember

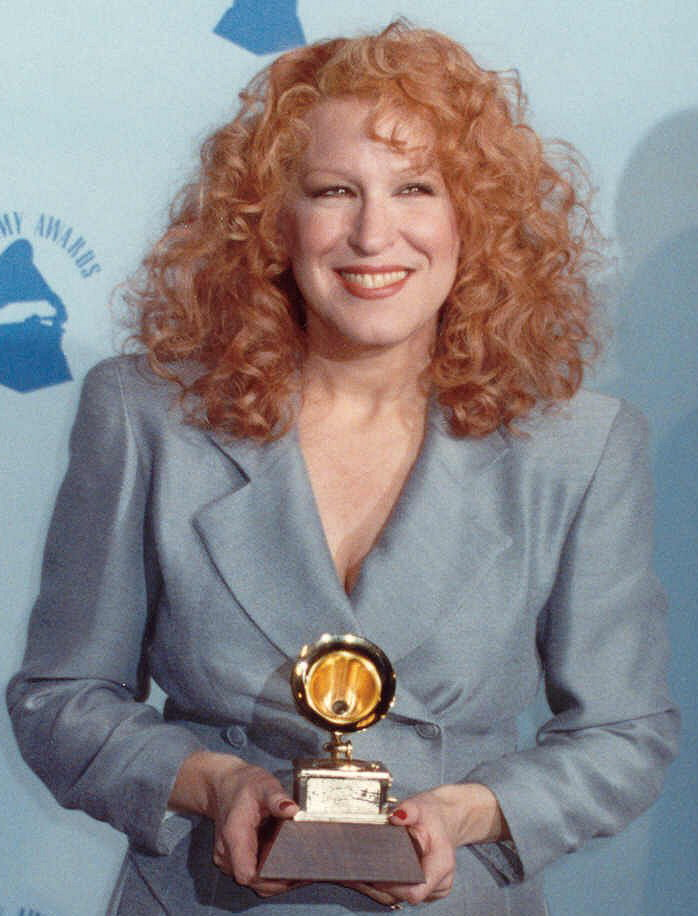
Bette Midler; * 1. Dezember

- 01. Dezember: Bette Midler, US-amerikanische Sängerin, Schauspielerin, Komikerin und Autorin
- 02. Dezember: Adele Armin, kanadische Geigerin († 2022)
- 04. Dezember: Karina, spanische Schlagersängerin
- 07. Dezember: Marion Rung, finnische Schlagersängerin
- 08. Dezember: Maryla Rodowicz, polnische Sängerin
- 12. Dezember: Tony Williams, US-amerikanischer Jazz-Schlagzeuger († 1997)
- 14. Dezember: Stanley Crouch, US-amerikanischer Autor, Musikkritiker und Jazz-Schlagzeuger († 2020)
- 15. Dezember: Kimiko Kasai, japanische Jazzsängerin
- 16. Dezember: Željko Bebek, bosnischer Rockmusiker
- 20. Dezember: Peter Criss, US-amerikanischer Schlagzeuger der Rockgruppe KISS

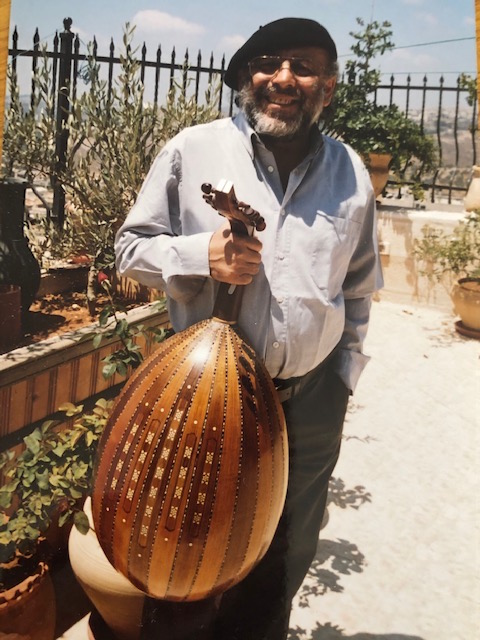
Mustafa al-Kurd; * 20. Dezember

- 20. Dezember: Mustafa al-Kurd, palästinensischer Musiker, Komponist und Oud-Solist († 2024)
- 21. Dezember: Cameron Brown, US-amerikanischer Jazzbassist
- 21. Dezember: Hideko Okiyama, japanische Filmschaffende (Schauspielerin, Regie) und Jazzsängerin († 2011)
- 22. Dezember: Konrad Beikircher, deutscher Kabarettist und Musiker
- 22. Dezember: Billie Davis, britische Sängerin
- 23. Dezember: Georges Aperghis, griechischer Komponist
- 23. Dezember: Maggi Payne, US-amerikanische Komponistin, Flötistin und Musikpädagogin

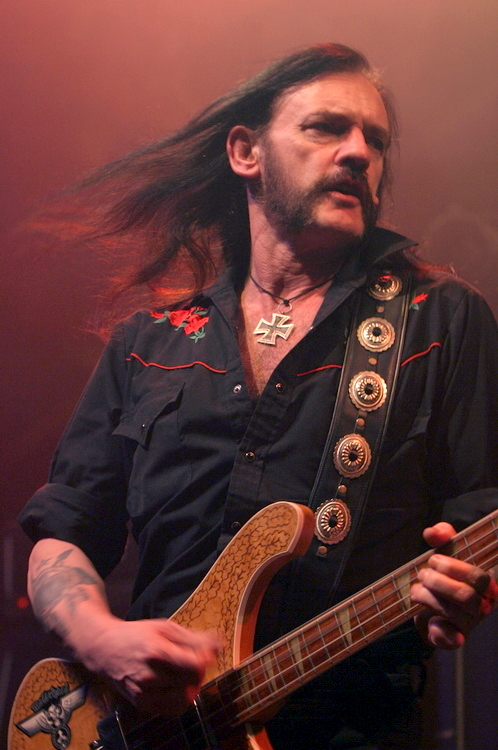
Lemmy Kilmister; * 24. Dezember

- 24. Dezember: Lemmy Kilmister, britischer Rockmusiker, Gründer der Band Motörhead († 2015)
- 24. Dezember: Eva María Zuk, mexikanische Pianistin polnischer Herkunft († 2017)
- 25. Dezember: Michail Wladimirowitsch Jurowski, sowjetischer bzw. russischer Dirigent († 2022)
- 25. Dezember: Marjorie Noël, französische Chansonsängerin († 2000)
- 25. Dezember: Noel Redding, britischer Gitarrist und Bassist († 2003)
- 26. Dezember: David R. Holsinger, US-amerikanischer Komponist und Musikpädagoge
- 27. Dezember: Clarence Barlow, Komponist britischer und portugiesischer Abstammung († 2023)
- 28. Dezember: Daniel Carter, US-amerikanischer Jazz-Musiker
- 29. Dezember: Rusty Day, US-amerikanischer Rocksänger († 1982)
- 30. Dezember: Davy Jones, britischer Sänger und Schauspieler († 2012)
- 31. Dezember: Tatjana Chaschimowna Nikitina, sowjetische bzw. russische Biophysikerin und Liedermacherin

### Genaues Geburtsdatum unbekannt
- Evin Aghassi, assyrischer Sänger († 2024)
- Guy Bonnet, französischer Sänger, Komponist und Liedtexter († 2024)
- Carmen Caramanica, US-amerikanischer Jazzmusiker († 2023)
- Marcia Citron, US-amerikanische Musikwissenschaftlerin
- Patricia Connors, Chorleiterin und Komponistin
- Eb Davis, US-amerikanischer, in Deutschland lebender Bluesmusiker und R&B-Sänger
- Victoria Eli Rodríguez, kubanische Musikwissenschaftlerin und -pädagogin
- Mongezi Feza, südafrikanischer Jazzmusiker († 1975)
- Gérard Geay, französischer Musikwissenschaftler und Komponist
- Guillermo González, spanischer Pianist
- Geerd Heinsen, deutscher Amerikanist, Musiktheaterwissenschaftler und Musikkritiker
- Hans Uwe Hielscher, deutscher Organist
- Artie Kaplan, US-amerikanischer Musiker, Sänger, Songwriter und Produzent
- Bob Klose, britischer Fotograf und Gitarrist
- Lutz Köhler, deutscher Dirigent und Hochschullehrer
- Manolete, spanischer Flamenco-Tänzer († 2022)
- Peter McLane, französischer Künstler der Digitalen Kunst und Sänger
- Marcel Montecino, US-amerikanischer Schriftsteller und Jazzpianist († 1998)
- Pauline Motzfeldt Lumholt, grönländische Trommeltänzerin und Musikethnologin († 2023)
- Ruža Nikolić-Lakatos, Sängerin der Lovara († 2022)
- Günter Puzberg, deutscher evangelisch-lutherischer Pfarrer, Schriftsteller, Komponist, Hochschullehrer, Herausgeber und Lieddichter
- Wolfram Rehfeldt, deutscher Kirchenmusiker
- Thomas Wieck, deutscher Dramaturg, Librettist und Hörspielautor
- Susanne Würmli-Kollhopp, Schweizer Dirigentin, Komponistin und Arrangeurin

### Geboren um 1945
- Arthur Brooks, US-amerikanischer Jazzmusiker und Hochschullehrer
- Chris Burke, US-amerikanischer Jazzmusiker (Klarinette) britischer Herkunft
- John Dexter, US-amerikanischer Musiker († 2023)
- Gordon Whitworth, britischer Jazzmusiker († 2023)

## Gestorben

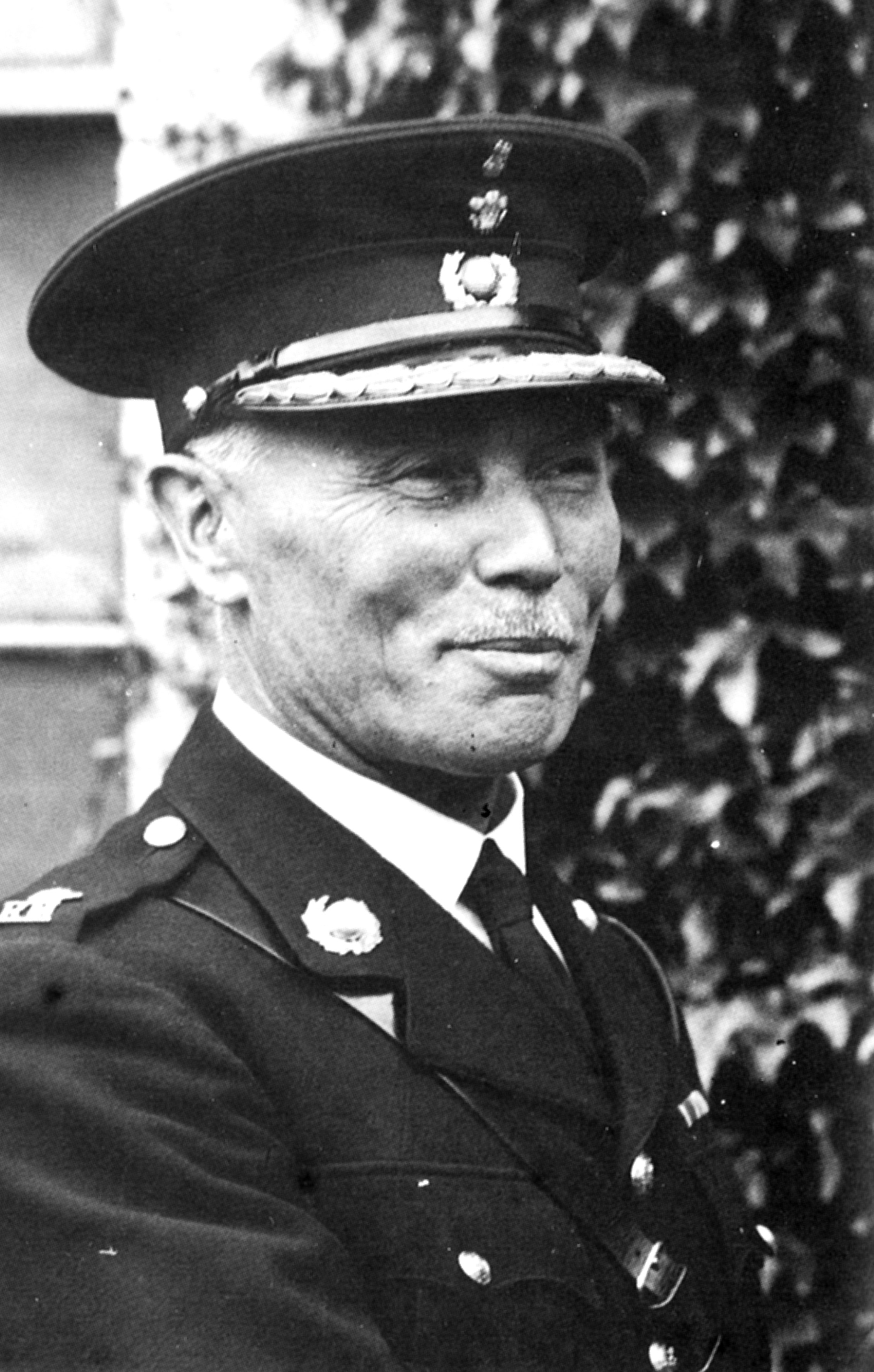
Kenneth J. Alford
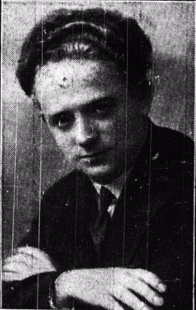
Dawid Bajgelmann
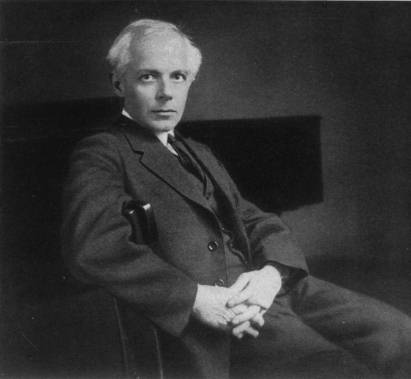
Béla Bartók
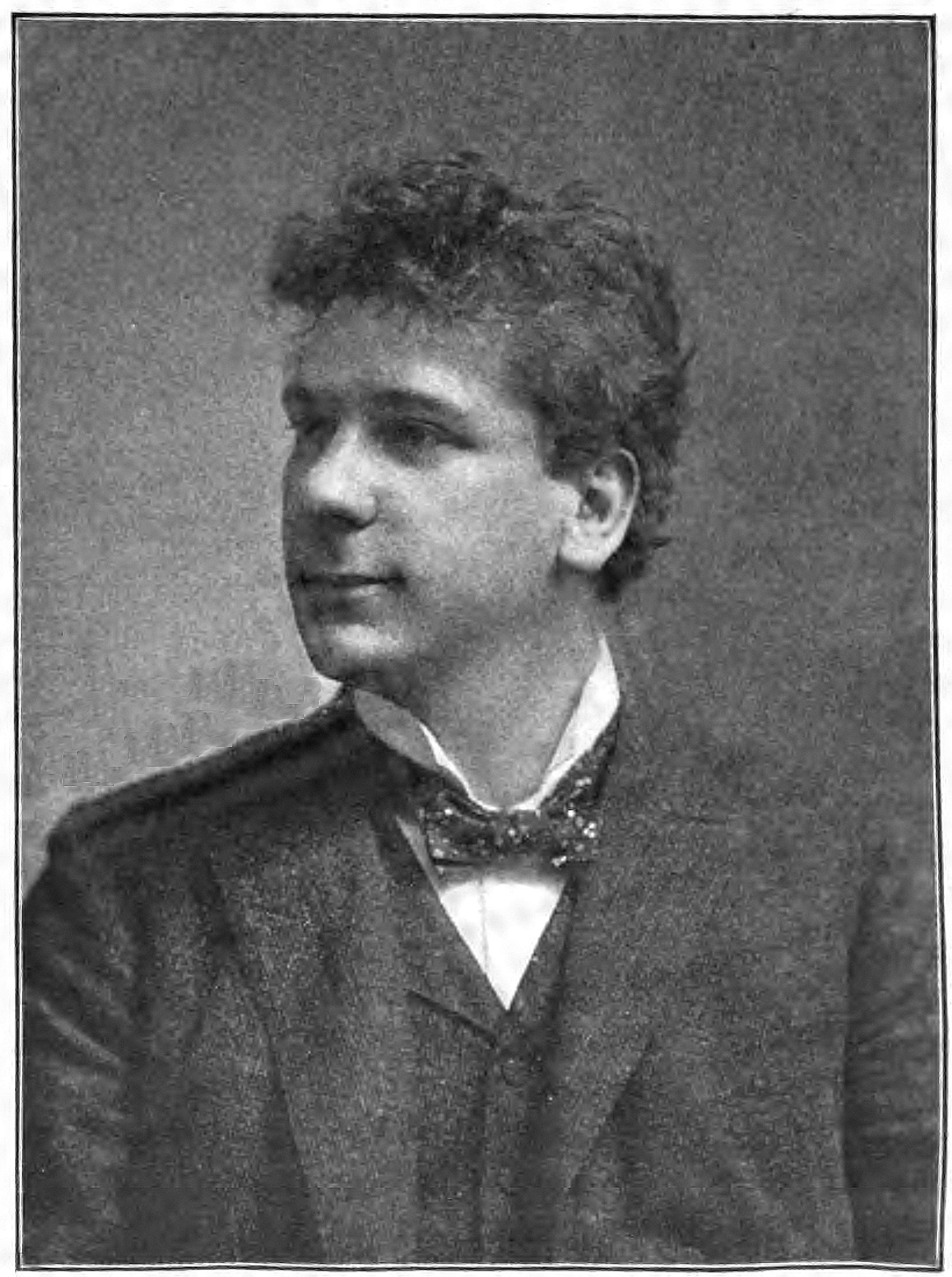
Alois Burgstaller
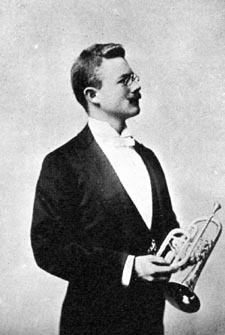
Herbert L. Clarke
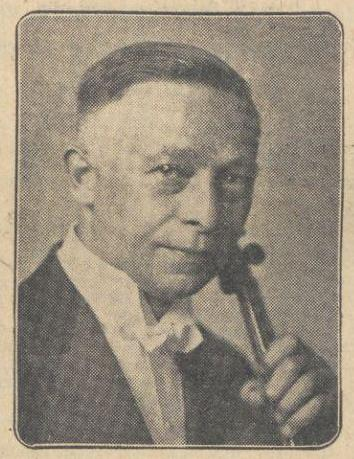
Jonny Heykens
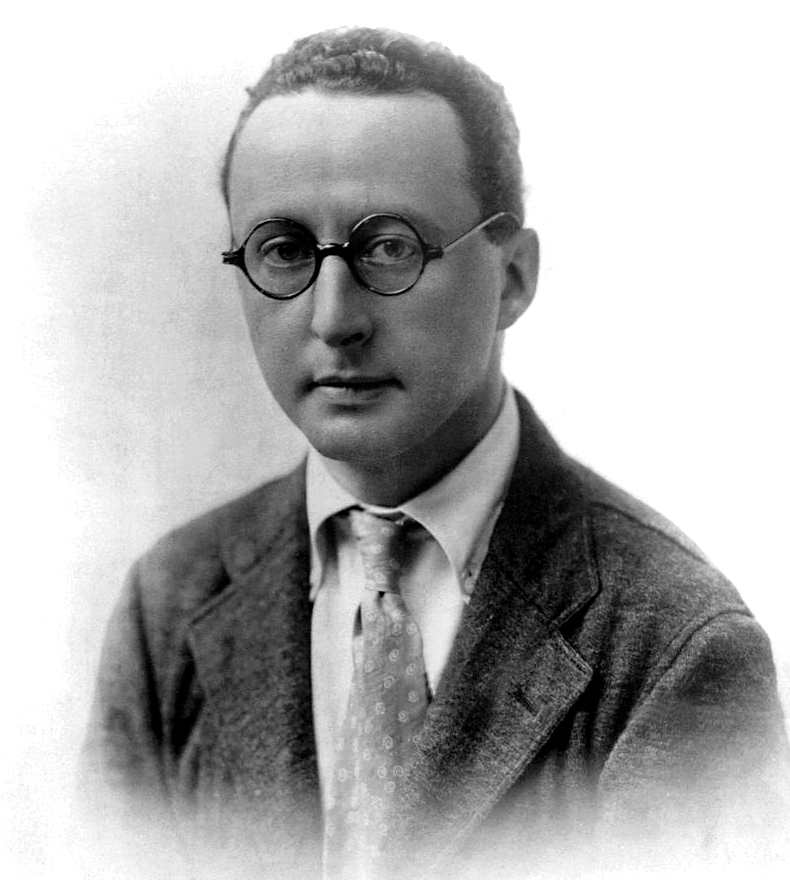
Jerome Kern
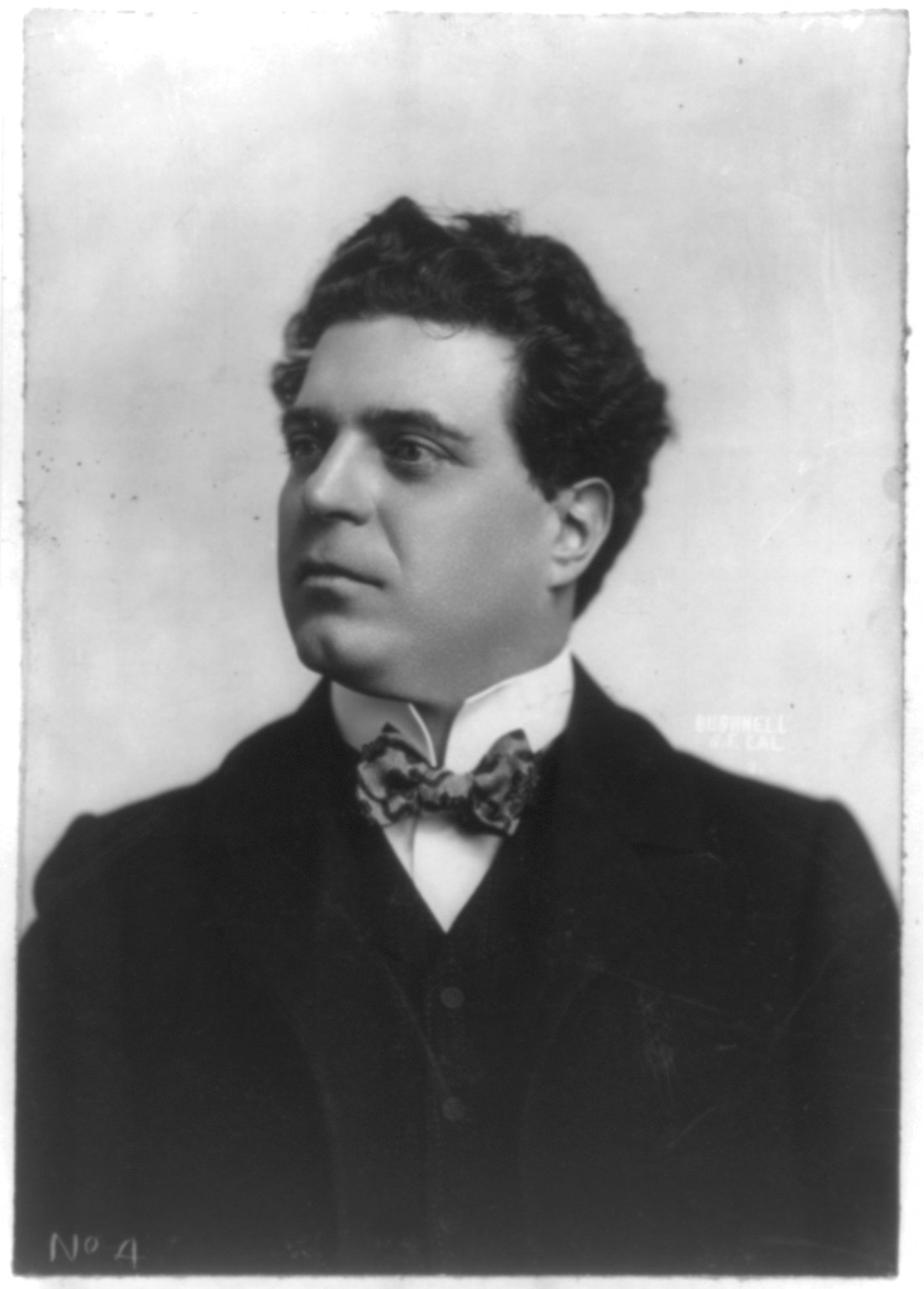
Pietro Mascagni
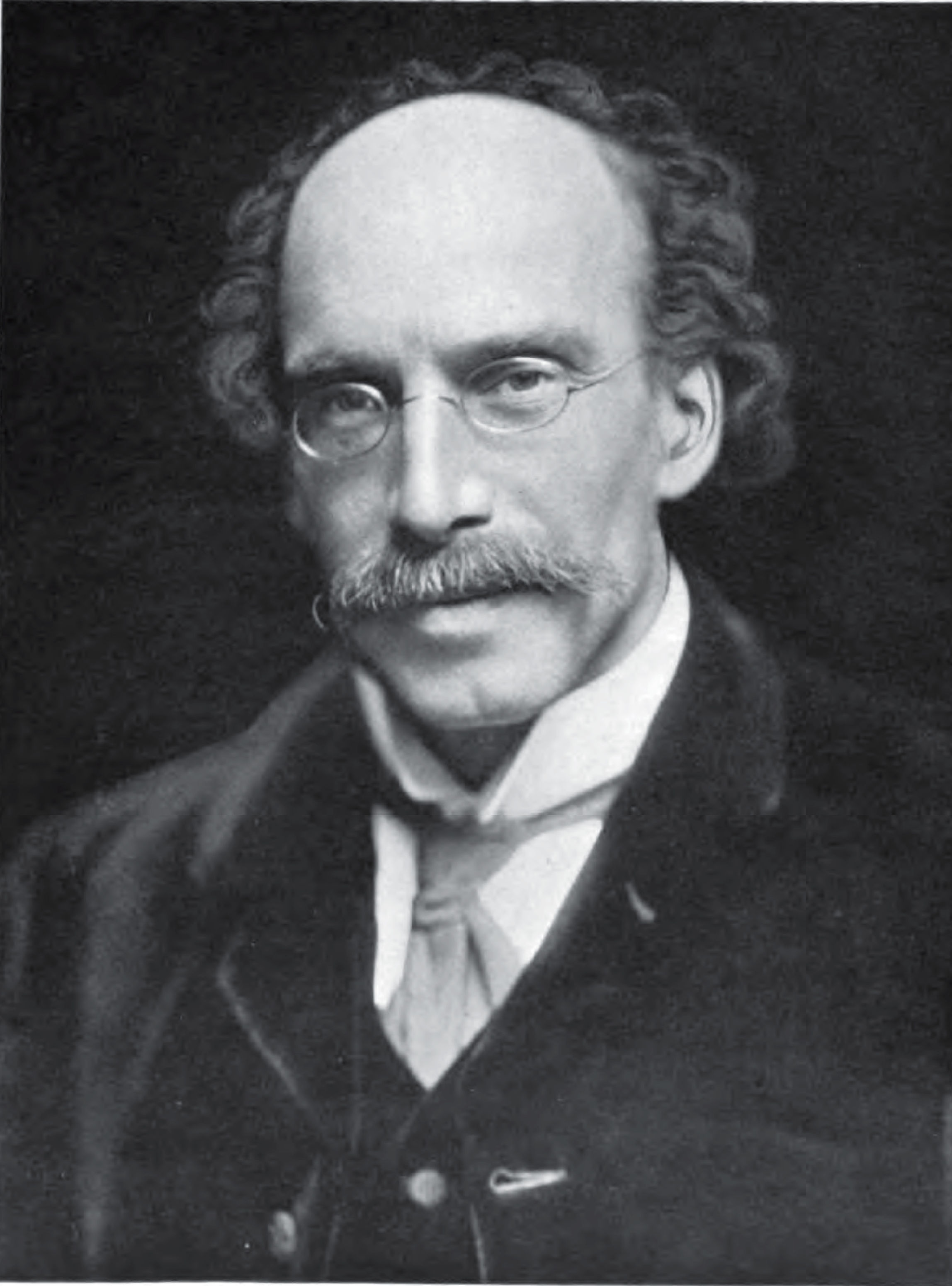
Tobias Matthay
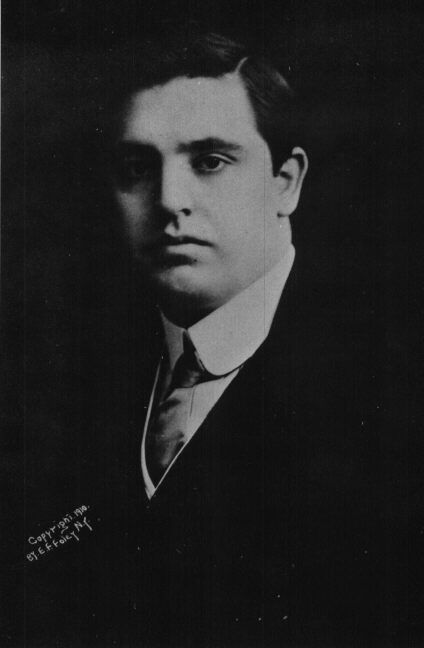
John McCormack
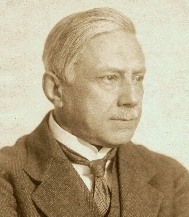
Emil von Reznicek
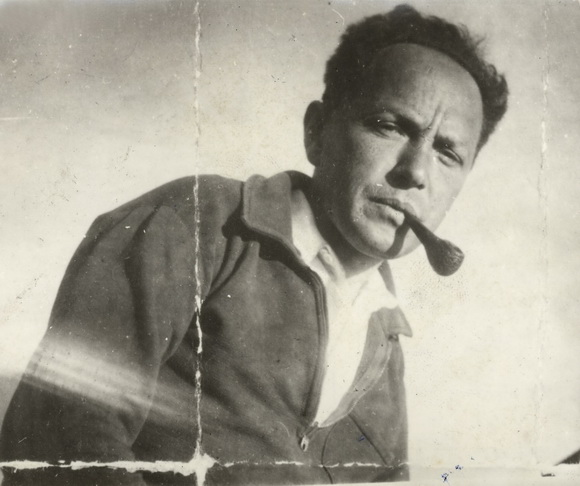
Vándor Sándor
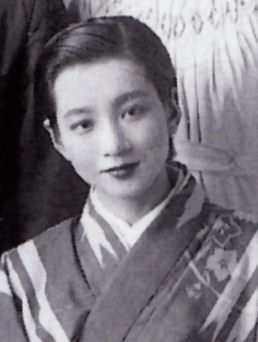
Keiko Sonoi
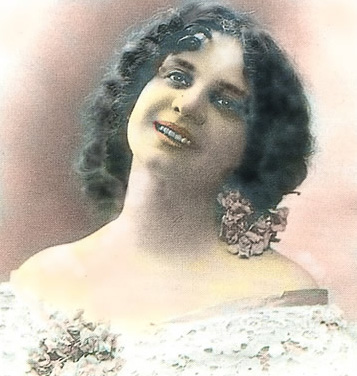
Rosina Storchio
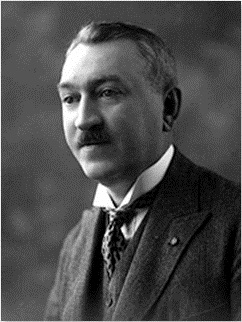
Nikolai Tscherepnin
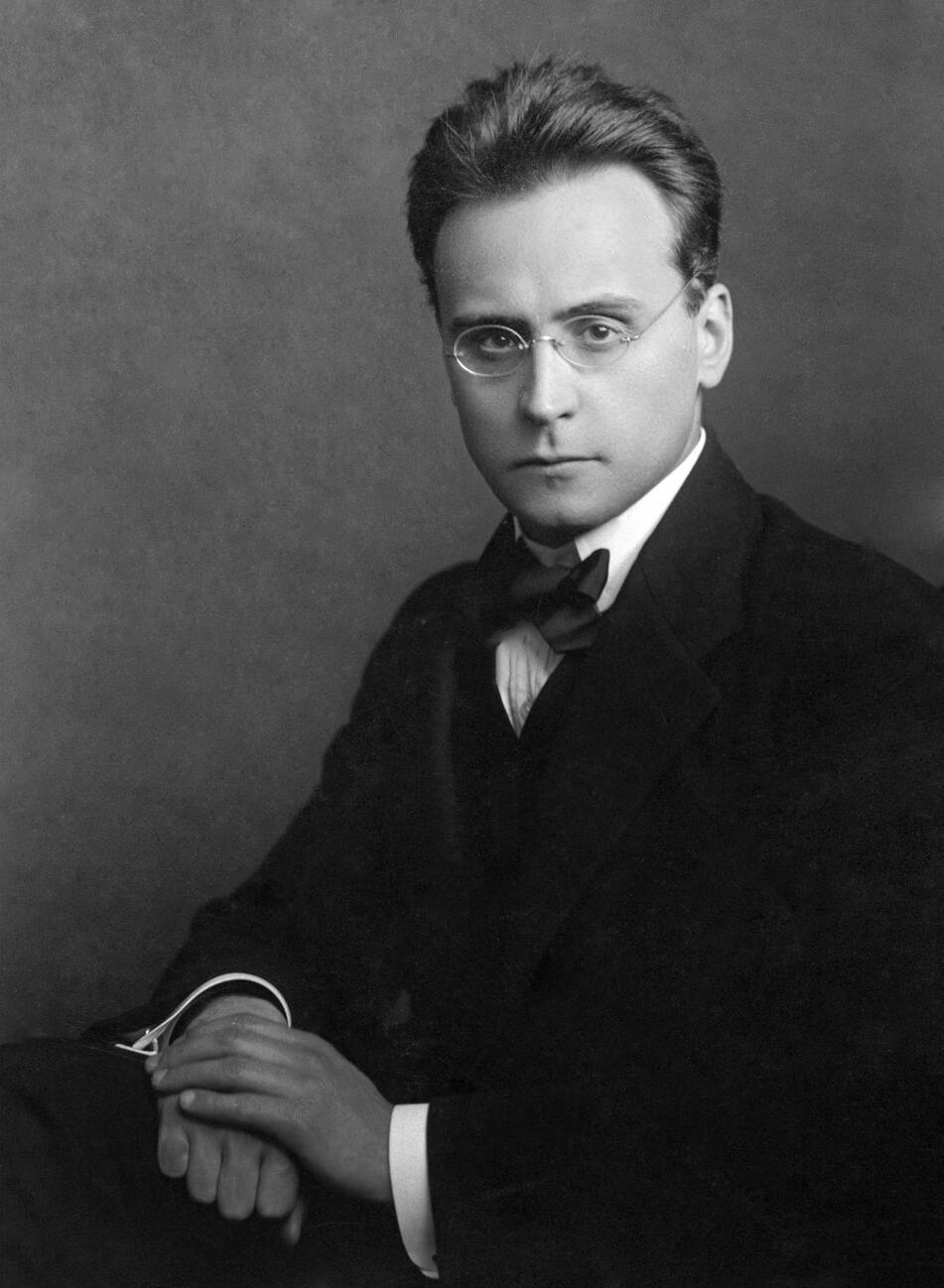
Anton Webern
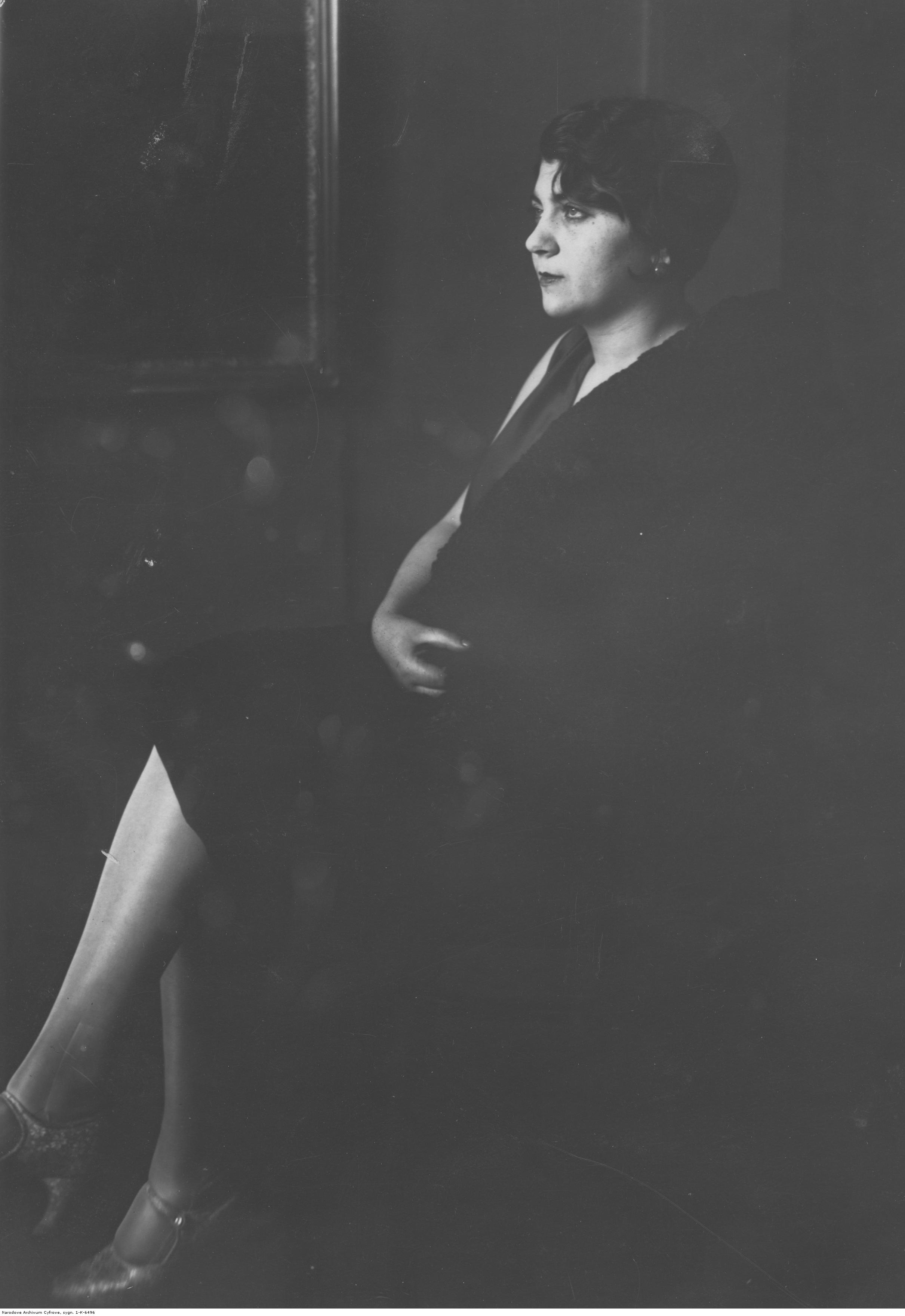
Róża Etkin

### Januar
- 01. Januar: Kurt Noack, deutscher Komponist und Kapellmeister (* 1893)
- 02. Januar: Georg Schünemann, deutscher Musikwissenschaftler (* 1884)
- 04. Januar: Hans Fiala, österreichischer Schauspieler, Opernsänger und Regisseur (* 1883)
- 06. Januar: Heinz Alt, deutscher Komponist und ein Opfer des NS-Regimes (* 1922)
- 07. Januar: Hermann Pabel, deutscher Organist, Chorleiter, Komponist und Musikpädagoge (* 1901)
- 08. Januar: Fjodor Akimenko, russisch-ukrainischer Komponist, Pianist und Musikpädagoge (* 1876)
- 10. Januar: Herbert Gosebruch, deutscher Opernsänger (* 1912)
- 11. Januar: Luigi Bernauer, österreichischer Kabarettist, Komponist, Interpret und Schauspieler (* 1899)
- 12. Januar: Theodor Kroyer, deutscher Musikwissenschaftler (* 1873)
- 13. Januar: Alfred Kase, deutscher Opernsänger und Dichter (* 1877)
- 14. Januar: Sándor Vándor, ungarischer Komponist (* 1901)
- 15. Januar: Joseph Dantonello, deutscher Komponist, Musikpädagoge, Sänger und Dirigent (* 1891)
- 16. Januar: Róża Etkin, polnische Pianistin (* 1908)
- 18. Januar: Martha Heublein, französische Opernsängerin, Übersetzerin und Widerstandskämpferin gegen den Nationalsozialismus (* 1898)
- 21. Januar: Lucien-Léon Guillaume Lambert, französischer Komponist und Pianist (* 1858)
- 24. Januar: Erna Becker-Ernst, deutsche Komponistin (* 1885)
- 26. Januar: Jean-Noël Charbonneau, kanadischer Chorleiter, Komponist und Musikpädagoge (* 1875)
- 27. Januar: Gideon Klein, tschechischer Komponist und Pianist (* 1919)
- 27. Januar: Marcus Runge, deutscher Orgelbauer (* 1865)
- 29. Januar: Paul Hungar, deutscher Komponist und Violinist (* 1887)
- 30. Januar: Herbert L. Clarke, US-amerikanischer Kornettist und Komponist (* 1867)
- 31. Januar: Rudolf Lemke, deutscher Opernsänger (* 1906)
- 00. Januar: Fritz Dietrich, deutscher Musikwissenschaftler und Komponist (* 1905)

### Februar
- 02. Februar: Max Ringeisen, Schweizer Dirigent und Komponist (* 1863)
- 03. Februar: José Rolón, mexikanischer Komponist (* 1876)
- 03. Februar: Horst Sander, deutscher Musikverleger und Kulturfunktionär (* 1904)
- 04. Februar: Eduard Bornschein, deutscher Musiklehrer und Komponist (* 1883)
- 04. Februar: Leo Schönbach, deutscher Musiker und Kapellmeister (* 1892)
- 05. Februar: Orlando Goñi, argentinischer Tangopianist und Bandleader (* 1914)
- 06. Februar: Nikolai Michailowitsch Danilin, russischer und sowjetischer Chorleiter, Dirigent und Musikpädagoge (* 1878)
- 09. Februar: Laura Hilgermann, österreichisch-ungarische Opernsängerin und Gesangspädagogin (* 1869)
- 09. Februar: Stephan Jaray-Janetschek, ungarischer Komponist (* 1868)
- 11. Februar: Al Dubin, amerikanischer Komponist und Textdichter (* 1891)
- 16. Februar: Hüseynqulu Sarabski, aserbaidschanischer Opernsänger, Komponist, Dramatiker, Bühnenschauspieler, Theaterregisseur und Musiker (* 1879)
- 23. Februar: Albert Segebrecht, deutscher Musiker, Kapellmeister und Dirigent (* 1876)
- 25. Februar: Mário de Andrade, brasilianischer Schriftsteller und Musikforscher (* 1893)
- 00. Februar: Dawid Bajgelmann, polnischer Geiger, Komponist und Dirigent (* 1887)
- 00. Februar: Damase DuBuisson, kanadischer Sänger und Schauspieler (* 1879)

### März
- 02. März: Jean-Baptiste Lemire, französischer Komponist (* 1867)
- 03. März: Blanche Arral, belgische Opernsängerin (* 1864)
- 04. März: Marie Russak, US-amerikanische Sängerin, Architektin, Theosophin und Rosenkreuzerin (* 1865)
- 05. März: Luise Reuss-Belce, österreichisch-deutsche Opernsängerin (* 1862)
- 06. März: Rudolf Karel, tschechoslowakischer Komponist (* 1880)
- 08. März: Karlo Adamič, slowenischer Organist, Chorleiter, Musikpädagoge und Komponist (* 1887)
- 10. März: Josef Taussig, tschechoslowakischer Journalist, Schriftsteller, Satiriker, Posaunist und Schauspieler (* 1914)
- 13. März: Ludwig Rochlitzer, österreichischer Rechtsanwalt und Komponist (* 1880)
- 14. März: Francisco Braga, brasilianischer Komponist (* 1868)
- 19. März: Clyde Hart, US-amerikanischer Jazzmusiker (* 1910)
- 20. März: Nol van Wesel, niederländischer Jazzmusiker (* 1918)
- 24. März: Robert Dauber, deutscher Cellist und Komponist (* 1922)
- 25. März: Alexander Friedrich von Hessen, deutscher Adliger und Komponist (* 1863)
- 27. März: Carl Schadewitz, deutscher Komponist (* 1887)
- 28. März: Fritz Wrede, deutscher Musikinstrumenten- und Orgelbauer sowie Erfinder (* 1868)
- 31. März: Édouard Ganche, französischer Musikwissenschaftler (* 1880)
- 00. März: Joseph Fournier de Belleval, kanadischer Bariton und Gesangslehrer (* 1892)
- 00. März: Georg Döring, deutscher Opernsänger (* 1861)
- 00. März: Otto Schäfer, deutscher Orgelbauer (* 1891)

### April
- 01. April: May Beatty, neuseeländische Sängerin und Schauspielerin (* 1880)
- 02. April: Rudolf Maria Breithaupt, deutscher Komponist und Musikpädagoge (* 1873)
- 06. April: Alfred Bartolitius, deutscher Tenor (* 1904)
- 08. April: Leopold Reichwein, deutscher Dirigent und Komponist (* 1878)
- 08. April: Lizzi Waldmüller, österreichische Schauspielerin und Sängerin (* 1904)
- 10. April: Curt Rotter, österreichischer Volksmusikforscher (* 1881)
- 12. April: Peter Raabe, deutscher Dirigent, Musikschriftsteller und NS-Kulturpolitiker (* 1872)
- 13. April: Helmut Schultz, deutscher Musikwissenschaftler (* 1904)
- 14. April: Rudolf Schäfke, deutscher Musikwissenschaftler und Musikpädagoge (* 1895)
- 14. April: Walter von Simon, deutscher Komponist (* 1864)
- 15. April: Max Kannewasser, niederländischer Jazzmusiker (* 1916)
- 17. April: Hugo Herold, deutscher Komponist (* 1880)
- 19. April: Alois Burgstaller, deutscher Kammersänger (* 1871)
- 20. April: Edmundo Pallemaerts, belgisch-argentinischer Komponist und Musikpädagoge (* 1867)
- 22. April: Luis Calvo, kolumbianischer Musiker (* 1882)
- 22. April: Hermann von Hase, deutscher Verleger und Buchhändler (* 1880)
- 23. April: Hans Ahlgrimm, österreichischer Komponist und Violinist (* 1904)
- 23. April: Robert Emanuel Heilbut, niederländisch-jüdischer Komponist (* 1919)
- 24. April: Hubert Bath, britischer Komponist (* 1883)
- 24. April: Friedrich Kayssler, deutscher Schauspieler und Schriftsteller (* 1874)
- 25. April: Teddy Weatherford, US-amerikanischer Jazz-Pianist (* 1903)
- 25. April: Elsa Laura von Wolzogen, deutsche Liedsängerin und Komponistin (* 1876)
- 27. April: Eva Bildt, deutsche Schauspielerin, Chorsängerin und Sekretärin (* 1916)
- 30. April: Ede Donáth, ungarisch-jüdischer Dirigent und Komponist (* 1865)
- 30. April: Georg Gräner, deutscher Komponist und Musikkritiker (* 1876)
- 30. April: Franz Laub, deutscher Musiker und Komponist (* 1872)
- 00. April: Curt Hasenpflug, deutscher Jazz- und Unterhaltungsmusiker (* 1903)
- 00. April: Sándor Kuti, ungarischer Komponist (* 1908)
- 00. April: Wilhelm Franz Reuss, deutscher Dirigent und Komponist (* 1886)
- 00. April: Otto Wrede, deutscher Musikverleger (* 1883)

### Mai
- 02. Mai: Heinz Ihlert, deutscher nationalsozialistischer Kultur- und Kommunalpolitiker (* 1893)
- 02. Mai: Kurt Schubert, deutscher Komponist, Pianist und Klavierpädagoge (* 1891)
- 03. Mai: Max Mensing, deutscher Refrainsänger und Schauspieler (* 1886)
- 04. Mai: Joan Baptista Lambert i Caminal, katalanischer Musikpädagoge, Organist und Komponist (* 1884)
- 08. Mai: Hermann Müller-John, deutscher Musikdirektor des Musikkorps der Leibstandarte SS Adolf Hitler (* 1894)
- 09. Mai: Gustav Becking, deutscher Musikwissenschaftler und Professor (* 1894)
- 10. Mai: Fritz von Bose, deutscher Pianist, Musikprofessor und Komponist (* 1865)
- 10. Mai: Johanna van der Wissel, niederländische Pianistin und Musikpädagogin (* 1867)
- 11. Mai: Stacia Napierkowska, französische Ballett- und Varieté-Tänzerin sowie Filmschauspielerin (* 1891)
- 12. Mai: Max von Pauer, deutscher Pianist und Musikpädagoge (* 1866)
- 13. Mai: Erich Band, deutscher Dirigent, Chorleiter und Komponist (* 1876)
- 15. Mai: Kenneth J. Alford, britischer Komponist und Militärmusiker (* 1881)
- 18. Mai: Vladimír Helfert, tschechischer Musikwissenschaftler, Pädagoge und Dirigent (* 1886)
- 20. Mai: Alois Beran-Polly, österreichischer Maler, Komponist und Autor (* 1884)
- 25. Mai: Otto Abeles, österreichischer Journalist, Schriftsteller und Musikkritiker (* 1879)

### Juni
- 01. Juni: Frederick Block, österreichischer Komponist (* 1899)
- 03. Juni: Josef Beaujean, deutscher Musikwissenschaftler (* 1903)
- 12. Juni: José Luis Padula, argentinischer Bandleader, Tangogitarrist, -pianist und -komponist (* 1893)
- 20. Juni: Stanislav Novák, tschechischer Geiger (* 1890)
- 21. Juni: Mike Jackson, US-amerikanischer Blues- und Jazzpianist und Songwriter (* 1888)
- 26. Juni: Ernö Rapée, ungarisch-US-amerikanischer Pianist, Komponist und Dirigent (* 1891)
- 26. Juni: Nikolai Tscherepnin, russischer Komponist (* 1873)
- 28. Juni: Jonny Heykens, niederländischer Komponist (* 1884)

### Juli
- 05. Juli: Vishnupant Govind Damle, indischer Szenenbildner, Kameramann, Filmregisseur und Toningenieur (* 1892)
- 10. Juli: Otakar Hřímalý, tschechischer Komponist (* 1883)
- 10. Juli: Viggo Kihl, kanadischer Pianist und Musikpädagoge (* 1882)
- 10. Juli: Josef Schmid, deutscher Organist, Chorleiter und Komponist (* 1868)
- 11. Juli: Antonina Wassiljewna Sabaschnikowa, russische Pianistin und Publizistin (* 1861)
- 12. Juli: Jelena Wiktorowna De-Wos-Sobolewa, belgische bzw. russische bzw. sowjetische Koloratursopranistin und Hochschullehrerin (* 1875)
- 13. Juli: Karl Meyer-Frenner, österreichischer Komponist (* 1891)
- 15. Juli: Joseph Schwarz, russisch-amerikanischer Pianist und Musikpädagoge (* 1883)
- 19. Juli: Georg Blumensaat, deutscher Musiker und Funktionär der Hitlerjugend (* 1901)
- 21. Juli: Michail Wassiljewitsch Anzew, russisch-sowjetischer belarussischer Komponist, Chorleiter und Lehrer (* 1865)
- 21. Juli: Albert Clerk-Jeannotte, kanadischer Sänger und Musikpädagoge (* 1881)
- 24. Juli: Rosina Storchio, italienische Opernsängerin (* 1872)

### August
- 02. August: Alfred Hoehn, deutscher Pianist, Komponist, Klavierpädagoge und Herausgeber (* 1887)
- 02. August: Pietro Mascagni, italienischer Komponist (* 1863)
- 02. August: Emil von Reznicek, österreichischer Komponist (* 1860)
- 05. August: Nat Jaffe, US-amerikanischer Jazz-Pianist (* 1918)
- 16. August: Nico Richter, niederländischer Komponist (* 1915)
- 17. August: Stanley Gardner, kanadischer Pianist und Musikpädagoge (* 1890)
- 21. August: Sonoi Keiko, japanische Schauspielerin und Darstellerin der Takarazuka Revue (* 1913)
- 22. August: Arnaldo D’Espósito, argentinischer Komponist, Dirigent, Pianist und Musikpädagoge (* 1907)
- 23. August: Leo Borchard, russischer Dirigent und kurzzeitiger Leiter der Berliner Philharmoniker (* 1899)
- 25. August: Alexei Wladimirowitsch Abutkow, russischer Komponist und Musikpädagoge (* 1875)
- 25. August: Walther Brügmann, deutscher Schauspieler, Sänger und Regisseur (* 1884)

### September
- 10. September: Väinö Raitio, finnischer Komponist (* 1891)
- 15. September: Georg Vollerthun, deutscher Komponist, Dirigent und Musikpädagoge (* 1876)
- 15. September: Anton Webern, österreichischer Komponist und Dirigent (* 1883)
- 16. September: John McCormack, irischer Opernsänger (* 1884)
- 18. September: Blind Willie Johnson, US-amerikanischer Sänger und Gitarrist (* 1897)
- 24. September: La Argentinita, argentinisch-spanische Tänzerin, Choreografin und Sängerin (* 1897)
- 25. September: Julius Korngold, österreichischer Musikkritiker, Pianist und Anwalt (* 1860)
- 26. September: Béla Bartók, ungarischer Komponist, Pianist und Musikethnologe (* 1881)
- 27. September: Max Ludwig, deutscher Dirigent, Komponist und Hochschullehrer (* 1882)
- 29. September: Norbert von Hannenheim, dodekaphoner Komponist (* 1898)
- 30. September: Agnes Stavenhagen, deutsche Opernsängerin (* 1860)

### Oktober
- 04. Oktober: Karl Michael von Levetzow, deutscher Autor und Librettist (* 1871)
- 05. Oktober: Juan Bautista Guido, argentinischer Bandoneonist, Bandleader und Tangokomponist (* 1898)
- 07. Oktober: Erhard Bauschke, deutscher Musiker (Klarinette, Altsaxophon) und Leiter eines Tanzorchesters (* 1912)
- 10. Oktober: Konrad Hopferwieser senior, österreichischer Orgelbauer (* 1865)
- 14. Oktober: Pha Terrell, US-amerikanischer Jazz-Sänger (* 1910)
- 15. Oktober: Karl Alwin, deutscher Dirigent (* 1891)
- 15. Oktober: Hermann Gura, deutscher Theaterschauspieler und Opernsänger (* 1870)
- 15. Oktober: Alan Rankin Jones, US-amerikanischer Jazzmusiker (Piano, Komposition) (* 1902)
- 15. Oktober: Josef Koller, österreichischer Volkssänger, Gesangskomiker, Schauspieler, Schriftsteller und Volksliedforscher (* 1872)
- 16. Oktober: James V. Monaco, US-amerikanischer Songtexter und Komponist (* 1885)
- 16. Oktober: Tanaka Shōhei, japanischer Physiker, Musiktheoretiker und Erfinder (* 1862)
- 21. Oktober: Franz von Blon, deutscher Komponist und Dirigent (* 1861)
- 22. Oktober: Francesco Daddi, italienischer Opernsänger (* 1864)
- 29. Oktober: Joseph Frei, Schweizer Kirchenmusiker (* 1872)
- 30. Oktober: Xian Xinghai, chinesischer Komponist (* 1905)
- 31. Oktober: Georgios Lambelet, griechischer Komponist und Musikschriftsteller (* 1875)

### November
- 02. November: William Reed, kanadischer Organist und Komponist (* 1859)
- 03. November: Alessandro Longo, italienischer Komponist und Musikwissenschaftler (* 1864)
- 08. November: Harry Pease, US-amerikanischer Liedtexter und Songwriter (* 1886)
- 09. November: Frank Hutchison, US-amerikanischer Old-Time-Musiker (* 1897)
- 11. November: Jerome Kern, US-amerikanischer Komponist (* 1885)
- 19. November: Helen Hopekirk, US-amerikanische Pianistin (* 1856)
- 29. November: Enrique Carbel, argentinischer Tangosänger und -komponist (* 1917)
- 29. November: Feliks Władysław Starczewski, polnischer Komponist (* 1868)
- 30. November: Otto Sýkora, österreichisch-ungarischer Musiker und Komponist (* 1873)
- 01. Dezember: Harvey Bartlett Gaul, US-amerikanischer Komponist und Organist (* 1881)
- 03. Dezember: Adolf Seifert, deutschböhmischer Lehrer, Musikpädagoge und Komponist (* 1902)
- 06. Dezember: Max Bendix, US-amerikanischer Geiger und Dirigent (* 1866)
- 08. Dezember: Richard M. Jones, US-amerikanischer Jazzmusiker und Musikproduzent (* 1889 oder 1892)
- 08. Dezember: Alexander Siloti, russischer Pianist, Komponist und Dirigent (* 1863)

### Dezember
- 10. Dezember: Eduard Göbel, deutscher Theaterschauspieler und Opernsänger sowie Gesangspädagoge (* 1867)
- 11. Dezember: Severin Eisenberger, polnischer Pianist (* 1879)
- 14. Dezember: Constantino Gaito, argentinischer Komponist (* 1878)
- 15. Dezember: Tobias Matthay, britischer Musikpädagoge, Pianist und Komponist (* 1858)
- 15. Dezember: Eduardo Vigil y Robles, mexikanischer Sänger, Dirigent, Arrangeur und Komponist (* 1875)
- 16. Dezember: Jack Jenney, US-amerikanischer Jazz-Posaunist und Bigband-Leader (* 1910)
- 16. Dezember: Mary Zimmermann, deutsche Balletttänzerin, Ballettmeisterin, Primaballerina und Choreografin (* 1889)
- 19. Dezember: Oscar Seagle, US-amerikanischer Sänger und Musikpädagoge (* 1877)
- 22. Dezember: Byron Gay, US-amerikanischer Songwriter (* 1886)
- 24. Dezember: Francesc Pujol i Pons, katalanischer Komponist, Dirigent und Musikwissenschaftler (* 1878)
- 24. Dezember: Adelina Stehle, österreichische Opernsängerin (* 1861)
- 26. Dezember: Louis Bachner, US-amerikanischer klassischer Pianist, Sänger und Gesangspädagoge (* 1882)
- 29. Dezember: Rudolf Muchsel, österreichischer Regierungsbeamter und Komponist (* 1860)
- 29. Dezember: Elise Kutscherra de Nyß, preußische Opernsängerin und Gesangspädagogin (* 1867)

### Genaues Todesdatum unbekannt
- Ferdinand Theodor Aagaard, dänischer Organist und Komponist (* 1860)
- Georg Ahl, deutscher Komponist und Dirigent (* 1878)
- Aleksander Brachocki, polnischer Pianist (* 1897)
- Katriel Broydo, jüdisch-litauischer Autor, Komponist und Theaterleiter (* 1907)
- Richard Fall, österreichischer Komponist und Dirigent (* 1882)
- Mary Antonine Goodchild, US-amerikanische Musikpädagogin (* 1873)
- Kurt Henneberg, deutscher Jazz- und Unterhaltungsmusiker (* 1915 oder 1916)
- Hanuš Jochowitz, tschechoslowakischer Geiger und Pianist sowie im Lager ein Sänger und Schauspieler (* 1920)
- Andrija Konc, jugoslawischer Operetten- und Schlagersänger, Komponist sowie Fußballtorhüter (* 1914)
- Henri Letocart, französischer Organist und Komponist (* 1866)
- Regino López, kubanischer Schauspieler, Regisseur und Sänger (* 1861)
- Thomas Morris, US-amerikanischer Jazz-Trompeter und Kornettist (* 1897)
- Fernando Obradors, spanischer Komponist (* 1897)
- Erich Orthmann, deutscher Komponist (* 1894)
- Max Rhode, deutscher Komponist und Posaunist (* 1884)
- Emil Roósz, ungarischer Violinist und Tanzkapellenleiter (* 1897)
- Rafael Schächter, tschechischer Pianist, Komponist, Dirigent und Opfer des Holocaust (* 1905)
- Clara Schlaffhorst, deutsche Logopädin (* 1863)
- Heinz Schubert, deutscher Komponist (* 1908)
- Paul Schubert, lettischer Pianist, Komponist und Musikpädagoge (* 1884)
- Leonard Sickert, britischer Schauspieler und Sänger (* 1873)
- Julie Stroumsa, griechisches Opfer der Shoah, Mitglied im Mädchenorchester von Auschwitz (* 1915)
- Wassyl Stupnyzkyj, ukrainischer Ethnograph, Dirigent und Komponist (* 1879)
- Karl Thiessen, deutscher Komponist, Pianist und Musikschriftsteller (* 1867)
- Ramblin’ Thomas, US-amerikanischer Musiker und Songwriter (* 1902)
- Heinz Wehner, deutscher Jazzmusiker (* 1908)